# Grönland
Grönland (grönländisch Kalaallit Nunaat [kaˈlaːɬːit nuˈnaːt], dänisch Grønland [ˈɡ̊ʁɶnlanʔ]) ist ein politisch selbstverwalteter Bestandteil des Königreichs Dänemark. Der überwiegende Teil der Landesfläche besteht aus der größten Insel der Erde, gelegen im Nordatlantik bzw. Arktischen Ozean. Das Gebiet, das geografisch zu Nordamerika und geologisch zu dessen arktischer Teilregion gezählt wird, verfügt über die nördlichste Landfläche der Erde und ist nur spärlich besiedelt.
Die gesamte Bevölkerung lebt entlang der Küste, vor allem im Westen des Landes. Grönland war in vorkolonialer Zeit von Inuit bewohnt, bevor es ab 1721 von Dänemark-Norwegen kolonisiert wurde und 1814 an Dänemark fiel. Es wird heute hauptsächlich von Kalaallit bewohnt, die gemischter inuitisch-skandinavischer Abstammung sind.
Nachdem das Land über zwei Jahrhunderte lang eine abgeschottete Kolonie war, die hauptsächlich dazu diente, Europa mit tierischen Ölen zu versorgen, bildete sich seit Ende des 19. Jahrhunderts ein grönländisches Nationalbewusstsein und ließ seit dem Zweiten Weltkrieg den Wunsch nach Selbstbestimmung wachsen. Daraufhin wurde Grönland 1953 „dekolonisiert“ und in das Königreich Dänemark eingegliedert, woraufhin umfangreiche Modernisierungsmaßnahmen ergriffen wurden, die zu einer Umwälzung der bis dahin traditionell lebenden Gesellschaft führten.
Daraus resultierten soziale Probleme, die bis heute den grönländischen Diskurs prägen und unter anderem den Wunsch nach mehr Autonomie wachsen ließen. Daraufhin erhielt Grönland 1979 Autonomie, die 2009 ausgeweitet wurde. Seither herrscht in der Öffentlichkeit und Politik eine Debatte über die vollständige Unabhängigkeit.
Als autonomer Bestandteil des Königreichs Dänemark hat Grönland eine eigene Regierung und ein eigenes Parlament und ist in den meisten Bereichen politisch von Dänemark unabhängig. Die vollständige Unabhängigkeit wird jedoch derzeit mehrheitlich als unrealistisch aufgefasst, da Grönland wirtschaftlich nahezu vollständig von der Fischerei lebt und mit seiner geringen, aber stark verstreut siedelnden Bevölkerung und dem daraus resultierenden Defizit zwischen staatlichen Einnahmen und Ausgaben finanziell von dänischen Subventionen abhängig ist.

## Name
Der Name Grönland ist die deutsche Schreibung des dänischen Grønland, das wörtlich übersetzt „Grünland“ bedeutet. Dieser Name geht auf altwestnordisch Grœnland zurück. Erik der Rote hatte das Land bei seiner Ankunft in Südgrönland im späten 10. Jahrhundert so genannt, nach der Íslendingabók von Ari Þorgilsson deswegen, weil es „die Leute ermutigen würde, dorthin zu gehen, da das Land einen guten Namen hatte“.
Die Geschichte von Ari wurde mit dem Aufblühen der isländischen Literaturtradition im 13. Jahrhundert wieder aufgegriffen und taucht u. a. in der Landnámabók und in der Eiríks saga rauða auf. Für Adam von Bremen dagegen, der ferne Länder oft fabelhaft beschrieb, hatte das Land seine Bezeichnung von seinen Bewohnern erhalten, die durch das Meerwasser, an dem sie wohnten, eine grünliche Färbung annahmen.
Die grönländischsprachige Eigenbezeichnung ist Kalaallit Nunaat, was übersetzt „Land der Kalaallit“ bedeutet und damit eine Ableitung von der Volksbezeichnung der Kalaallit (Sg. Kalaaleq) darstellt. Es ist weitgehend akzeptiert, dass es sich hierbei um eine Entlehnung aus dem altnordischen skrælingr handelt, das an die grönländische Phonotaktik angepasst wurde. Der Begriff wurde in der Wikingerzeit genutzt, um die in Grönland und Kanada lebenden Inuit zu bezeichnen. Im Labrador-Dialekt des Inuktitut findet sich gleichermaßen der bereits im 18. Jahrhundert belegte Begriff karaaliq zur Bezeichnung eines Grönländers. Auch im Grönländischen war im 18. Jahrhundert noch die Form mit r belegt, das aber in Lehnwörtern üblicherweise zu l wurde.
Auf Grönländisch ist es üblich, Grönland nicht beim offiziellen Namen, sondern als Nunarput („Unser Land“; vergleiche entsprechend Nunavut) zu bezeichnen, was sich flektiert in zahlreichen Namen für Institutionen wie Nunatta Katersugaasivia Allagaateqarfialu („Das Museum und Archiv unseres Landes“), Nunatta Atuagaateqarfia („Die Bibliothek unseres Landes“) oder Nunatta Isiginnaartitsisarfia („Das Theater unseres Landes“) wiederfindet. Diese Bezeichnung ist bereits bei Otto Fabricius in der zweiten Hälfte des 18. Jahrhunderts belegt, der aber auch Kalaallit Nunaat als Alternativbezeichnung nennt.

## Geografie

### Einteilung nach Himmelsrichtungen
Begriffe wie „Nordgrönland“, „Südgrönland“ etc. sind nicht eindeutig definiert und werden je nach geografischem und historischem Kontext sehr unterschiedlich gebraucht. Bis zum Ende des 19. Jahrhunderts bestand das kolonisierte Grönland nur aus der Westküste. Sie war ab 1782 in die zwei Inspektorate Nordgrönland und Südgrönland unterteilt, wobei die Grenze zwischen Attu im Norden und Sisimiut im Süden verlief. Mit der Kolonisierung der außerhalb Westgrönlands liegenden Gebiete und offiziell seit 1950 wurden die bisherigen Landesteile Nord- und Südgrönland zu Westgrönland (Kitaa) zusammengefasst und um Ostgrönland (Tunu) und Nordgrönland (Avanersuaq) ergänzt. Diese verloren später mit der rechtlichen Gleichstellung aller Landesteile wieder an Bedeutung.
Das unbewohnte Gebiet nördlich des bewohnten Ostgrönlands mit dem Nordost-Grönland-Nationalpark ist als „Nordostgrönland“ bekannt. Mit „Südgrönland“ wird meist das Gebiet der Kommune Kujalleq bezeichnet. „Nordgrönland“ kann hingegen je nach Herkunft des Sprechers das Gebiet des alten Inspektorats oder nur das Gebiet nördlich der Halbinsel Nuussuaq bezeichnen. Letzteres wird auch als „Nordwestgrönland“ bezeichnet, wobei dieser Begriff auch nur auf den Landesteil Nordgrönland (Avanersuaq) bezogen sein kann.

### Landschaftsform

#### Allgemeines
| Qaanaaq |

| Upernavik |

| Uummannaq |

| Qeqertarsuaq |

| Aasiaat |

| Kangaatsiaq |

| Ilulissat |

| Qasigiannguit |

| Sisimiut |

| Kangerlussuaq |

| Maniitsoq |

| Nuuk |

| Paamiut |

| Narsaq |

| Qaqortoq |

| Nanortalik |

| Tasiilaq |

| Ittoqqortoormiit |

| Gunnbjørn Fjeld (3694 m) |

| Kangertittivaq |

| ISLAND |

| KANADA |

| NORDATLANTIK |

| NORDPOLARMEER |

| GRÖNLAND- SEE |

| Baffin Bay |

Grönland reicht von 59° 46′ nördlicher Breite am Kap Farvel (nur etwa 50 km nördlicher als die Südspitze Norwegens) bis 83° 40′ nördlicher Breite an der Kaffeklubben Ø beim Kap Morris Jesup und ist 2670 km lang. Die Breite beträgt maximal 1050 km vom Kap Alexander im Westen bis Nordostrundingen im Osten. Grönlands Nordküste ist mit 740 km Abstand die dem Nordpol am nächsten gelegene größere zusammenhängende Landmasse. Seit dem Jahr 2022 besitzt Grönland auf der Hans-Insel eine Landgrenze zu Kanada.
Das gesamte grönländische Inland ist von einem Eisschild bedeckt, der auf einem teils unter dem Meeresspiegel liegenden Becken ruht. Er macht vier Fünftel der Landesfläche aus. Die eisfreien Küstenbereiche machen rund 410.000 km² aus und sind in der Fläche damit etwas größer als Deutschland. Angaben zur Gesamtfläche Grönlands variieren zwischen 2.166.086 km² und 2.486.000 km².
Im Norden der Insel liegt der vereiste Arktische Ozean (auch Arktik oder Nordpolarmeer) mit seinen Randmeeren Lincolnsee und Wandelsee. Im Osten grenzt sie an die Grönlandsee (je nach Betrachtung ein Randmeer der Arktik oder des Atlantiks), an Dänemarkstraße und Irmingersee, im Westen an die Baffin Bay, Davisstraße und Labradorsee, alles Randmeere des Atlantiks. Im Nordwesten geht Grönland in die sehr zerklüftete und weitläufige Inselwelt der Königin-Elisabeth-Inseln über. Dort ist Grönland durch die Nares-Straße, die die Baffin Bay mit der Lincolnsee verbindet und bereits zum Arktischen Ozean gehört, von Ellesmere Island (Teil der Königin-Elisabeth-Inseln) getrennt.

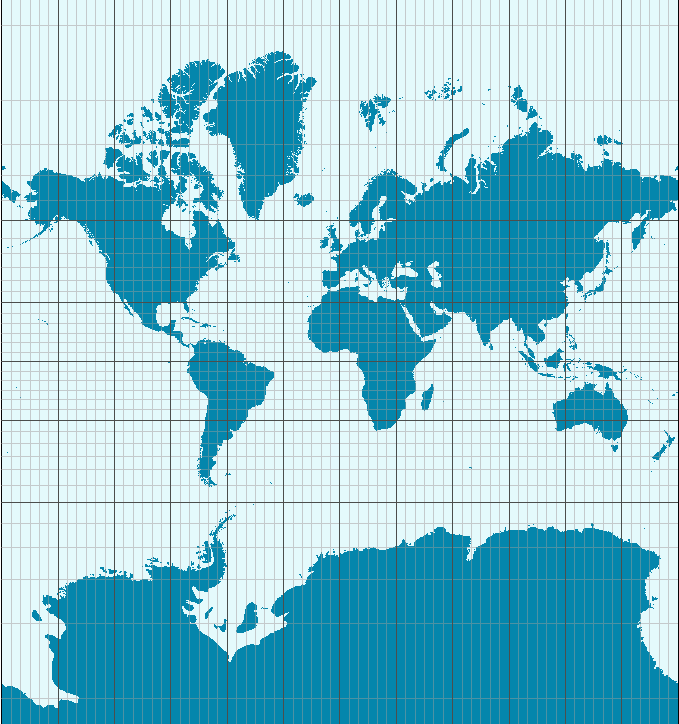
Klassische Mercator-Projektion. Tatsächlich ist Grönland etwa so groß wie Saudi-Arabien.

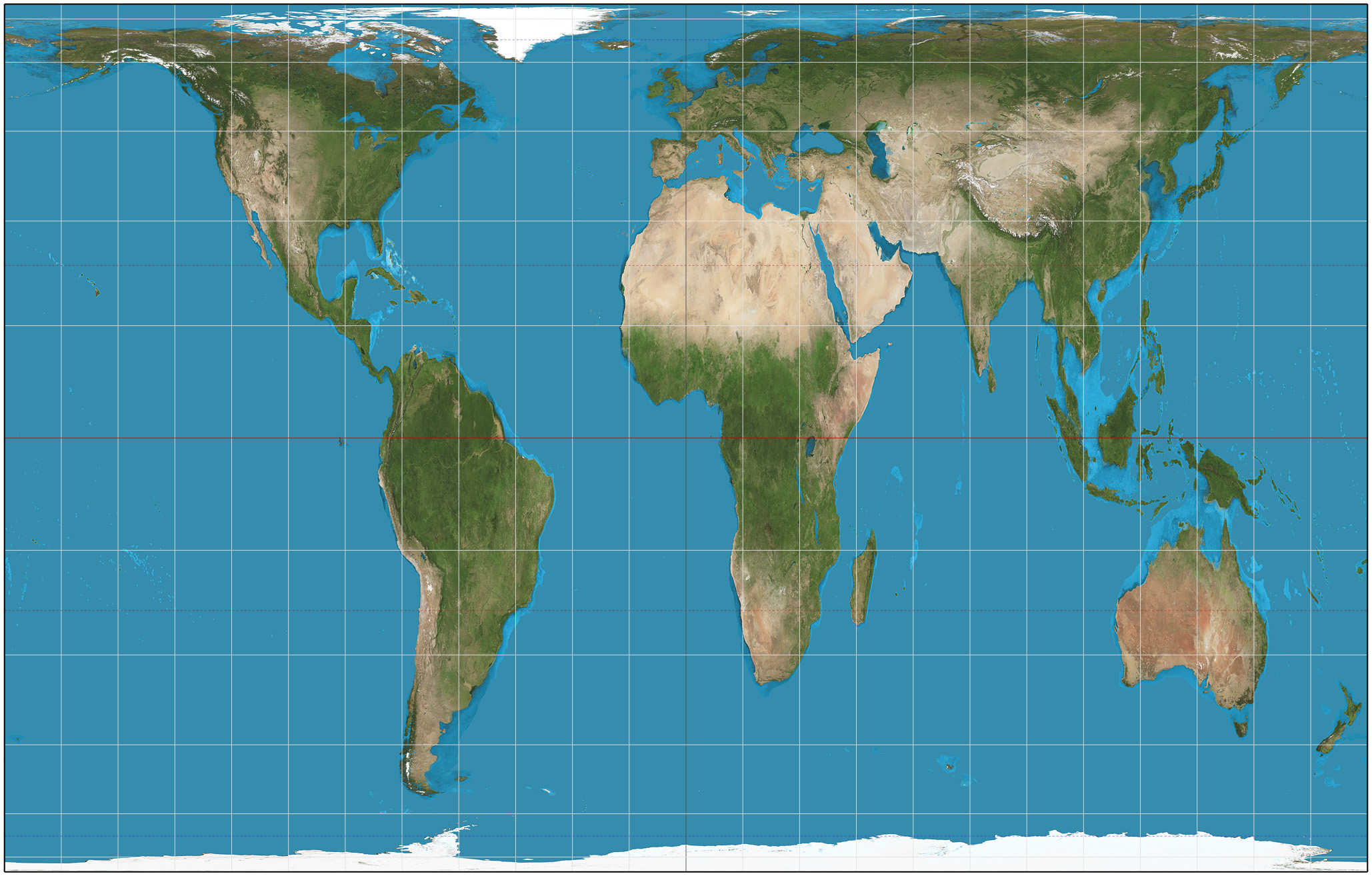
Im Vergleich dazu die Peters-Projektion

Auf Weltkarten wird Grönland oft stark verzerrt dargestellt. Da es nicht möglich ist, die Oberfläche der kugelförmigen Erde ohne Verzerrungen auf eine flache Karte abzubilden, kann eine Weltkarte nicht zugleich längentreu, flächentreu und winkeltreu sein. In der winkeltreuen klassischen Mercator-Projektion erscheint die Insel Grönland mit ihren rund 2,2 Mio. km² infolge hoher geografischer Breite überaus groß dargestellt, verglichen etwa mit Kontinenten wie Afrika (30 Mio. km²) oder Australien (8,6 Mio. km²). In der flächentreuen Peters-Projektion erscheint Grönland demgegenüber in Nord-Süd-Richtung deutlich gestaucht.

#### Küstengeografie

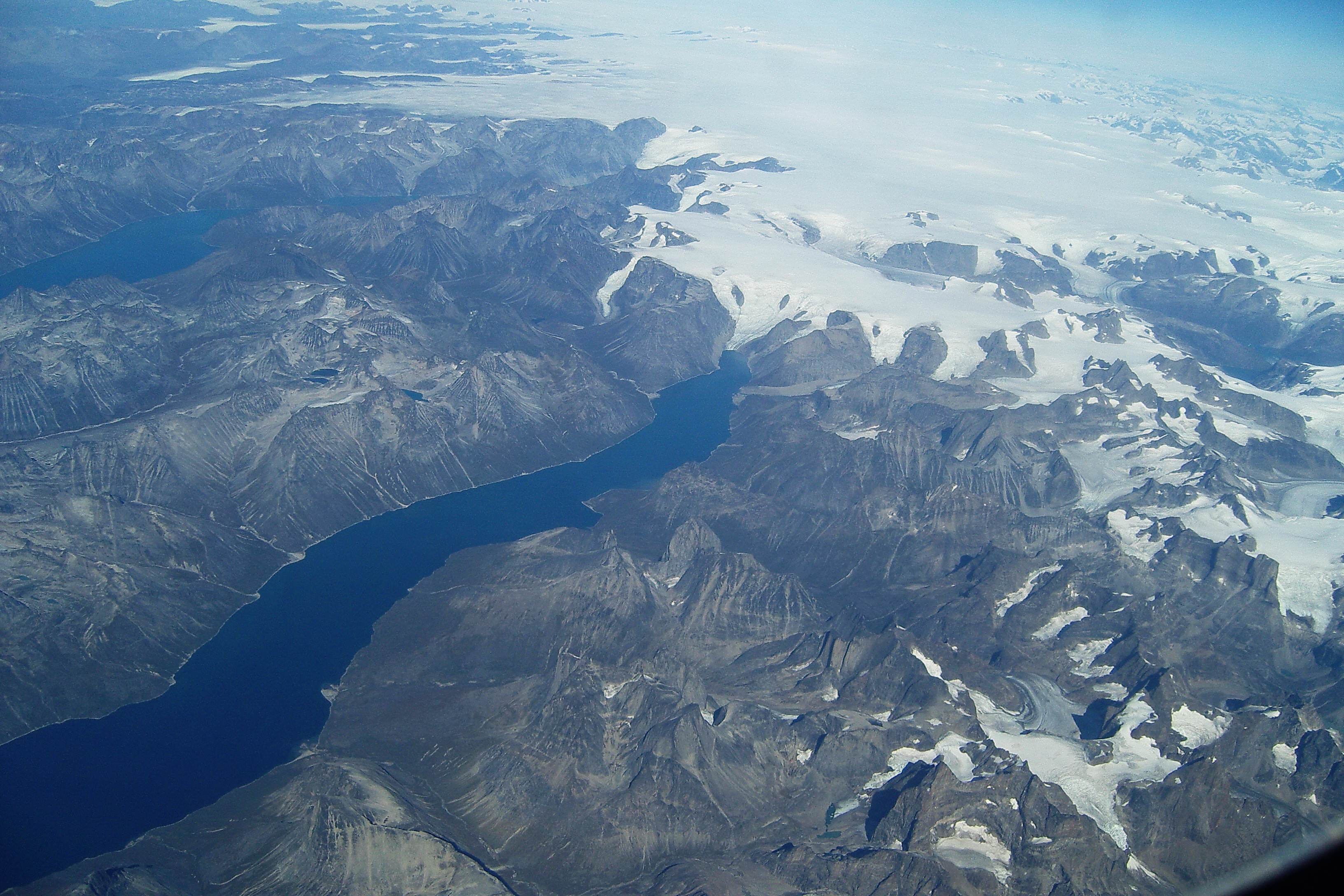
Typisch für die grönländische Topografie: Lange Fjorde, großflächige kahle und teils vergletscherte Berggebiete und das Inlandeis

Der eisfreie Küstenstreifen ist unterschiedlich breit, teilweise reicht das Inlandseis bis an die Küste. Vor allem im Westen und Osten ist die Küste von mehreren tausend Fjorden, Buchten und Meerengen zerschnitten, und der Hauptinsel sind unzählige Inseln und Schären vorgelagert. Dadurch verlängert sich die grönländische Küstenlänge auf etwa 44.000 km (Maßstab 1:250.000, siehe Küstenlänge #Messung von Küstenlängen).
Der Norden und Nordwesten Grönlands um den Distrikt Qaanaaq ist geprägt von bis zu 100 km breiten Gletschern wie dem Humboldt Gletsjer sowie eisfreien Küstenbereichen, denen nur wenige Inseln vorgelagert sind. Südlicher liegt die Melville-Bucht und im Anschluss daran der Distrikt Upernavik, dessen Festlandbereich vollständig vom Inlandeis bedeckt ist, mit hunderten meist kleinen vorgelagerten Inseln. Weiter südlich sind der Distrikt Uummannaq und die Diskobucht nur von wenigen größeren Inseln gesäumt. Der eisfreie Küstenstreifen ist hier durchschnittlich etwa 20 km breit. Im zentralen Westgrönland ist dieser bis zu knapp 200 km breit und von ebenso langen Fjorden und hunderten kleinen vorgelagerten Inseln geprägt. Nach Süden hin verringert sich die Breite auf etwa 50 km. Südgrönland ist noch etwas stärker von Fjorden zerfurcht. Hier ist das Land etwa 70 bis 120 km landeinwärts eisfrei. Die grönländische Ostküste hat kaum eisfreie Bereiche und nur wenige, kleinere Inseln. Im Nordosten erreicht der Küstenstreifen wieder Breiten von bis zu 200 km und ist von langen Fjorden und großen Inseln gezeichnet.
Die grönländischen Fjorde gehören zu den größten und tiefsten der Welt. Rund 150 Fjorde münden direkt ins Meer und die meisten haben zahlreiche Nebenfjorde, die sie speisen. Der Kangertittivaq in Ostgrönland ist mit einer Länge von 300 km, einer Breite von 40 km, einer Fläche von rund 10.000 km² und einer Tiefe von bis zu 1450 m bzw. bis zu 1000 m in seinen elf Nebenfjorden der größte der Welt. Die Fjorde frieren im Winter zu, ebenso wie die meisten umliegenden Meeresgebiete. Eine Ausnahme bilden Südwestgrönland und einige Polynjas. Das winterliche Meereis hat sich in den letzten Jahrzehnten stark zurückgezogen.
In die Fjorde münden häufig Gletscher, die wie der Jakobshavn Isbræ gewaltige Mengen Eis ins Meer kalben. Das schmelzende Eis speist unzählige Bäche, Flüsse und Seen, die eigene Ökosysteme bilden.
Die größte Nebeninsel Grönlands ist die 8578 km² große Diskoinsel in der Diskobucht in Westgrönland. Die Inselküsten sind größtenteils massive relativ steile Felsküsten, aber vor allem auf dem Festland, wo Schmelzwasser und Wellen Sedimente transportieren können, gibt es Flussdeltas und Sandstrände.
Bis auf einige kleinflächige Regionen an der Westküste (etwa an der südlichen Disko-Bucht) ist das Hinterland aller Küsten Grönlands von Gebirgen geprägt, die vielfach Hochgebirgscharakter haben. Richtung Inland ragen oft nur noch die steilsten Gipfelbereiche als Nunatat aus dem Eis. Der höchste Berg ist der Gunnbjørn Fjeld in Ostgrönland mit 3694 m Höhe.

#### Inlandsgeografie

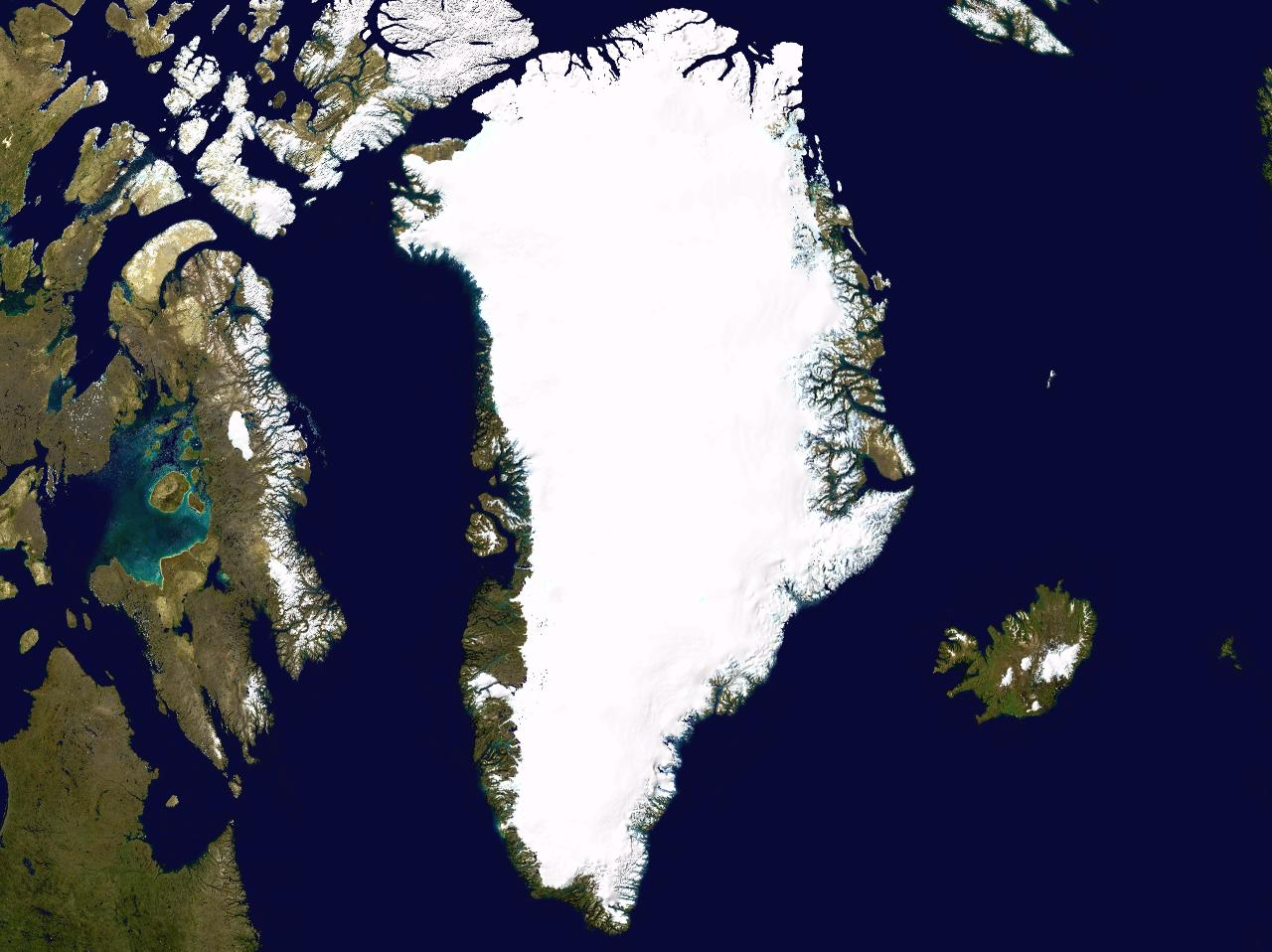
Satellitenfoto

Das grönländische Inland ist vollständig von einem bis zu 3200 m mächtigen, durchschnittlich 1800 m starken Eisschild bedeckt. Er ist der zweitgrößte Eisschild des Planeten, nur übertroffen vom stellenweise mehr als 4800 m dicken antarktischen Eisschild. Mit einem Volumen von rund 3 Mio. km³ könnte er ganz Deutschland unter einer über acht Kilometer dicken Eisschicht begraben. Jährlich fällt Schnee in den zentralen Bereichen, der mit der Zeit zu Eis verdichtet wird und sich dann langsam bergab in Küstenrichtung bewegt, wo er in den wärmeren Bereichen abschmilzt oder als Eisberge ins Meer kalbt. Dieser Prozess dauert üblicherweise rund 10.000 Jahre. Durch Untersuchungen lässt sich das Alter des Eises wie bei Jahresringen von Bäumen bestimmen, allerdings ist das Eis in den tieferen Bereichen bereits so verdichtet, dass das älteste so bestimmbare Eis nur 130.000 Jahre alt ist.

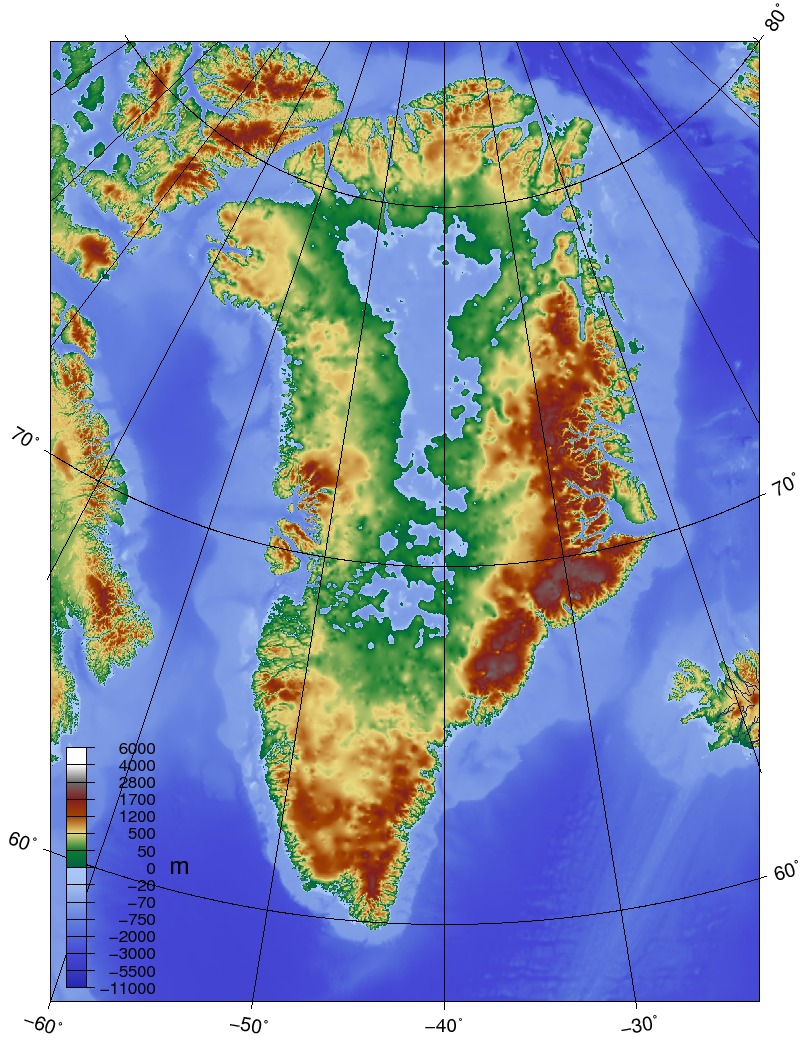
Topographie unter dem Eisschild

Die Vereisung setzte vor etwa 2,7 Millionen Jahren ein. Damals setzte durch die Schließung der Landenge von Panama eine neue Phase des känozoischen Eiszeitalters ein, die Gebirge im Osten der Insel waren hoch genug gehoben worden und die Insel in ausreichende Polnähe geraten, um die bis heute anhaltende Vergletscherung auszulösen. Das Festland unter dem Inlandeis liegt bedingt durch die Last des Eisschilds teilweise bis zu 200 Meter unter dem Meeresspiegel. Das Makrorelief unter dem Eis konnte durch moderne Radartechnik mit der Auswertung der Ergebnisse der Operation IceBridge der NASA von 2009 bis 2019 kartografiert werden. Darin befindet sich auch der 2013 entdeckte Grand Canyon von Grönland, der mit mindestens 750 km Länge, 10 km Breite und 800 m Tiefe größer als der Grand Canyon im Westen der USA ist.
Durch die globale Erwärmung ist das grönländische Inlandeis einem kontinuierlichen Abschmelzprozess ausgesetzt. Zwischen 2011 und 2014 verlor der Eisschild auf Grönland im Schnitt etwa 269 Mrd. Tonnen (ca. 293 km³) Eis pro Jahr. Der Massenverlust hat sich seit den 1980er Jahren versechsfacht. Würde das gesamte Inlandeis Grönlands (2,85 Mio. km³) schmelzen, würde der Meeresspiegel weltweit um 7,4 Meter steigen. Von der Eislast befreit würde die Insel in ihren Zentralbereichen, die bisher teilweise unter den Meeresspiegel gedrückt sind, durch postglaziale Landhebung um rund 800 Meter aufsteigen.

### Geologie

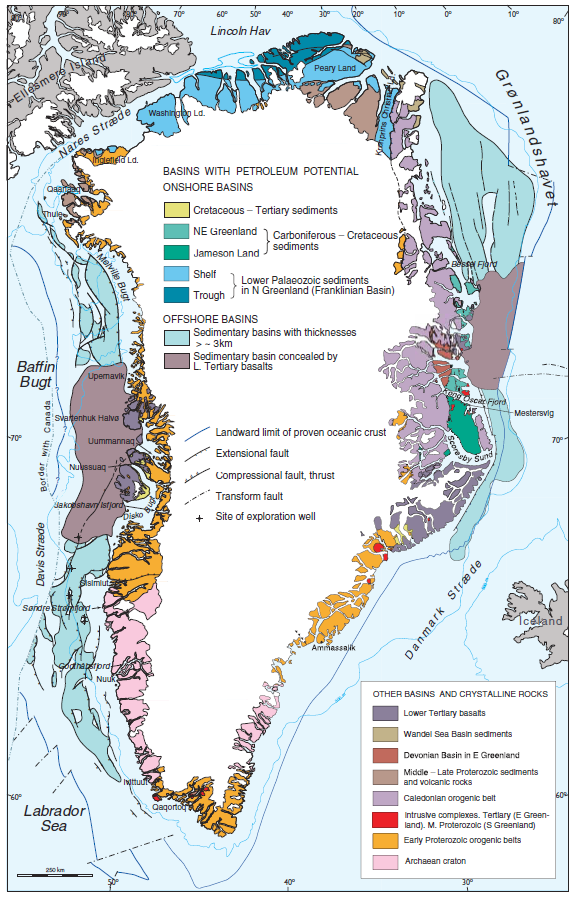
Geologische Karte Grönlands. Rosa und orange: Grönländischer Schild; graubraun und blau: vor-kaledonische Sedimente und Vulkanite; blassviolett: Kaledoniden; braun und grün: nach-kaledonische Sedimente; dunkelgrau: paläogene Basalte

Der Grönländische Schild begann sich vor etwa 3,9 bis 2,6 Milliarden Jahren im Archaikum zu bilden, während die jüngeren Teile des Schilds etwa 1,8 Milliarden Jahre alt sind und somit aus dem Paläoproterozoikum stammen. Der archaische Schild macht heute noch den südwestlichen und südöstlichen Teil der Insel aus. Die ältesten Teile lassen sich in der Region Isua nordöstlich von Nuuk finden, wo in einem Grünsteingürtel im Isua-Gneis in bis zu 3,7 Mrd. Jahre alten Gesteinen Hinweise auf Leben gefunden wurden, was der älteste bekannte Nachweis für Leben überhaupt wäre. Die paläoproterozoischen Teile des Schilds befinden sich im restlichen Teil der Westküste sowie im zentralen Ostgrönland. Der Schild konsolidierte sich vor etwa 1700 bis 1900 Millionen Jahren durch einen Zusammenstoß einer Kontinentalplatte von Süden, die in einer Gebirgsbildung die nördlicheren Gesteine zusammendrückte und somit verband. Dieser Zusammenstoß lässt sich noch heute darin erkennen, dass die meisten Fjorde landeinwärts in nördliche Richtung verlaufen (siehe auch Streichrichtung). Die archaischen und paläoproterozoischen Gesteine in Südwest- und Südgrönland enthalten Goldvorkommen (siehe auch Goldbergwerk Nalunaq). Dazu kommen mehrere Bändereisenerzvorkommen in ganz Westgrönland, während Nickel-, Titan-, Chrom-, Molybdän- und Vanadium-Vererzungen in den alten Gesteinen in West- und Ostgrönland vorkommen. In den paläoproterozoischen Bereichen des Schilds in Westgrönland lassen sich weiters wirtschaftlich relevante Vorkommen von Edelsteinen wie Diamanten, Rubinen und Saphiren finden.
Grönland war nun Bestandteil des präkambrischen Kontinents Laurentia, der vor etwa 1100 Millionen Jahren ein Teil von Rodinia wurde. In der Zeitspanne von 1600 bis 400 Millionen Jahren vor heute bildeten sich vor allem in den Küstenbereichen heute noch bis zu fünf Kilometer mächtige Schichten (Tafelland) aus Sedimenten und vulkanischen Gesteinen, vor allem Sandstein, Kalkstein und Basalte. Diese umfassen zunächst mesoproterozoische Sandstein- und Basaltschichten in Nordgrönland, marine Sedimente in Ostgrönland und ebenso alte Sandstein- und Basaltschichten und Intrusionen (z. B. Granit) in Südgrönland, die Kryolith und Seltene Erden führen, zum Beispiel der Ilimmaasaq-Komplex. Es folgen neoproterozoische Sandstein-, Ton- und Kalksteinschichten in Nord- und Ostgrönland, die die mesoproterozoischen Schichten teils überdecken. Zuletzt wurden altpaläozoische marine Kalksteinschichten in Nord- und Ostgrönland abgelagert, nachdem Rodinia vor rund 800 Millionen Jahren zu zerfallen begonnen hatte und sich der Iapetus-Ozean zwischen Laurentia und Baltica bildete.
Vor über 400 Millionen Jahren (Silur) schloss sich der Iapetus-Ozean wieder, sodass aus Laurentia und Baltica der Kontinent Laurussia entstand, aus dem später Pangaea hervorging. Die Kollision von Laurentia und Baltica sorgte für die Kaledonische Gebirgsbildung. Bei dieser Gebirgsbildung entstanden aus den Sedimenten und Vulkaniten unterschiedliche Metamorphite.
Zwischen dem folgenden Devon und dem Paläogen entstanden in Ost- und Nordostgrönland weitere sechs bis acht Kilometer mächtige terrestrische Sandsteinschichten und später durch eine Überflutung marine Sandstein- und Tonschichten, die reich an marinen Fossilien sind. Auch in der Diskobucht im Westen bildete sich eine solche Sedimentschicht mit organischem Material, woraus die heutigen Braunkohlevorkommen stammen. Die Sedimentgesteine in Nordwest- und Nordostgrönland enthalten Vorkommen von Zink, Kupfer und Blei.
Als Pangaea sich im Mesozoikum aufzulösen begann und sich der Atlantische Ozean öffnete, entstand die Labradorsee westlich von Grönland, während Grönland im Osten noch am heutigen Europa hing. Diese Verbindung zerbrach jedoch vor rund 55 Millionen Jahren (Paläogen) ebenfalls, und das bereits von Nordamerika getrennte Grönland begann mit diesem nach Westen zu driften, wodurch Grönland zur Insel wurde. Dies geschah in Verbindung mit starkem Vulkanismus, was sich sowohl im Westen in der Diskobucht als auch im Osten in der Gegend um Ittoqqortoormiit (Watkins-Gebirge) durch fünf bis zehn Kilometer mächtige vulkanische Flutbasaltschichten bemerkbar macht. Die Gesteinsschichten der Kaledonischen Gebirgsbildung wurden bei dieser Auftrennung in mehrere Teile zerrissen und verteilen sich somit heute auf Ostgrönland, Norwegen, die Nordsee, Schottland und Irland. In Ostgrönland wurden sie wieder angehoben und liegen nun von jüngeren Sedimenten unverdeckt an der Erdoberfläche vor.
Durch den Beginn des Känozoischen Eiszeitalters wurde Grönland vor rund zwei Millionen Jahren von einem Eisschild überdeckt, der beinahe über die gesamte Landfläche reichte und die überdeckten Gesteine glazial formte. Vor etwa 14.000 bis 10.000 Jahren zog sich der Eisschild an seine heutige Position zurück und hinterließ so die glazial geprägten Küstenstreifen.

### Klima

#### Heutiges Klima
Die Klimaverhältnisse unterscheiden sich innerhalb Grönlands stark. In den Küstenbereichen herrscht ein subpolares Klima, im Norden und im Inland hingegen polares Klima. Das Klima ist stark von den Jahreszeiten abhängig. Entlang der Küste unterscheiden sich die Temperaturverhältnisse im Sommer im Norden Grönlands nur wenig von denen im Süden, was durch die konstante Sonneneinstrahlung der Mitternachtssonne begründet ist. Im Winter sinkt die Temperatur aufgrund der fehlenden Sonne hingegen umso stärker im Norden. Neben der Sonneneinstrahlung hat auch die von den Eisverhältnissen abhängige Wassertemperatur einen großen Einfluss auf die Temperatur der Luft. An der Westküste wird das Klima durch den Grönlandstrom gemildert, den hier der Nordatlantische Strom und der Golfstrom mit relativ warmem Wasser versorgen. Rund 100 km landeinwärts ist das Klima deutlich kontinental geprägt, ähnlich dem Klima Sibiriens oder Mittelalaskas. Die geringe Temperatur des Inlandeises lässt sich mit der starken Reflexion des Sonnenlichts durch das Eis erklären. Auf dem Inlandseis wurden bis zu rund −70 °C gemessen, während in Maniitsoq im Juli 2013 +25,9 °C erreicht wurden. Die Jahresdurchschnittstemperatur liegt in Grönland üblicherweise unter dem Gefrierpunkt, nur in Südgrönland leicht darüber, wobei sie im Inlandeis größtenteils bei unter −20 °C liegt und auch im Sommer nur an den an die Küste grenzenden Bereichen über den Gefrierpunkt kommt.
In den Küstenbereichen entspricht die Niederschlagsmenge etwa der Oslos. In den kontinentalen Inlandsbereichen und in Nordgrönland fällt hingegen deutlich weniger Niederschlag, sodass diese Gebiete als Kältewüsten klassifiziert werden können. Auch in Kangerlussuaq, das als einziger Ort Grönlands mehr als 100 km vom Ozean entfernt liegt, fällt nur ein Fünftel der Niederschlagsmenge der Küstenstädte. Wegen der Temperaturen fällt der Niederschlag häufig als Schnee, im Sommer jedoch als Regen. Schnee im Sommer ist möglich, Regen im Winter jedoch selten. Die klimatischen Verhältnisse in Grönland sind stark von der Geografie geprägt, da das hohe Inlandeis Luftmassen aufstauen lässt.
Die Windverhältnisse sind deutlich variabler als in Europa. An der grönländischen Küste ist es häufig windstill, aber Föhnwinde und katabatische Winde strömen häufig plötzlich von den Gebirgen hinab und sorgen so für starke Stürme. Der bekannteste von ihnen ist der Piteraq, der in Ostgrönland auftritt und dort in bewohnten Bereichen für starke Zerstörungen sorgen kann. Meist gibt es leichte Winde, die tageszeitenabhängig fjordauf- oder -abwärts wehen.
|                        | Jan  | Feb   | Mär   | Apr  | Mai  | Jun  | Jul  | Aug  | Sep   | Okt  | Nov  | Dez  |   |       |
| Mittl. Temperatur (°C) | −7,7 | −8,3  | −7,8  | −3,2 | 1,1  | 4,7  | 7,0  | 6,7  | 3,9   | 0,1  | −3,3 | −5,3 | ⌀ | −1    |
| Mittl. Tagesmax. (°C)  | −5,3 | −5,8  | −5,5  | −1,0 | 3,7  | 8,0  | 10,5 | 9,7  | 6,3   | 2,0  | −1,3 | −3,1 | ⌀ | 1,6   |
| Mittl. Tagesmin. (°C)  | −9,8 | −10,5 | −10,0 | −5,3 | −1,1 | 2,0  | 4,2  | 4,4  | 2,1   | −1,6 | −5,1 | −7,3 | ⌀ | −3,1  |
|                        |      |       |       |      |      |      |      |      |       |      |      |      |   |       |
| Niederschlag (mm)      | 72,8 | 55,4  | 59,2  | 53,0 | 60,5 | 61,7 | 75,5 | 92,7 | 106,0 | 79,7 | 82,6 | 74,9 | Σ | 874   |
|                        |      |       |       |      |      |      |      |      |       |      |      |      |   |       |
| Regentage (d)          | 19,0 | 16,4  | 17,3  | 15,0 | 12,9 | 12,2 | 11,8 | 14,8 | 17,1  | 16,0 | 16,2 | 19,2 | Σ | 187,9 |
|                        |      |       |       |      |      |      |      |      |       |      |      |      |   |       |
| Luftfeuchtigkeit (%)   | 73,8 | 74,7  | 74,3  | 78,3 | 81,1 | 85,0 | 85,3 | 86,7 | 82,3  | 76,7 | 73,3 | 73,4 | ⌀ | 78,8  |

| −9,8 |

| −10,5 |

| −10,0 |

| −5,3 |

| −1,1 |

| 2,0 |

| 4,2 |

| 4,4 |

| 2,1 |

| −1,6 |

| −5,1 |

| −7,3 |

| −9,8 |

| −10,5 |

| −10,0 |

| −5,3 |

| −1,1 |

| 2,0 |

| 4,2 |

| 4,4 |

| 2,1 |

| −1,6 |

| −5,1 |

| −7,3 |

#### Quartäre Klimaänderungen
Der grönländische Eisschild stellt ein Klimaarchiv dar, das in seinen ältesten Schichten Aufschluss über klimatische Verhältnisse vor bis etwa 130.000 Jahren, dem Beginn des letzten Interglazials (Eem-Warmzeit), geben kann. Bei Dye 3 im südlichen Grönland wurde unter dem mehr als 2000 Meter dicken Eis Material mit DNA-Spuren von Kiefern, Eiben und Erlen sowie von Schmetterlingen und anderen Insekten gefunden, die wahrscheinlich ein Alter zwischen 450.000 und 800.000 Jahren aufweisen. Die Forscher vermuten daher, dass das südliche Grönland vor der Vergletscherung während der Riß-Kaltzeit ein bewaldetes Land mit deutlich wärmerem Klima als heute war.
Die Besiedelung Grönlands im Mittelalter durch die Grænlendingar und die Thule-Kultur geht zeitlich mit der Mittelalterlichen Warmzeit einher. Während der Kleinen Eiszeit in der zweiten Hälfte des 2. Jahrtausends sank die Temperatur hingegen wieder.
Um 1890 begann die Temperatur wieder zu steigen und erreichte einen Höhepunkt in den 1930er und 1940er Jahren. Das Klima wurde dabei allgemein deutlich maritimer, also mit geringeren Temperaturschwankungen im Laufe des Jahres. Anschließend blieb die Temperatur gleich und sank leicht, ab den 1950er Jahren wieder stärker. Diese Klimaänderung hatte großen Einfluss auf die grönländischen Eisverhältnisse und damit auch auf die wirtschaftliche Grundlage, weg vom Robbenfang hin zur Fischerei.
Durch die anthropogen verursachte globale Erwärmung steht das Ökosystem Grönlands vor schweren Veränderungen. 2015 zeigte die Arktis erste Zeichen von irreversiblen Veränderungen; unter anderem könnte ein Temperaturanstieg zwischen 1 °C und 4 °C das fast vollständige Abschmelzen des grönländischen Eises auslösen. Das Risiko, das sich durch die Aktivierung weiterer Kippelemente ergibt, ist dabei von der Höhe des Temperaturanstieges abhängig und ist bei einer stärkeren Erwärmung umso größer. Seit 1990 hat sich bis Ende der 2010er Jahre die Durchschnittstemperatur im Sommer um 1,8 °C und im Winter um 3 °C erhöht. Durch vermehrte Regenereignisse wird das Abschmelzen der grönländischen Gletscher weiter beschleunigt, und die Bewölkung verhindert, dass viel Wärme entweichen kann.

### Flora und Vegetation

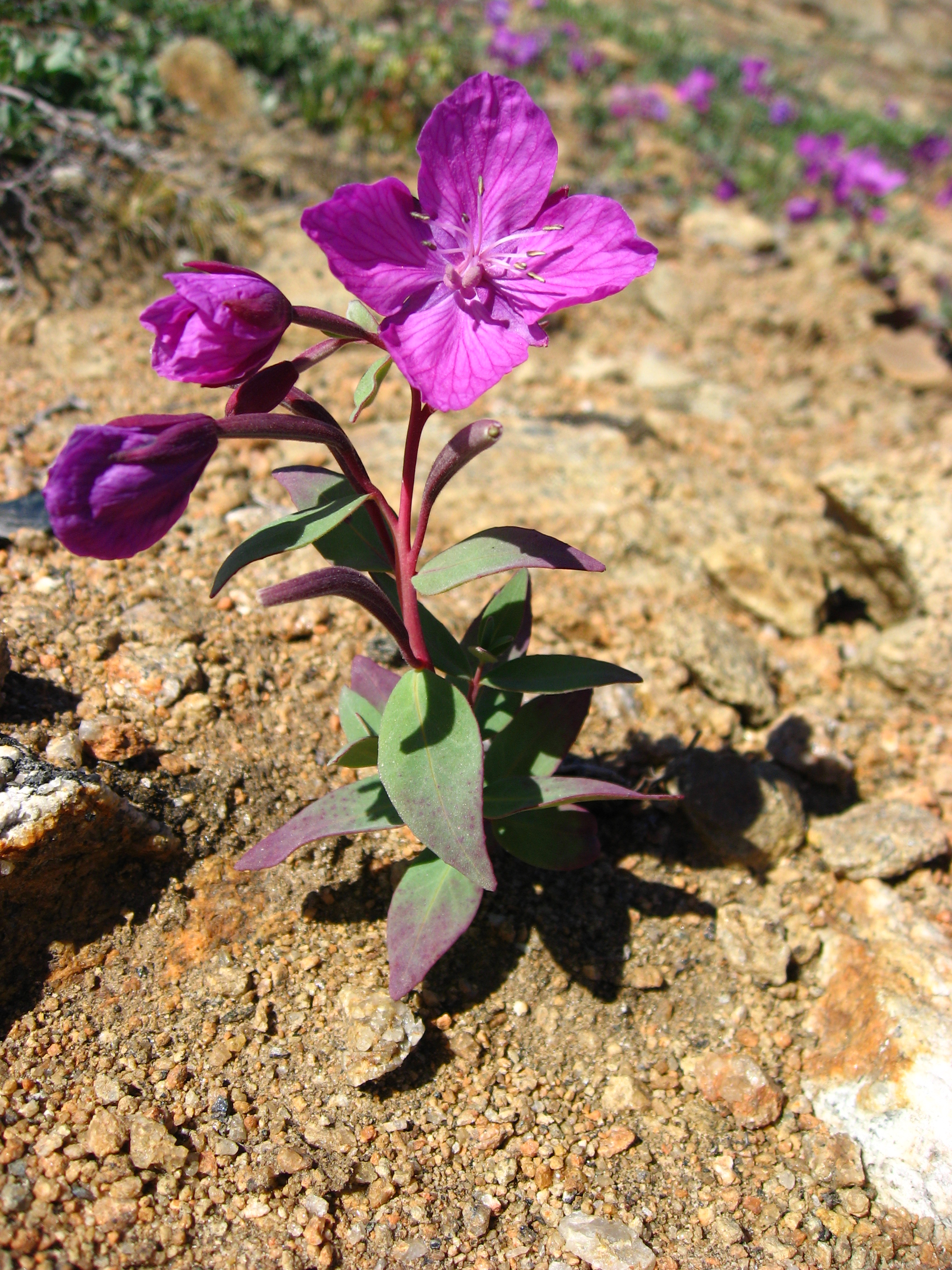
Arktisches Weidenröschen (Epilobium latifolium), grönländische Nationalblume, Upernavik

Grönland wird von einem vegetationslosen Eisschild dominiert, und pflanzliches Leben konzentriert sich auf die eisfreien Küstenregionen. Diese Küstengebiete lassen sich aufgrund der klimatischen Verhältnisse in drei verschiedene Biome aufteilen, die jedoch allesamt durch das Fehlen von geschlossenen Wäldern charakterisiert sind.
- Die hocharktische Vegetationszone erstreckt sich vom 71. Breitengrad, also von einer nördlich von Uummannaq bis Ittoqqortoormiit verlaufenden Linie, nach Norden. Die flachen Gebiete sind als klassische Tundra von Bewuchs von Arktischer Weide, Vierkantiger Schuppenheide und anderen Zwergsträuchern sowie Moosen geprägt. Die Berggebiete sind hingegen Kältewüsten.
- Die niederarktische Vegetationszone erstreckt sich südlich des 71. Breitengrades, im niederschlagsarmen Inland noch weiter nördlich. Dort finden sich vor allem Weidengewächse, die eine Höhe von 0,5 bis 3 Metern erreichen können.
- Die subarktische Vegetationszone befindet sich in Südgrönland, umfasst aber auch die kontinentalen Gebiete weiter nördlich, vor allem um Kangerlussuaq und Kapisillit. Sie umfasst das einzige Waldtundragebiet Grönlands im Qinngoq Avannarleq (Qinnguadalen), einem Talgebiet nordöstlich von Tasiusaq. Dort treten flache Moor-Birken und Mehlbeerbäume auf. Bei Kapisillit gibt es strauchartige Grün-Erlen und Weiden. Im niederschlagsarmen Kangerlussuaq gibt es dennoch weniger Vegetation, sodass auch hier eher von Tundra zu sprechen ist.

Auf Grönland wachsen rund 1600 Arten von Pilzen, 1000 Arten von Flechten und 600 Arten von Moosen. Dazu kommen etwa 520 Arten höherer Pflanzen, von denen rund 30 endemisch sind. Zu den höheren Pflanzen gehören Farne, Bärlapppflanzen, Wacholder und zahlreiche Bedecktsamer wie Hahnenfußgewächse, Rosengewächse, Steinbrechgewächse, Kreuzblütler, Nelkengewächse, Heidekrautgewächse, Nachtschattengewächse, Korbblütler, Binsengewächse, Sauergrasgewächse und Süßgräser. Vor allem aufgrund der klimatischen Verhältnisse gibt es nur wenige Wasserpflanzen in Grönland, wobei Algen dennoch einen wichtigen Teil der Nahrungskette in den Süßwässern darstellen. Zu den wichtigsten Wasserpflanzen gehören Laichkräuter, Gewöhnlicher Tannenwedel, Wassersterne und Igelkolben.
Fossilien weisen darauf hin, dass vor 55 Millionen Jahren Wälder überwiegend aus Mammutbäumen und Laubbäumen existierten. Vor 900.000 bis 450.000 Jahren war Grönlands eisfreier Küstenstreifen bewaldet, unter anderem mit Erlen, Fichten, Kiefern und Eiben. Der Klimawandel führt derzeit dazu, dass die Pflanzen eher blühen können. Er führt aber auch zu starken Veränderungen in der grönländischen Biodiversität, was eine erhöhte politische Aufmerksamkeit für den Naturschutz mit sich führt. Mehr als 40 % der grönländischen Landfläche stehen unter Naturschutz, wovon der Nordost-Grönland-Nationalpark den größten Teil ausmacht.

### Fauna
Grönlands Fauna ist gut erforscht. Archäologische Untersuchungen ermöglichen Erkenntnisse zu früher in Grönland lebenden Tieren. Dazu kommen Beschreibungen der Tierwelt aus schriftlichen Quellen, begonnen bei altnordischer Literatur in Form des Konungs skuggsjá (um 1230) und später wissenschaftlichen Beschreibungen von Hans Egede, seinen Söhnen Poul und Niels Egede sowie Otto Fabricius. Später wurden zahlreiche Expeditionen zur Erforschung der grönländischen Fauna durchgeführt.
Auf dem grönländischen Land und im Meer leben zahlreiche Säugetiere, Vögel, Fische und Insekten, während Reptilien und Amphibien nicht vorkommen.
Die grönländische Landfauna ist in zwei geografische Zonen geteilt, die durch die Melville-Bucht und den Kangertittivaq getrennt werden.
- Nord- und Nordostgrönland wurden durch die Nares-Straße von Kanada aus besiedelt, allerdings vermochten es die meisten Tiere nicht, die vom Inlandeis geprägten Küstengebiete nach Süden hin zu überwinden.
- (Südost- und) Westgrönland wurden entweder über ebendiese Küstengebiete besiedelt oder mittels Treibeis von der Baffininsel aus.

#### Landsäugetiere

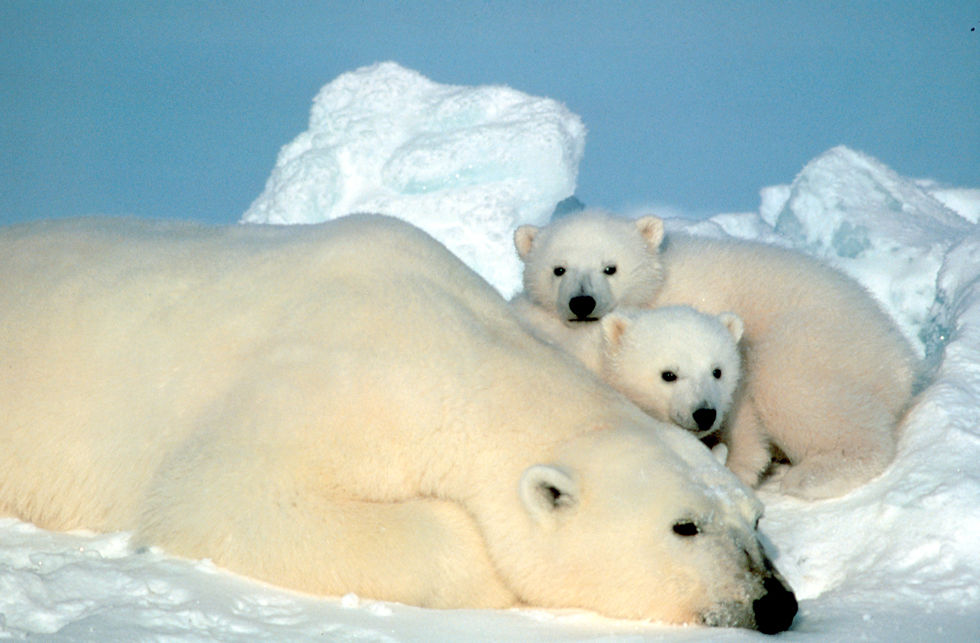
Eisbärin mit zwei Jungen

In Grönland gibt es nur wenige Arten von Landsäugetieren. In der südlichen Zone kommen Rentiere, Schneehasen und Polarfüchse vor. Wilde Rentiere leben vor allem im zentralen Westgrönland um Sisimiut und Maniitsoq. Schneehasen und Polarfüchse leben auch in der nördlichen Zone. Ausschließlich in der nördlichen Zone leben Moschusochsen und Hermeline sowie der Nördliche Halsbandlemming, dessen Bestand die Vorkommen seiner Fressfeinde stark beeinflussen kann. Durch die Ankunft von Polarwölfen in Nordostgrönland starben um 1900 die Rentiere dort aus. Später verschwand auch der Polarwolf wieder. Im 20. Jahrhundert wurden europäische Rentiere sowie Moschusochsen zur Fleischproduktion in Westgrönland angesiedelt. Der Eisbär lebt ebenfalls hauptsächlich in der nördlichen Zone, bewegt sich auf Treibeis, zieht aber regelmäßig in die bewohnten Gebiete West- und Ostgrönlands, wo er eine Gefahr für Menschen, aber auch eine Nahrungsquelle darstellt. Er wird von der Bevölkerung nicht als Landsäugetier, sondern als Meeressäugetier klassifiziert.

#### Meeressäugetiere
In den Gewässern vor Grönlands Küste leben zahlreiche Walarten: Grönlandwale, Zwergwale, Buckelwale, Grindwale, Schweinswale, Schwertwale, Blauwale, Finnwale, Narwale und Weißwale. Neben den Walen gibt es sechs Robbenarten, von denen die Ringelrobbe die verbreitetste ist. Daneben gibt es Bartrobben, Walrosse, Sattelrobben, Klappmützen und wenige Seehunde.

#### Vögel

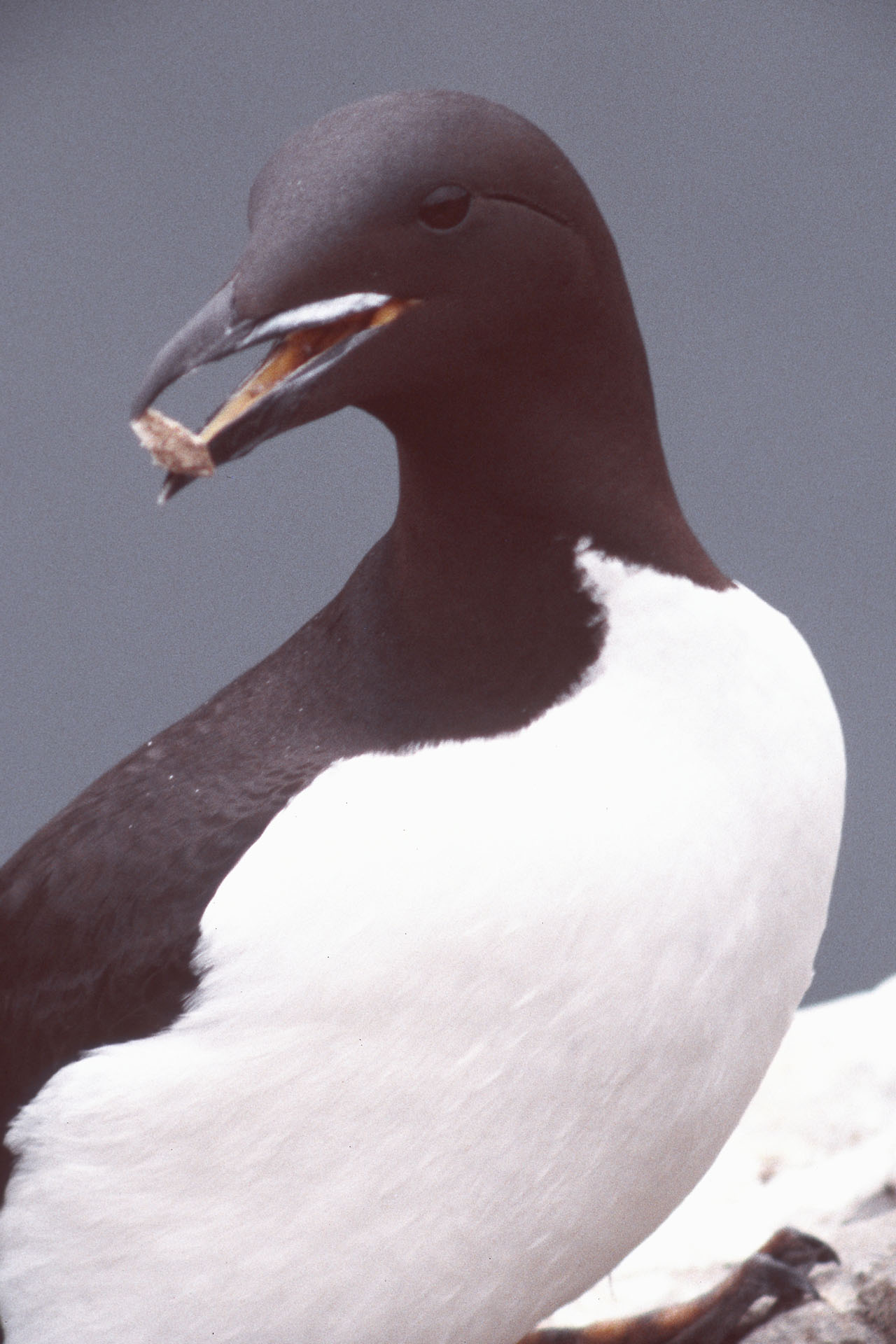
Dickschnabellumme

Die grönländische Vogelwelt lässt sich ebenfalls in Land- und Seevögel unterteilen. Unter den an Land lebenden Vögeln sind in der südlichen Zone folgende von größerer Bedeutung: Alpenschneehühner, Kolkraben, Schneeammern, Spornammern, Steinschmätzer, Birkenzeisige und Polar-Birkenzeisige leben in ganz Westgrönland. Dazu kommen mehrere Vogelarten, die nur regional vorkommen: Wacholderdrosseln in Südwestgrönland, Strandpieper in Nordwestgrönland und Wiesenpieper nur im Südosten. Des Weiteren gibt es mehrere Raubvögel: Im Westen und Südwesten leben Seeadler, dazu kommen Wanderfalken und Gerfalken. Zu den Küsten- und Ufervögeln gehören Meerstrandläufer, Odinshühnchen, Thorshühnchen, Mittelsäger, Eistaucher, Sterntaucher, Eisenten, Stockenten, Kragenenten und Blässgänse. In der nördlichen Zone leben Schneeeulen, Gerfalken, Falkenraubmöwen, Schneehühner, Schneegänse, Ringelgänse, Weißwangengänse, Kurzschnabelgänse, Regenpfeifer, Steinwälzer, Knuttstrandläufer, Alpenstrandläufer und Sanderlinge. Seevögel leben häufig an den grönländischen Vogelfelsen. Zu ihnen gehören Eiderenten, Prachteiderenten, Trottellummen und Krabbentaucher, die eine große Rolle spielen. Dazu kommen kleinere Kolonien von Papageitauchern, Tordalken, Kormoranen und Gryllteisten. In Grönland gibt es zudem zahlreiche Möwenarten, wie die Dreizehenmöwe, Eismöwe, Polarmöwe, Mantelmöwe, Schmarotzerraubmöwe, Falkenraubmöwe, Küstenseeschwalbe sowie die selteneren Schwalbenmöwe, Elfenbeinmöwe und Rosenmöwe. Weitere vor der Küste lebende Vögel sind der Eissturmvogel und der Kappensturmtaucher. Der flugunfähige Riesenalk wurde im 19. Jahrhundert durch übermäßige Jagd ausgerottet. Insgesamt gibt es rund 235 Vogelarten in Grönland, von denen rund 60 in Grönland brüten und die meisten Zugvögel sind. Durch die Klimaänderungen haben sich in den letzten Jahrzehnten neue Vogelarten in Grönland angesiedelt, wie die Heringsmöwe und die Kanadagans. Aufgrund der evolutionsmäßig betrachtet geringen Zeitspanne seit der letzten Eiszeit haben sich keine endemischen Vogelarten in Grönland entwickeln können, dafür aber haben Blässgans, Stockente, Alpenstrandläufer und Alpenschneehuhn grönländische Unterarten entwickelt.

#### Fische und Fischerei

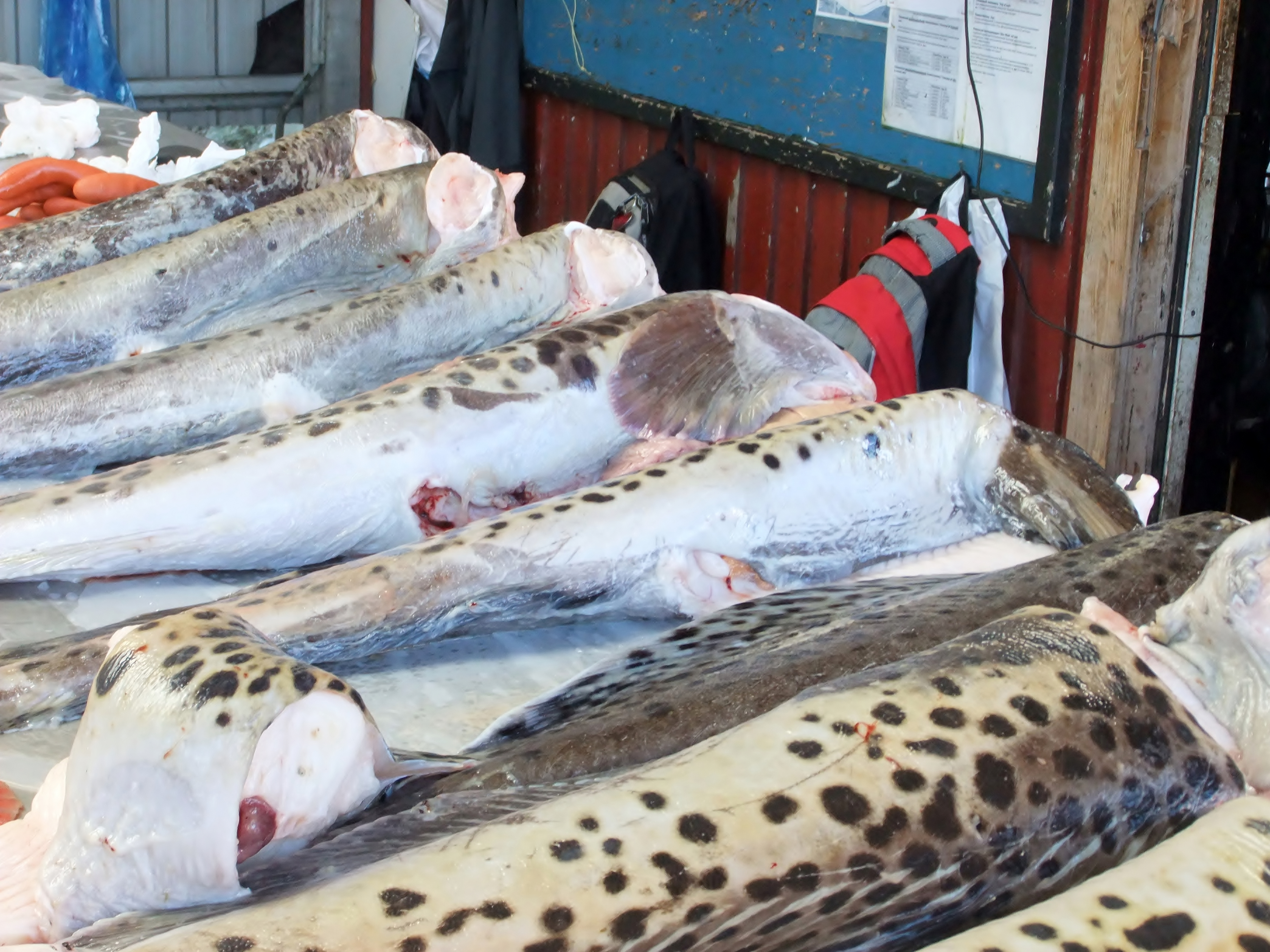
Seewolf auf dem Brættet in Nuuk

Aus den Gewässern in und um Grönland sind 269 Fischarten dokumentiert, einige davon aber sehr selten, möglicherweise als seltene Irrgäste. Dabei ist die Fischfauna im Süßwasser, in Flüssen und Seen, sehr artenarm und wird dominiert von Wanderfischen wie Lachsen und Meerneunaugen oder Arten, die sowohl im Süßwasser wie in Küstengewässern leben können, wie dem Dreistachligen Stichling. Häufigster Süßwasserfisch mit ökonomischer Bedeutung ist der zu den Lachsfischen gehörende Wandersaibling. Der Atlantische Lachs kommt bodenständig vor, die meisten Tiere sind aber Migranten aus Nordeuropa oder Nordamerika. Bis in jüngste Zeit werden Fischarten in Grönland neu entdeckt, teilweise als Neueinwanderer aufgrund des Klimawandels, teilweise auch durch Intensivierung der Fischerei in grönländischen Gewässern.
Die Fischerei stellt wegen der zahlreichen Speisefische einen wichtigen Wirtschaftszweig dar. Im Meer leben zum Beispiel Rotbarsche, der Gestreifte Seewolf, der Schwarze Heilbutt, der Heilbutt, Lachse, Lodden, Grönlandhaie, Seehasen, Atlantische Heringe, Doggerscharben, Vahls Wolfsfische, Polardorsche, 11 Arten von Groppen, 9 Arten von Rochen, der Uuaq, Lumbe, Rundnasen-Grenadiere, Blaulenge, Schellfische, der Köhler, Makrelen, Blaue Wittlinge und zwei Arten von Sandaalen. Unter den Garnelen spielt die Eismeergarnele die größte Rolle. Daneben werden Krabben, Tintenfische und Mies- und Kammmuscheln genutzt.

#### Gliederfüßer
Aus Grönland sind bisher knapp 1200 (nicht marine) Arten von Arthropoden oder Gliederfüßern bekannt geworden. Damit ist die Entomofauna, wie typisch für arktische Breiten, sehr artenarm. Insektenordnungen, die weiter südlich wichtige Bestandteile der Fauna bilden, fehlen auf Grönland vollständig, zum Beispiel gibt es weder Libellen noch Heuschrecken oder die sonst so erfolgreichen Ameisen. Aus der Gruppe der Tausendfüßer kommt eine einzige Art (der 10 Millimeter lange Hundertfüßer Lamyctes emarginatus) vor, ebenso nur eine Weberknechtart. Die vorkommenden Arten sind typischerweise relativ klein und meist dunkel gefärbt (um viel Wärme aufnehmen zu können). Viele arktische Gliederfüßer können bei sehr tiefen Temperaturen aktiv bleiben: Stechmücken bleiben flugaktiv bis 1,7 °C, Spinnen aktiv sogar bis minus 8 °C. Die meisten der kleinen Bodenbewohner beginnen ihre Aktivität bei Temperaturen um den Gefrierpunkt. Die meisten Arten sind durch Anti-Frost-Proteine gegen Gefrieren geschützt. Viele Bodenarthropoden überleben es, mehrere Monate in Eis eingeschlossen zu werden. Die meisten Arthropoden Grönlands ernähren sich von toter organischer Substanz, meist Pflanzenstreu (Saprophagie), wenige sind Räuber oder Pflanzenfresser. Auch Parasiten warmblütiger Organismen wie Flöhe oder Läuse sind vergleichsweise artenreich. Die vorkommenden auffällig bunt blühenden Pflanzen sind auf Bestäuber angewiesen, in der Arktis meist Fliegen neben einigen Hummelarten und Schmetterlingen. In günstigen, vegetationsreichen Bereichen können bodenlebende Gruppen der Mesofauna wie die Springschwänze mehrere zehntausend Individuen pro Quadratmeter Boden erreichen. Mückenlarven erreichen in Teichen und Tümpeln 6000 bis 9000 Individuen pro Quadratmeter Wasserfläche.
Die meisten Arthropoden Grönlands gehören zu Arten, die weiter südlich ihr Verbreitungsmaximum haben. Zu den wenigen arktischen Spezialisten gehört der Schmetterling Gynaephora groenlandica oder der Kurzflügelkäfer Gnypeta cavicollis. Insgesamt gibt es aber nur 36 Käferarten auf Grönland. Artenreichste Insektenordnung sind die Zweiflügler oder Dipteren mit etwa 370 Arten, sie machen also alleine fast ein Drittel der Gesamtfauna aus. Es gibt auf Grönland 75 Spinnenarten, 8 Arten von Köcherfliegen, 5 Arten von Tagfaltern, 21 Arten von Blattläusen, aber nur 2 Zikadenarten und 3 Wanzenarten. Einzige Art der Faltenwespen ist die solitär lebende Ancistrocerus waldenii. Es gibt zwei Arten von Bienen, die Hummelarten Bombus hyperboreus und Bombus polaris.
Einwanderungen von Arthropodenarten nach Grönland sind fast ausschließlich auf synanthrope Bewohner menschlicher Ansiedlungen beschränkt. In der gesamten Periode der dänischen Kolonisierung seit 1721 wurde nicht eine einzige Insektenart eingeschleppt, die sich im Freiland etabliert hätte.

### Siedlungsgeografie

#### Verwaltungsgliederung
Grönland ist in fünf (bis 2018 vier) Kommunen aufgeteilt, die im Zuge einer Kommunalreform im Jahr 2009 gebildet wurden. Die Qaasuitsup Kommunia wurde 2018 in die Avannaata Kommunia und die Kommune Qeqertalik aufgespalten. Neben den fünf Kommunen gibt es mit dem unbewohnten Nordost-Grönland-Nationalpark und der Pituffik Space Base (ehemals Thule Air Base) zwei gemeindefreie Gebiete. Die fünf Kommunen sind folgende (Einwohnerzahlen vom 1. Januar 2025):
| Kommune                  | Einwohner | Hauptort  |
| ------------------------ | --------- | --------- |
| Avannaata Kommunia       | 10.989    | Ilulissat |
| Kommune Qeqertalik       | 05.969    | Aasiaat   |
| Qeqqata Kommunia         | 09.179    | Sisimiut  |
| Kommuneqarfik Sermersooq | 24.229    | Nuuk      |
| Kommune Kujalleq         | 06.110    | Qaqortoq  |

Historisch war Westgrönland bis 1950 in eine im Laufe der Zeit variierende Zahl an Koloniedistrikten aufgeteilt, zuletzt elf. Diese verteilten sich auf die zwei Inspektorate Nordgrönland und Südgrönland. Die Koloniedistrikte waren seit 1911 in gut 60 Gemeinden unterteilt. 1950 wurde festgelegt, dass Grönland aus drei Landesteilen besteht: Westgrönland (Kitaa), das aus den beiden bisherigen Inspektoraten bestand, und die beiden administrativ eingegliederten Landesteile Ostgrönland (Tunu) und Nordgrönland (Avanersuaq). Von da an bestand Grönland aus 19 und später 18 Gemeinden, die größtenteils deckungsgleich mit den vorherigen Koloniedistrikten waren. Die 18 Gemeinden wurden 2009 zu den vier Kommunen zusammengelegt. Die bisherigen Gemeinden bestehen darunter als Distrikte weiter, dienen aber eher statistischen und kulturellen als administrativen Abgrenzungszwecken.

#### Ortschaften
Die Inuit lebten früher halbnomadisch, lebten also immer an dem Ort, wo man Nahrung finden konnte, und zogen dann zum nächsten Wohnplatz weiter. Durch die Kolonialisierung wurden an manchen Orten Handels- und Missionsstationen mit Infrastruktur errichtet. Zuerst entstanden Kolonien, die für ein bestimmtes Gebiet (die Koloniedistrikte) zuständig waren, ab etwa 1800 wurden auch Udsteder gegründet, die einer Kolonie untergeordnet waren und als lokales Zentrum innerhalb des Distrikts dienten. Zahlreiche Wohnplätze erhielten nie eine Infrastruktur und wurden regelmäßig besiedelt und verlassen. Anfang des 20. Jahrhunderts nahm die Mobilität ab und die Wohnplätze wurden dauerhafter besiedelt. In der Mitte des 20. Jahrhunderts wurden fast alle Wohnplätze aufgegeben und die Bevölkerung zog in die ehemaligen Udsteder und Kolonien, die zu Dörfern und Städten wurden. Nur eine Handvoll Wohnplätze überlebten diese Phase und wurden dann ebenfalls als Dörfer klassifiziert.
Heute gibt es in Grönland 17 Städte, 55 Dörfer, rund 30 südgrönländische Schäfersiedlungen und einige bewohnte Stationen verschiedener Art. Die Städte dienen als Lokalzentrum für die umliegenden Dörfer. Die meisten Orte liegen an der Westküste der Insel. Dazu kommen sieben Orte an der Ostküste. Die 17 grönländischen Städte sind auf der obigen Karte verzeichnet.
Mittlerweile lebt ein Drittel der grönländischen Bevölkerung in der Hauptstadt Nuuk (rund 19.600 Einwohner). Die nächstgrößere Stadt ist Sisimiut mit etwa 5.400 Einwohnern. Sechs Städte haben mindestens 2.000 Einwohner, weitere sieben zwischen 1.000 und 2.000 Einwohner. Vier Städte haben unter 1.000 Einwohner. Die kleinste Stadt ist Ittoqqortoormiit mit etwa 350 Einwohnern. Mit jeweils rund 450 bis 500 Einwohnern sind die beiden Dörfer Kangerlussuaq und Kullorsuaq größer als Ittoqqortoormiit. Die übrigen Dörfer haben maximal 300 Einwohner, die kleinsten unter 20 Einwohner.

## Bevölkerung

### Zusammensetzung

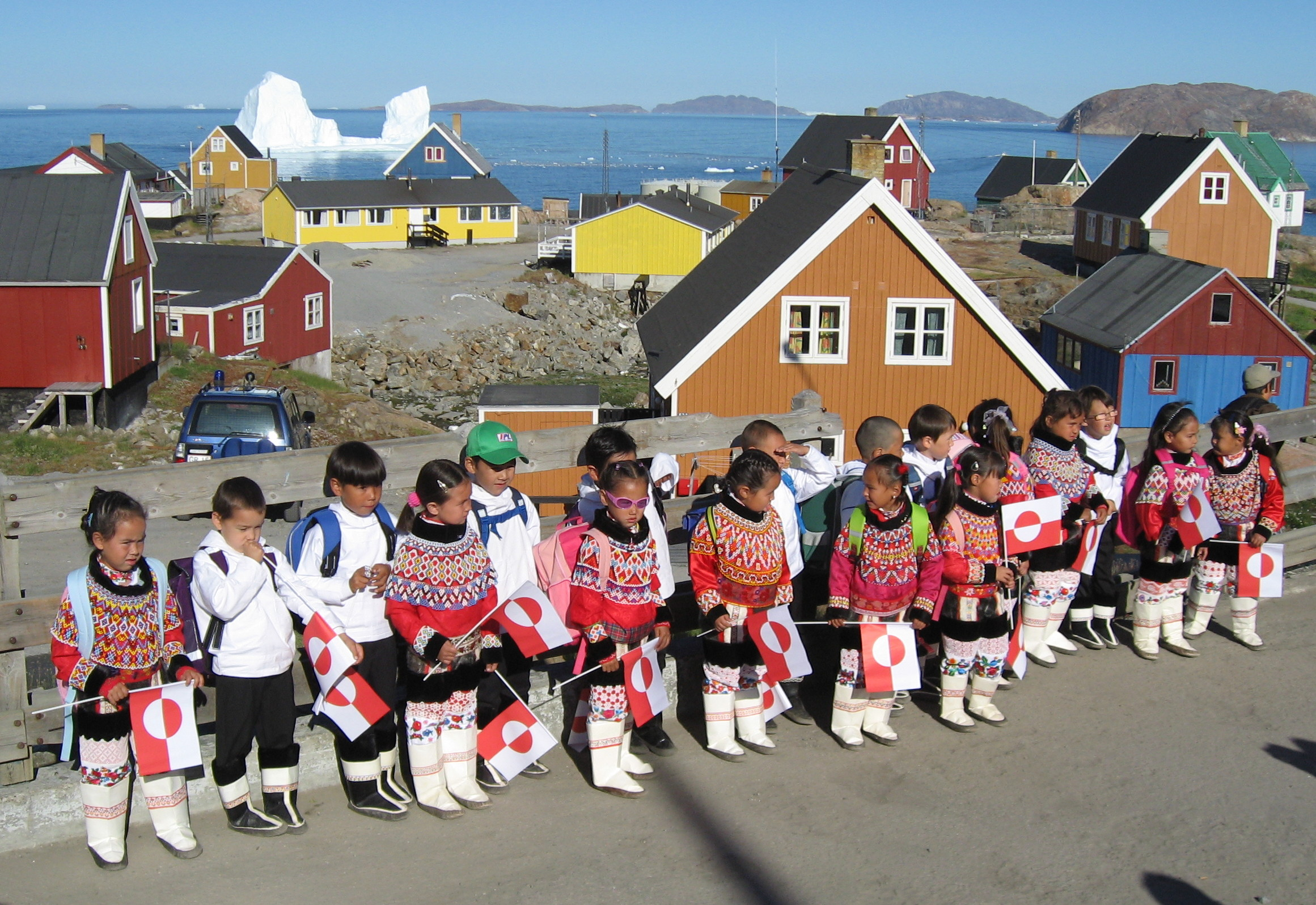
Erster Schultag am 14. August 2007 an der Prinsesse-Margrethe-Schule in Upernavik, die Schulkinder tragen die Nationaltracht

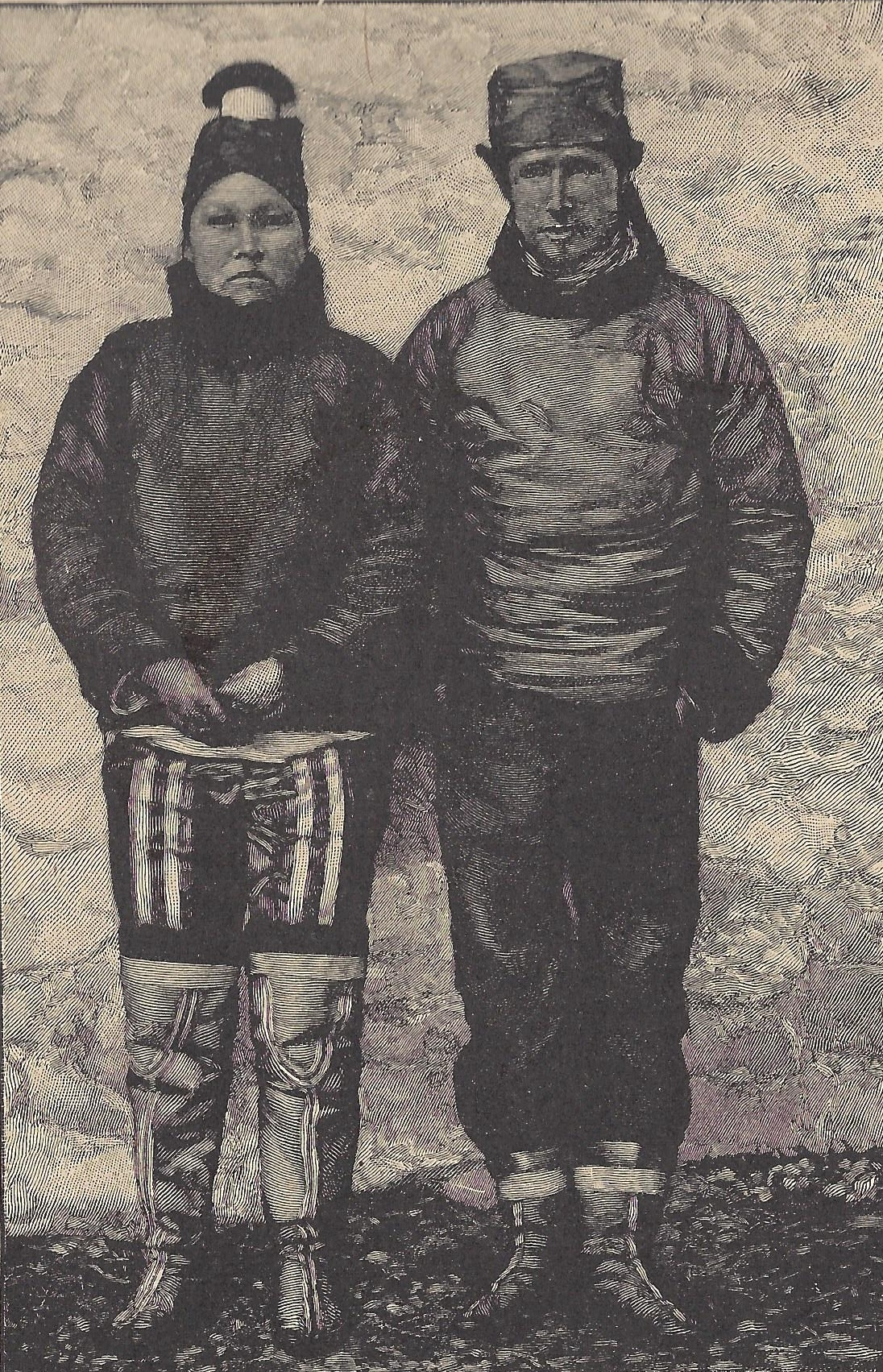
Wohlhabendes grönländisches Ehepaar (vor 1909)

Grönland hat etwa 56.000 Einwohner. Von diesen sind etwa 88 % in Grönland geboren und 12 % außerhalb. Etwa 95,5 % der Bevölkerung haben die dänische Staatsbürgerschaft. Die Einwohnerzahl ist seit den 1990er Jahren stabil, nachdem sie sich seit Anfang des 20. Jahrhunderts etwa verfünffacht hatte.
Da weder in Grönland noch in Dänemark der ethnische Hintergrund untersucht wird, können nur Umfragen und Schätzungen zur ethnischen Bevölkerungsstruktur abgegeben werden. Üblicherweise ist das Grönländischsein eine Frage der Selbstidentifikation. Eine Studie von 2019 hat ergeben, dass etwa 92 % der grönländischen Bevölkerung sich als Grönländer identifizieren, was gut 51.300 Personen entspricht.
Die übrige Bevölkerung von rund 5.000 Personen besteht aus dänischen Staatsbürgern nichtgrönländischer Identität und Ausländern. Letztere machen rund 2.500 Personen aus. Von diesen sind rund 44 % Philippiner, 16 % Thailänder, 5 % Sri Lankaer und 4 % Isländer. Weitere signifikante Minderheiten (mindestens 50 Personen) sind Polen, Schweden, Chinesen, Norweger und Deutsche.

### Ethnien
Als Grönländer werden im rechtlichen Sinne alle dänischen Staatsbürger mit Wohnsitz in Grönland bezeichnet, ungeachtet ihrer Ethnizität. Im ethnischen Sinn gilt als Kalaallit (Singular Kalaaleq) hingegen nur der Teil der Bevölkerung, der Inuit-Vorfahren hat und in der Regel Grönländisch (Kalaallisut) spricht. Ein Teil dieser Gruppe unterhält seinen Wohnsitz in Dänemark.
Ethnologisch lassen sich die Kalaallit in drei Gruppen unterteilen, die sich in Herkunft, Geschichte und Sprache unterscheiden. Auch hier wird keine Statistik geführt, sodass Zahlen nur geschätzt werden können:
- Die Kitaamiut (Westgrönländer) bewohnen den traditionellen Landesteil Kitaa, der von der Melville-Bucht bis zum Kap Farvel reicht. Sie machen mit rund 47.000 Menschen den größten Teil der Bevölkerung aus und sind der, der 1721 kolonialisiert wurde.
- Die Tunumiit (Ostgrönländer) leben heute in der Gegend um Tasiilaq sowie in Ittoqqortoormiit im Landesteil Tunu. Sie wurden Ende des 19. Jahrhunderts kolonialisiert. Sie machen rund 3.500 Personen aus.
- Die Inughuit (Nordgrönländer) leben in und um Qaanaaq im Landesteil Avanersuaq. Sie wurden Anfang des 20. Jahrhunderts kolonialisiert. Sie sind mit rund 800 Mitgliedern die kleinste Gruppe.

Die Kujataamiut in Südgrönland gehören zu den Kitaamiut, haben sich aber im 19. Jahrhundert durch Zuwanderung mit den Tunumiit vermischt.
Wegen der unterschiedlichen Geschichte bezeichnen sich beispielsweise manche Inughuit nicht als Kalaallit, um ihre eigene Ethnizität hervorzuheben.
Der größte Teil der grönländischen Bevölkerung, vor allem die Kitaamiut, ist gemischt-ethnisch und stammt teils von den Inuit der Thule-Kultur, die nach dem Jahr 1000 von Norden kommend die grönländische Küste besiedelten, teils von den dänischen, in selteneren Fällen norwegischen, isländischen und schwedischen Kolonialangestellten ab, die vom 18. bis zum 20. Jahrhundert in Grönland dienten. 80 % der Grönländer haben heutzutage auch europäische Vorfahren, wobei der europäische Anteil der Gene durchschnittlich 31 % der DNA ausmacht. Lediglich die Tunumiit und Inughuit haben wesentlich weniger europäische Genanteile, weil ihre Gebiete erst um 1900 kolonialisiert wurden.
Die Nachnamen der grönländischen Bevölkerung sind teils während der Missionierung neu gebildete Patronyme zu dänischen (bspw. Petersen, Olsen, Jensen, Nielsen, Hansen) oder biblischen Namen (bspw. Jeremiassen, Petrussen, Filemonsen, Isaksen, Tobiassen), teils die Nachnamen der europäischen Stammväter. Wie in Dänemark, so sind auch in Grönland viele Nachnamen deutschen Ursprungs (bspw. Heilmann, Kleist, Kreutzmann, Fleischer, Chemnitz).
Die Grönländer sind nicht zu verwechseln mit Grænlendingar, den skandinavischen Siedlern, die vom 10. bis zum 15. Jahrhundert in Westgrönland lebten.

### Sprachen
Einzige offizielle Amtssprache in Grönland ist die grönländische Sprache (Kalaallisut). Daneben ist Dänisch Verkehrssprache und in der Schule erste Fremdsprache. Bis Mitte des 20. Jahrhunderts war Grönländisch nahezu die einzige in Grönland genutzte Sprache, auch unter den im Land tätigen Dänen. Anschließend wurde großer Fokus auf den Dänischunterricht gelegt und durch den starken Zuzug dänischer Arbeitskräfte erhielt Dänisch eine sehr präsente Stellung im Alltag, was für viele Grönländer dieser Generation in schlechteren Grönländischkenntnissen resultierte. Ab den 1970er Jahren wurde wieder mehr Wert auf die grönländische Sprache gelegt. Es gibt keine offiziellen und aktuellen Untersuchungen zur Sprachsituation in Grönland. 2003 sprachen rund 25 % nur schlecht Dänisch, knapp 40 % sprachen gut Dänisch, bevorzugten aber Grönländisch, gut 20 % waren vollständig zweisprachig, knapp 10 % waren dänischsprachig mit schlechten Grönländischkenntnissen und nur knapp 5 % dänischsprachig mit guten Grönländischkenntnissen. Der Anteil an Grönländern mit schlechten Dänischkenntnissen war zu diesem Zeitpunkt seit den 1980er Jahren stark rückläufig, der Anteil an guten Dänischsprechern und Zweisprachigen stark zunehmend. Dänisch ist in den Städten – vor allem in Nuuk – weiter verbreitet als in den Dörfern. Gymnasial- und Universitätsbildung findet auf Dänisch statt, somit sind gute Dänischkenntnisse eine Voraussetzung für eine weiterführende Bildung. Auch am Arbeitsplatz und in der Verwaltung überwiegt das Dänische. Unter der nicht-grönländischen Bevölkerung in Grönland ist die Kenntnis der grönländischen Sprache kaum verbreitet.
Die grönländische Sprache ist in örtliche Dialekte gegliedert. Generell wird sie entsprechend der ethnischen Gruppen in drei Untergruppen unterteilt: Kitaamiusut (Westgrönländisch), Tunumiisut (Ostgrönländisch) und Inuktun (Nordgrönländisch). Kitaamiusut lässt sich weiter unterteilen, wobei die nördlichen und südlichen Dialekte starke ostgrönländische Sprachkontakteinflüsse aufweisen.

### Religion
Die traditionelle Religion der Inuit wurde im Zuge der Missionierung ab dem 18. Jahrhundert vom Christentum abgelöst. Ursprünglich gab es zwei parallele Missionierungsprozesse in Grönland, bei denen ein Teil der westgrönländischen Bevölkerung von der Dänischen Mission geprägt wurde, ein anderer von der Herrnhuter Brüdergemeine. Eine besondere Rolle bei der Missionierung spielten die grönländischen Katecheten, die an Grønlands Seminarium ausgebildet wurden. 1900 wurden die Mitglieder der Herrnhuter Brüdergemeine in die dänische Mission überführt. In Westgrönland wurden um 1810, in Ostgrönland 1921 und in Nordgrönland 1934 die letzten „Heiden“ missioniert.
Heute gehören 95 % der grönländischen Volkskirche an, die seit 1905 existiert und ein Teil der dänischen Volkskirche ist und deren Vorsitzende die Bischöfin von Grönland ist. Andere Religionen spielen kaum eine Rolle. Seit 1958 gibt es eine katholische Gemeinde mit rund 300 Mitgliedern in Nuuk, der hauptsächlich philippinische Einwanderer angehören. Daneben gibt es rund 500 Angehörige der Pfingstbewegung, rund 150 Zeugen Jehovas, rund 100 Angehörige der Brüderbewegung, einige Baptisten, Angehörige der Heilsarmee und der Neuapostolischen Kirche. In den letzten Jahrzehnten gab es auch einige Adventisten und Mormonen. Die rund 150 Bahai gehören der einzigen aktiven nichtchristlichen Glaubensgemeinschaft in Grönland an.
Insgesamt geben 98,5 % der Bevölkerung an, Christen zu sein. Auch wenn Grönländer keiner schamanistischen Religion mehr angehören, sind die Inuit-Mythen kulturell aber noch bewusst. Knapp die Hälfte der Bevölkerung glaubt an Geister. Obwohl ein Teil der Kirchenmitglieder die Religion nicht aktiv ausüben, sind Gottesdienste meistens sehr gut besucht. Nahezu alle Personen sind getauft, konfirmiert und kirchlich getraut und die Kirchen nehmen an vielen Orten auch soziale Funktionen ein.

## Geschichte

### Ur- und Frühgeschichte und Mittelalter (bis 15. Jahrhundert)
Grönland wurde um etwa 2500 v. Chr. erstmals von Alaska aus über Kanada besiedelt und bildete in Nordostgrönland die Independence-I-Kultur, deren Angehörige Moschusochsen jagten und die um 1800 v. Chr. verschwand, und in West-, Ost- und Nordwestgrönland die Saqqaq-Kultur, deren Angehörige von der Robben- und Rentierjagd lebten und um 2400 v. Chr. nach Grönland kam und um 700 v. Chr. verschwand. Beide Kulturen wurden vermutlich von demselben Volk getragen, das in mehreren kurz hintereinander erfolgten Wellen nach Grönland gekommen war, sich dort jedoch in unterschiedlichen Richtungen ausbreitete und deswegen in Gruppen zerfiel, die später vermutlich keinen Kontakt mehr zueinander hatten.
In der folgenden Zeit war Grönland vermutlich unbewohnt. Um 600 v. Chr. erfolgte eine neue Siedelungswelle aus Kanada, die in Nordgrönland die Independence-II-Kultur und in West-, Nordwest- und Ostgrönland die Dorset-Kultur bildete. Die Independence-II-Kultur lässt sich letztmals 450 v. Chr. nachweisen, während die Dorsetkultur etwa bis zu Christi Geburt nachweisbar ist. In neuerer Forschung wird die Independence-II-Kultur als Teil der Dorset-Kultur betrachtet. Weitere Angehörige der Dorset-Kultur in Kanada kamen um 700 n. Chr. von dort nach Grönland und besiedelten das mittlerweile wieder unbewohnte Land, jedoch nur dessen Nordwestteil.

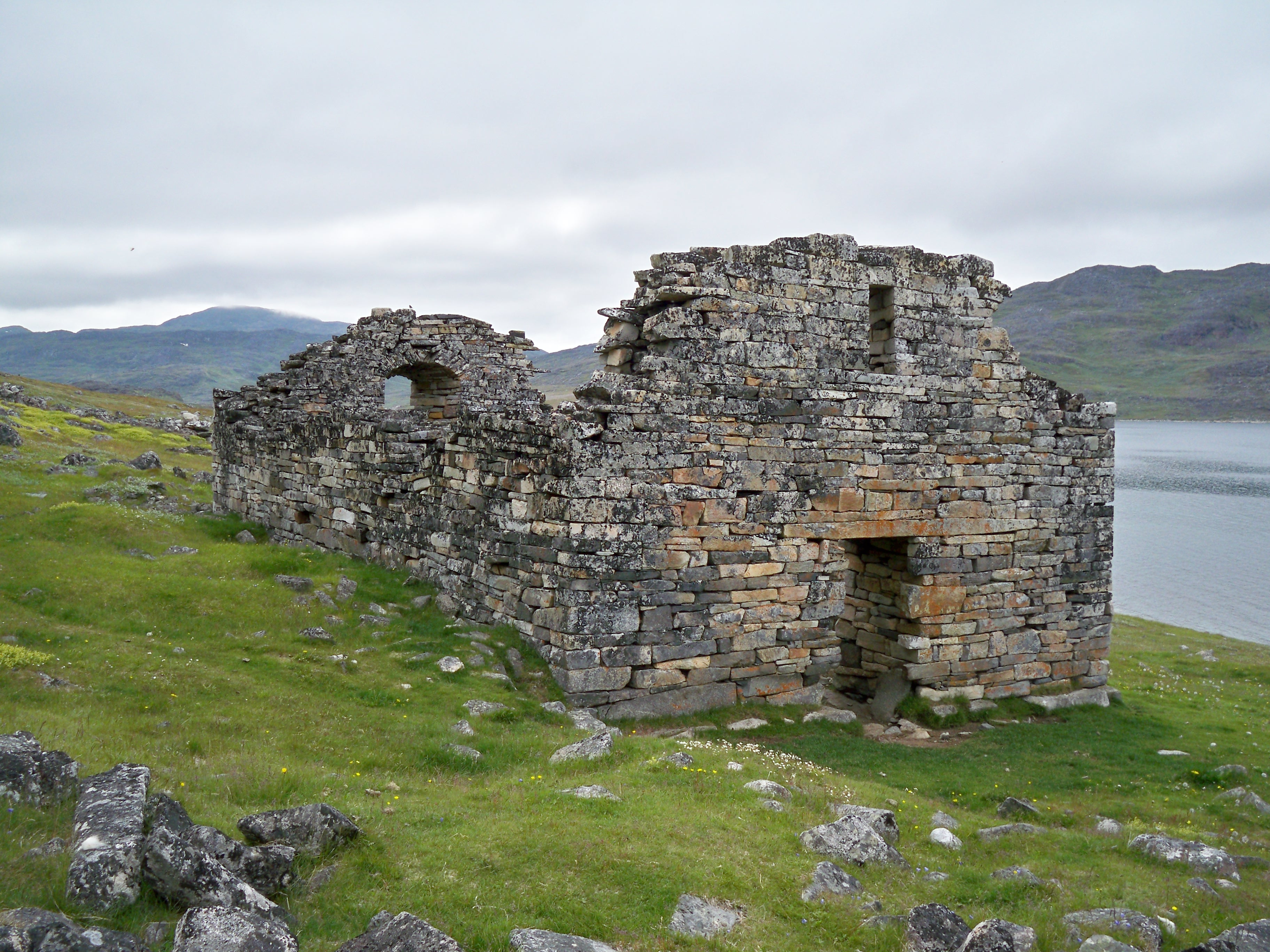
Die Kirche von Hvalsey in Qaqortukulooq (2014)

Vermutlich im späten 9. oder frühen 10. Jahrhundert entdeckten erstmals Europäer Grönland. 982 musste Erik der Rote aus Island fliehen und landete im Südwesten Grönlands. Er gab der Insel den Namen Grænland (altnordisch für „Grünland“). 986 begann durch isländische Siedler in Südgrönland eine Landnahme im Gebiet um Brattahlíð. Die skandinavischen Siedler in Grönland wurden Grænlendingar genannt. In den folgenden Jahren zogen einige von ihnen weiter nach Norden, wo sie sich im Fjordkomplex des Nuup Kangerlua bei Nuuk niederließen. Die südliche Besiedelung wurde Eystribyggð (Ostsiedlung) genannt, die nördliche Vestribyggð (Westsiedlung). Vom Jahr 1000 an wurden die Grænlendingar durch Eriks Sohn Leif Eriksson christianisiert, und in Garðar wurde ein Bischof eingesetzt. Zwischen dem 11. und dem 14. Jahrhundert bestand Handelsverkehr mit Vinland in Nordamerika.
Vermutlich um 1150 kam eine neue eskimoische Besiedelungswelle von Alaska nach Grönland, die sich erneut sowohl im Westen als auch im Osten der Insel niederließ. Diese Siedler gehörten der Thule-Kultur an bzw. in Westgrönland der weiter entwickelten Inussuk-Kultur. Es wird davon ausgegangen, dass sie in Grönland Kontakt mit der Dorset-Kultur hatten, deren Angehörige in Sagen als Torngit/Tornit bekannt sind, und diese letztendlich verdrängten. Ebenso ist der Kulturkontakt zwischen Inuit und Grænlendingar bewiesen.
Während in den ersten Jahrhunderten noch Handelsverkehr zwischen Grönland und Norwegen stattfand, zu dem sich die Grænlendingar 1261 zugehörig erklärt hatten, hörte dieser im 14. Jahrhundert auf. Um 1400 verschwand die Vestribyggð, um 1450 die Eystribyggð, womit die Grænlendingar nach fast 500 Jahren aus bisher nicht abschließend geklärten Gründen verschwanden.

### Walfängerzeit und erste Jahre nach der Kolonisierung (16. Jahrhundert bis 1782)
Im späten 16. Jahrhundert und frühen 17. Jahrhundert wurde Grönland von mehreren europäischen Expeditionsseefahrern besucht und infolgedessen von holländischen, hamburgischen und englischen Walfängern für den Walfang genutzt, was zu häufigeren Kontakten zwischen Inuit und Europäern führte. Obwohl Dänemark Grönland für sich beanspruchte, konnte es, durch den Dreißigjährigen Krieg geschwächt, dort keinen erfolgreichen Walfang aufbauen. Der europäische Walfang in Grönland intensivierte sich infolge des abnehmenden Walfangs vor Spitzbergen ab etwa 1700 und setzte sich bis etwa 1800 fort.

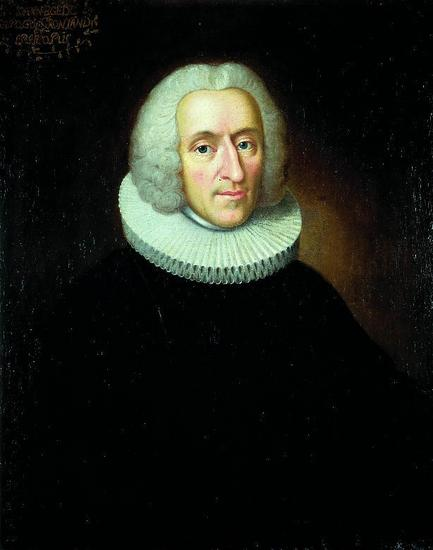
Der „Apostel der Grönländer“: Hans Egede (1686–1758)

1721 erhielt der norwegische Pastor Hans Egede vom dänischen König Friedrich IV. die Erlaubnis, in Grönland eine Missionsstation zu errichten, um die Grænlendingar, von denen er annahm, dass sie vom Glauben abgefallen oder noch katholisch waren, evangelisch zu missionieren. Egede gründete mit seiner Familie die Kolonie Haabets Ø in der Nähe von Kangeq und begann gemeinsam mit seinen Söhnen Poul und Niels mit der Mission der dortigen Inuit, nachdem er festgestellt hatte, dass es keine Grænlendingar mehr gab. Ein zweiter Stützpunkt in Nipisat wurde 1724 begründet, aber im Folgejahr von holländischen Walfängern zerstört. Die wirtschaftliche Lage des Projekts war anfangs katastrophal und führte 1727 zum Bankrott der zuständigen Handelskompanie (Det Bergen Grønlandske Compagnie). 1728 wurde Haabets Ø nach Nuuk versetzt und in Godthaab umbenannt. Nipisat wurde wieder aufgebaut und Claus Paars mit der militärischen Verwaltung beauftragt, aber der dänische Walfang in Grönland war erfolglos und die Anwesenheit von Soldaten ohne Effekt, sodass Nipisat 1730 aufgegeben und 1731 erneut zerstört wurde.
Nach dem Tod von König Friedrich IV. im selben Jahr beschloss sein Nachfolger, Christian VI., die vollständige Abwicklung des Kolonieprojekts, ließ es den Kolonisten jedoch frei, in Grönland zu bleiben. Hans Egede und seine Familie sowie eine Handvoll Walfänger machten von dem Recht Gebrauch. 1733 begann auch die Herrnhuter Brüdergemeine in Grönland tätig zu werden und in direkter Nachbarschaft zu Egede zu missionieren. Im selben Jahr fiel ein Großteil der in der Gegend lebenden Inuit einer aus Europa eingeschleppten Pockenepidemie zum Opfer. Christian VI. ließ sich derweil von der Sinnhaftigkeit der Kolonisierung Grönlands überzeugen und genehmigte dem Kaufmann Jacob Severin 1734 die Übernahme des Handels. Dieser gründete im selben Jahr die Kolonie Christianshaab in Qasigiannguit. Sie lag in der Diskobucht, in der die Holländer erfolgreich Walfang betrieben. Die Konkurrenz entwickelte sich rasch zu einem Konflikt, in dem Dänemark den Niederlanden verbieten wollte, weiter mit der Bevölkerung Tauschhandel zu betreiben. Zur Ausweitung der Aktivitäten wurden 1741 die Kolonie Jakobshavn in Ilulissat und die Loge Claushavn in Ilimanaq gegründet sowie in Südgrönland im Jahr darauf die Kolonie Frederikshaab in Paamiut.
1750 wurde Jacob Severins Handelsmonopol an Det Almindelige Handelskompagni übergeben, die fortan mit dem Handel in Grönland beauftragt war. Die Kompanie setzte auf eine weitere Ausweitung der Handelsaktivitäten in Grönland, um die Erträge zu effektivieren und mit den wirtschaftlich überlegenen holländischen Walfängern konkurrieren zu können. Innerhalb weniger Jahre wurden zwischen 1754 und 1774 weitere Kolonien und Handelsstützpunkte errichtet. Die wirtschaftliche Lage blieb aufgrund des den erfahrenen Holländern gegenüber erfolglosen Walfangs prekär, weshalb die Handelskompanie begann, sich darauf zu konzentrieren, die Grönländer Robben fangen zu lassen und dann mit ihnen zu handeln. 1774 wurde Den Kongelige Grønlandske Handel (KGH) gegründet, der alleinig mit dem Kolonialhandel in Grönland beauftragt wurde, während die vorherige Kompanie für alle dänischen Kolonien zuständig gewesen war.

### Entwicklung kolonialer Strukturen und Umbruchsphase (1782 bis 1905)

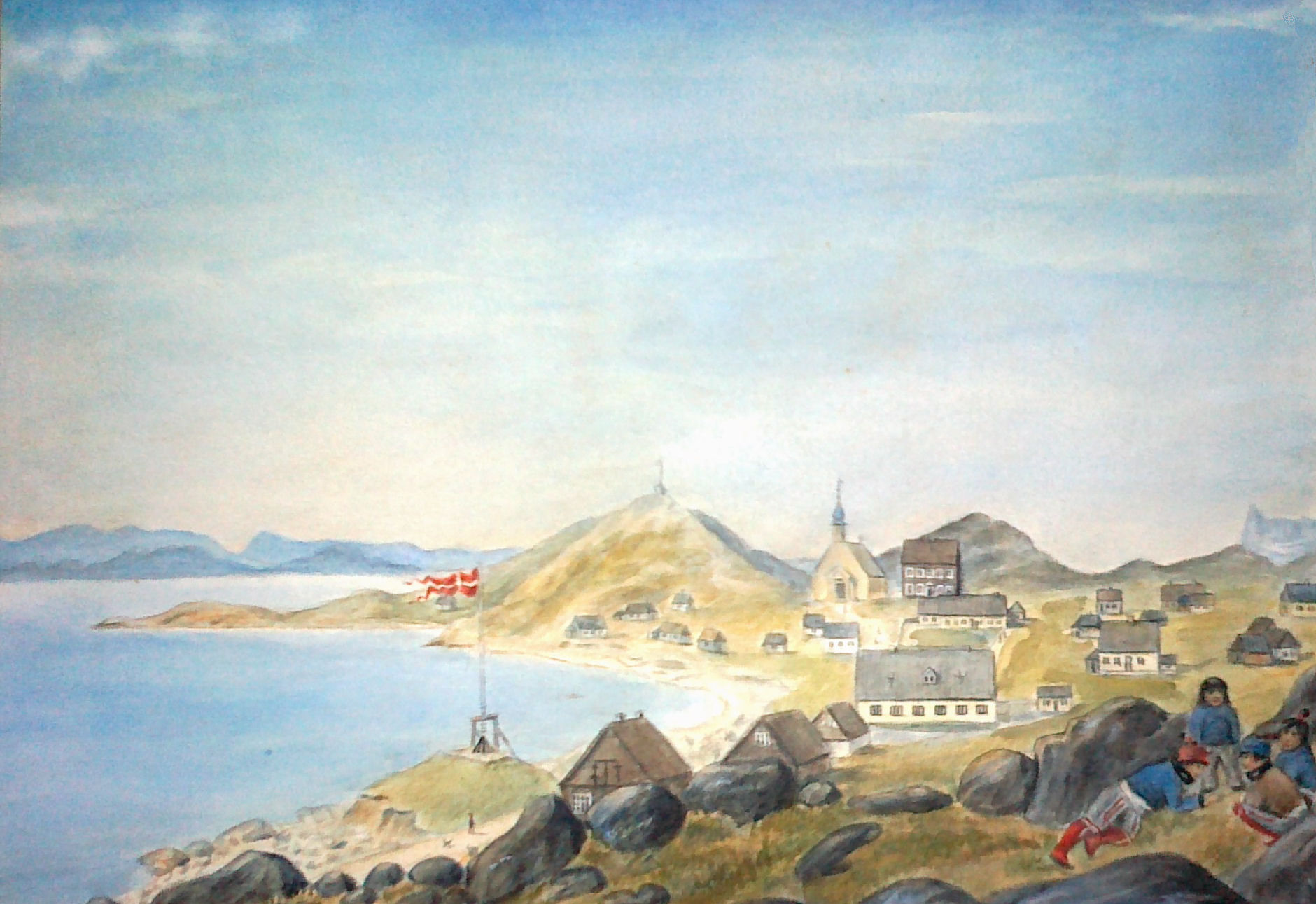
Nuuk (um 1878)

Der KGH organisierte die Kolonien 1782 neu. Das Land wurde in zwei Inspektorate eingeteilt: Nordgrönland und Südgrönland, auf die die an der grönländischen Westküste liegenden Kolonien aufgeteilt wurden. Beide Inspektorate wurden einem Inspektor unterstellt, der den Kolonialverwaltern der jeweiligen Kolonien übergestellt war. Zeitgleich nahm die holländische und englische Präsenz in Grönland ab, wovon der dänische Walfang jedoch nicht profitieren konnte. Es gelang ihnen trotz zahlreicher Versuche nie, einen florierenden Walfang in Grönland aufzubauen, und Anfang des 19. Jahrhunderts konzentrierte sich der KGH gänzlich auf den Robbenfang. Ab Ende des 18. Jahrhunderts wurden Udsteder gegründet, die als Handelsplatz für die umliegenden Wohnplätze dienten, um die Wege in die weit entfernten Kolonieorte zu verringern. Dadurch wuchsen die Handelsstrukturen stark an, was zu einer noch größeren Organisation und Effektivierung des Kolonialhandels führte, der dem KGH wirtschaftliche Überschüsse verschaffte und das Kolonieprojekt so endlich rentabel machte.
1807 brach der Kanonenbootkrieg zwischen dem Vereinigten Königreich Großbritannien/Irland und Dänemark aus, der ein Teil der Napoleonischen Kriege war. Dadurch brach die Versorgung Grönlands ab, zudem verbot das Vereinigte Königreich, Waren aus Grönland nach Dänemark zu bringen. Der größte Teil der Handels- und Missionsangestellten kehrte nach Europa zurück und brachte das Kolonialunternehmen in eine große Versorgungskrise, die durch schlechte Jagderträge und Epidemien verschlimmert wurde. In der Folge musste die Kolonie Upernavik ebenso wie zahlreiche Udsteder sogar zeitweise aufgegeben werden. Die Situation entspannte sich nach acht Krisenjahren erst im Jahr 1814 mit dem Kieler Frieden, bei dem Dänemark-Norwegen aufgelöst wurde und Grönland an Dänemark fiel. Nach dem Krieg wurden zahlreiche neue Udsteder gegründet. Anfang bis Mitte des 19. Jahrhunderts waren zudem nahezu alle Westgrönländer getauft und gehörten entweder der dänischen Mission oder der Herrnhuter Brüdergemeine an.
Die Mitte des 19. Jahrhunderts wurde zu einem Wendepunkt in der grönländischen Geschichte, als die Debatte aufkam, dass die bisher relativ unbeeinflusst und traditionell lebenden Grönländer kulturell weiterentwickelt werden sollten. 1845 wurden in Nuuk und Ilulissat zwei Seminare eröffnet (siehe Grønlands Seminarium), an denen Grönländer zu Katecheten ausgebildet werden sollen, ebenso wurden einige Jungen und Mädchen zur Ausbildung nach Dänemark geschickt. Das Seminarium in Ilulissat schloss 1875 wieder, während das in Nuuk zahlreiche bedeutende Persönlichkeiten der grönländischen Geschichte hervorbringen sollte. Durch die zunehmende Europäisierung der grönländischen Bevölkerung begannen sich die traditionellen Sozialstrukturen aufzulösen, was zu wirtschaftlichen Problemen in vielen Familien führte, die sich nicht mehr richtig mit der Jagd versorgen konnten und abhängig von den europäischen Handelswaren geworden waren, was auch zu finanziellen Problemen beim KGH führte. In den späten 1850er Jahren wurden somit die ersten Forstanderskaber eingeführt, Räte in jedem der Koloniedistrikte, die erstmals ein Mitbestimmungsrecht für die Grönländer boten und unter anderem für die Rechtsprechung und für die Sozialversorgung der Bevölkerung zuständig war. 1861 schuf Inspektor Hinrich Johannes Rink, der schon für die Einführung der Forstanderskaber verantwortlich war, die Zeitung Atuagagdliutit. Durch Zeitungsdebatten, die wachsende Aufgeklärtheit und das Recht auf Mitbestimmung in der Forstanderskabern entstand ab dem späten 19. Jahrhundert erstmals ein Nationalgefühl bei den Grönländern, die bisher kaum ein Verständnis für Ereignisse außerhalb der eigenen lokalen Gemeinschaft hatten.

### Neuordnung und Zweiter Weltkrieg (1905 bis 1953)
Die Herrnhuter hatten Grönland im Jahr 1900 verlassen und ihre Gemeindeangehörigen der dänischen Mission übertragen, da alle Grönländer getauft waren und sie ihre Aufgabe somit als erfüllt ansahen. 1905 wurde durch das Kirchen- und Schulgesetz auch von dänischer Seite das Missionsgebiet offiziell in die dänische Volkskirche eingegliedert und die Missionsdistrikte in Kirchengemeinden umgewandelt. Zugleich war jedoch 1894 die Missionierung der Tunumiit in Ostgrönland begonnen worden und 1909 die Missionierung der Inughuit in Nordwestgrönland.
Aufgrund des sinkenden Marktinteresses für Robbentran durch die zunehmende Nutzung mineralischer Brennstoffe begann der KGH Ende des 19. Jahrhunderts wieder Handelsdefizite zu machen, was zu einer administrativen Neuordnung führte. 1911 wurden die Kolonialdistrikte in Gemeinden unterteilt, deren Hauptorte die Udsteder waren, und in jeder Gemeinde ein Gemeinderat eingeführt. Zugleich wurden die Forstanderskaber durch Grønlands Landsråd abgelöst, ein beratendes Parlament mit eingeschränkter Entscheidungsgewalt, das zweigeteilt für Nord- und Südgrönland zuständig war. Handel und Verwaltung wurden getrennt, fortan war Grønlands Styrelse für die Administration zuständig. 1925 wurde bei einer weiteren Reform das Amt des Inspektors in Nord- und Südgrönland durch den Landsfoged abgelöst. Zudem wurde in den Kolonialdistrikten ein Sysselrat als Zwischenstufe zwischen Gemeinderat und Landesrat eingeführt, der somit dieselben Gebiete abdeckte wie die alten Forstanderskaber. Im Zuge der zunehmenden wirtschaftlichen Probleme begann sich die Wirtschaftsstruktur zu wandeln und der Fokus wandelte sich ab dem ersten Viertel des 20. Jahrhunderts vom Robbenfang zur Fischerei. Daneben entstand in Südgrönland in dieser Zeit die Landwirtschaft als weiterer Wirtschaftszweig und der Bergbau intensivierte sich. Die neuen Wirtschaftsstrukturen führten zum Beginn einer Zentralisierung und Urbanisierung.
Obwohl Dänemark Anspruch erhob, dass die gesamte Insel Grönland eine dänische Kolonie sei, gab es immer wieder Streit mit Norwegen um die Ostküste Grönlands. Der Konflikt eskalierte 1931, als norwegische Fischer mit dem Wohlwollen ihrer Regierung das unbewohnte Eirik Raudes Land in Nordostgrönland und kurz darauf Fridtjof Nansens Land in Südostgrönland okkupierten. Der Ständige Internationale Gerichtshof in Den Haag entschied 1933, dass ganz Grönland zu Dänemark gehörte, womit die Territorialansprüche geklärt waren.

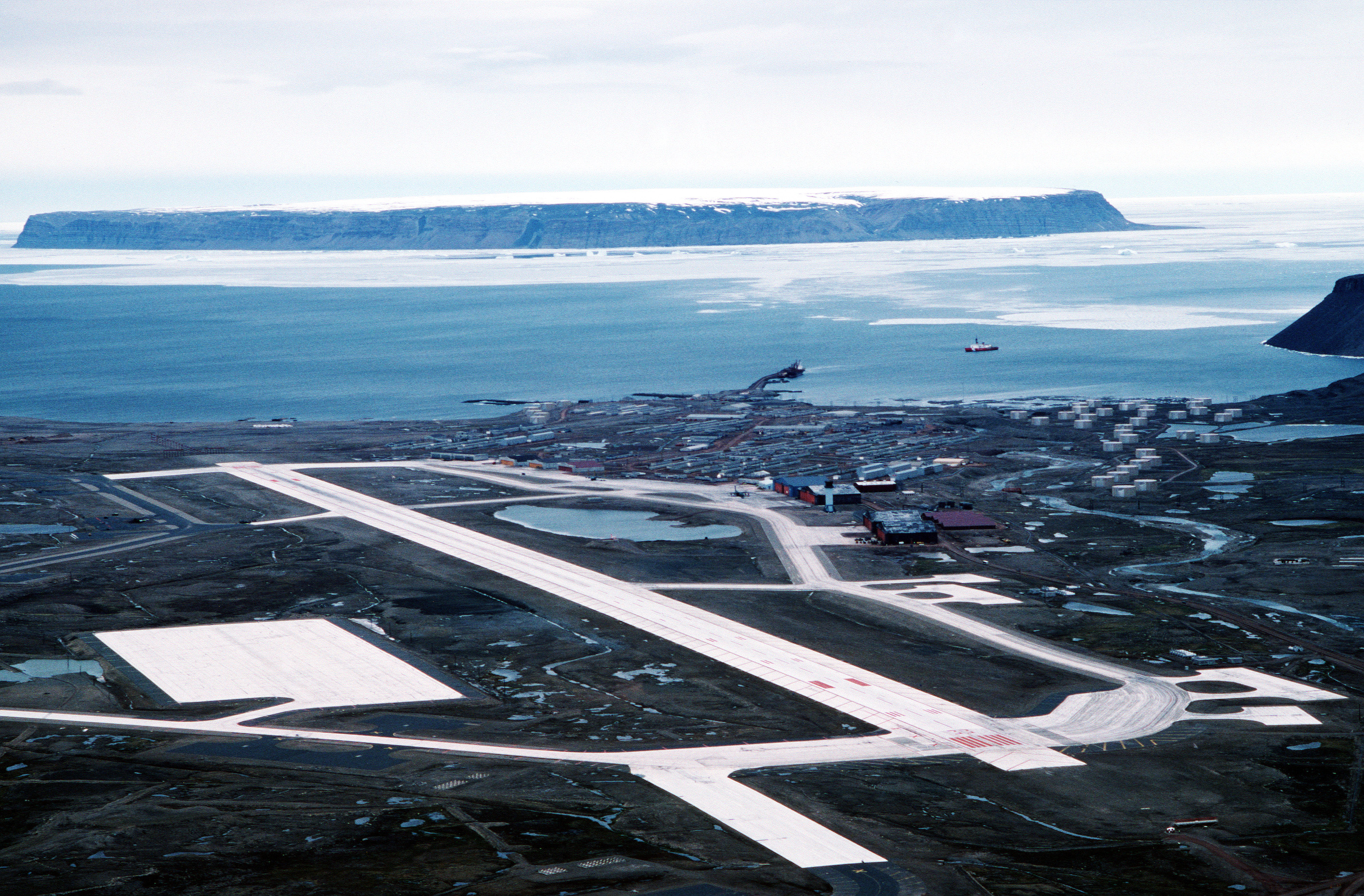
Die Thule Air Base (1989)

Im Zweiten Weltkrieg wurde Dänemark am 9. April 1940 im Rahmen der Operation Weserübung von der Wehrmacht besetzt und blieb bis zum Kriegsende unter deutscher Besatzung. Damit war Grönland von Dänemark abgeschnitten. Die Landsfogeder übernahmen die Staatsgewalt und gemeinsam mit den beiden Landesräten stimmten sie einer Versorgung durch die Vereinigten Staaten zu. Diese gingen am 9. April 1941 mit dem dänischen Botschafter Henrik Kauffmann einen Vertrag ein, der die Errichtung von US-amerikanischen Basen in Grönland genehmigte, woraufhin Grönland erstmals eine militärstrategische Rolle einging. 1946 schlug US-Präsident Harry Truman bei einem Treffen der Außenminister der Vereinigten Staaten und Dänemarks in New York der dänischen Regierung vor, Grönland für 100 Millionen Dollar in Gold (2025 etwa 1,6 Milliarden Dollar entsprechend) zu kaufen, was Dänemark ablehnte. Die Episode wurde erst 45 Jahre später von der dänischen Zeitung Jyllands-Posten bekannt gemacht.
Nach dem Krieg entstand in Grönland eine Aufbruchstimmung und es wurde eine Dekolonisierung angestrebt. In der Folge wurden 1950 beide Landesteile vereinigt, die Kolonialdistrikte abgeschafft und durch neue Gemeinden ersetzt, womit es fortan nur noch einen Landesrat und 16 Gemeinderäte gab. Der Landsfoged wurde durch einen Landshøvding ersetzt. Zudem verlor der KGH das Handelsmonopol über Grönland und das Land wurde für den Freihandel geöffnet. Am 5. Juni 1953 wurde Grönland schließlich offiziell dekolonisiert und ein gleichwertiger Teil Dänemarks, der zudem zwei Sitze im Folketing erhielt.

### Postkolonialzeit (1953 bis 1979)
Nach Kriegsende blieben die USA in Grönland präsent und bauten Anfang der 1950er Jahre einige ihrer Militärstationen zu größeren Luftstützpunkten aus, vor allem die Thule Air Base in Nordwestgrönland. Grönland spielte im Kalten Krieg eine zentrale Rolle, da das Land auf halber Strecke über den Nordpol zwischen den USA und der Sowjetunion lag. Nordgrönland und Ostgrönland wurden erst 1961 in die übrige Kommunalstruktur eingegliedert.
Nach der Dekolonisierung setzte Dänemark alles daran, Grönland zu einem Landesteil auszubauen, der über denselben Lebensstandard wie der Rest des Landes verfügte. Die Infrastruktur wurde stark ausgebaut und das Gesundheitssystem verbessert, wodurch die bisher von Tuberkulose geprägte Sterberate stark zurückging und die Einwohnerzahl sich zwischen 1950 und 1970 auf rund 46.000 Menschen verdoppelte. Zugleich verzehnfachte sich die Zahl an in Grönland arbeitenden Dänen. Viele grönländische Kinder wurden für ein Jahr nach Dänemark in Internate und Pflegefamilien geschickt, um die dänische Sprache und Kultur zu erlernen. Mit der Zeit wurde Grönland stark danifiziert. Die als G50- bzw. G60-Politik bekannte Politik dieser zwei Jahrzehnte führte zu einer raschen Urbanisierung und der Aufgabe Dutzender Wohnplätze, während in den Städten Wohnblocks errichtet wurden. Die explosionsartige Modernisierung Grönlands begann in den 1960er Jahren deutliche Nebenwirkungen zu zeigen. Soziale Probleme, Alkoholabhängigkeit, Kriminalität und Selbstmorde verbreiteten sich, was mit der plötzlichen Kulturentfremdung der traditionellen fischerei- und jagdbasierten Dorfgemeinschaften hin zu einer industrialisierten Stadtbevölkerung in großen Teilen Grönlands begründet wird.
Im Nachhinein wird die postkoloniale Periode in Grönland als eigentliche Einführung des Kolonialismus in Grönland gesehen, da durch die erzwungene Modernisierung die traditionelle grönländische Kultur in vielen Bereichen verschwand. Zur Verringerung des Bevölkerungswachstums wurde etwa der Hälfte aller Grönländerinnen im gebärfähigen Alter von 1966 bis 1970 von dänischen Ärzten eine Kupferspirale eingesetzt, um die Fruchtbarkeit zu verringern. Es entwickelte sich eine nationalistische Opposition, die die grönländische Mitbestimmung und eine Förderung der grönländischen Kultur forderte. 1973 trat Dänemark und damit auch Grönland der Europäischen Wirtschaftsgemeinschaft bei, was wegen der Fischereipolitik zu großem Widerstand in Grönland führte. Dies beförderte den Wunsch nach Autonomie noch mehr. Nach rund fünf Jahren Arbeit wurde in Grönland am 1. Mai 1979 die Hjemmestyre eingeführt und Grönland wurde autonom.

### Autonomie (seit 1979)
Grönland erhielt 1979 ein Parlament und eine Regierung. Nach einem Referendum 1982 trat es 1985 aus der Europäischen Wirtschaftsgemeinschaft aus. 1986 wurde der KGH, der bis 1950 das Handelsmonopol innegehabt hatte, aufgelöst und in eine Reihe Staatsunternehmen umgewandelt. Im Jahr darauf wurde auch die GTO, die für die Infrastruktur zuständig war, verstaatlicht und in Nuna-Tek umbenannt (heute Nukissiorfiit). In der Folge wurde 1987 das dänische Grönlandministerium aufgelöst. Grönland war wirtschaftlich stark von Dänemark abhängig und musste sich nach dem Ende des Fischereibooms auf die Garnelenfischerei konzentrieren. Ab den 1990er Jahren verstärkte sich die Urbanisierung noch mehr, zudem emigrierten immer mehr Grönländer nach Dänemark, während die sozialen Probleme in der Bevölkerung sich verstärkten. Nachdem um 2000 der Wunsch nach noch mehr Autonomie aufgekommen war, wurde am 21. Juni 2009 die Selvstyre („Selbstverwaltung“) eingeführt und Grönland erhielt unter anderem das Recht an den eigenen Rohstoffen. Grönland verfügt über große Rohstoffvorkommen, unter anderem Seltene Erden, deren Abbau jedoch bergbautechnisch schwierig und in der Bevölkerung umstritten ist und deswegen bisher nicht realisiert wurde. US-Präsident Donald Trump erklärte seit 2019 mehrfach, dass er aus militärstrategischen Gründen (siehe GIUK-Lücke) einen Anschluss Grönlands an die Vereinigten Staaten anstrebe, was international abgelehnt wird.

## Politik

### Allgemeines

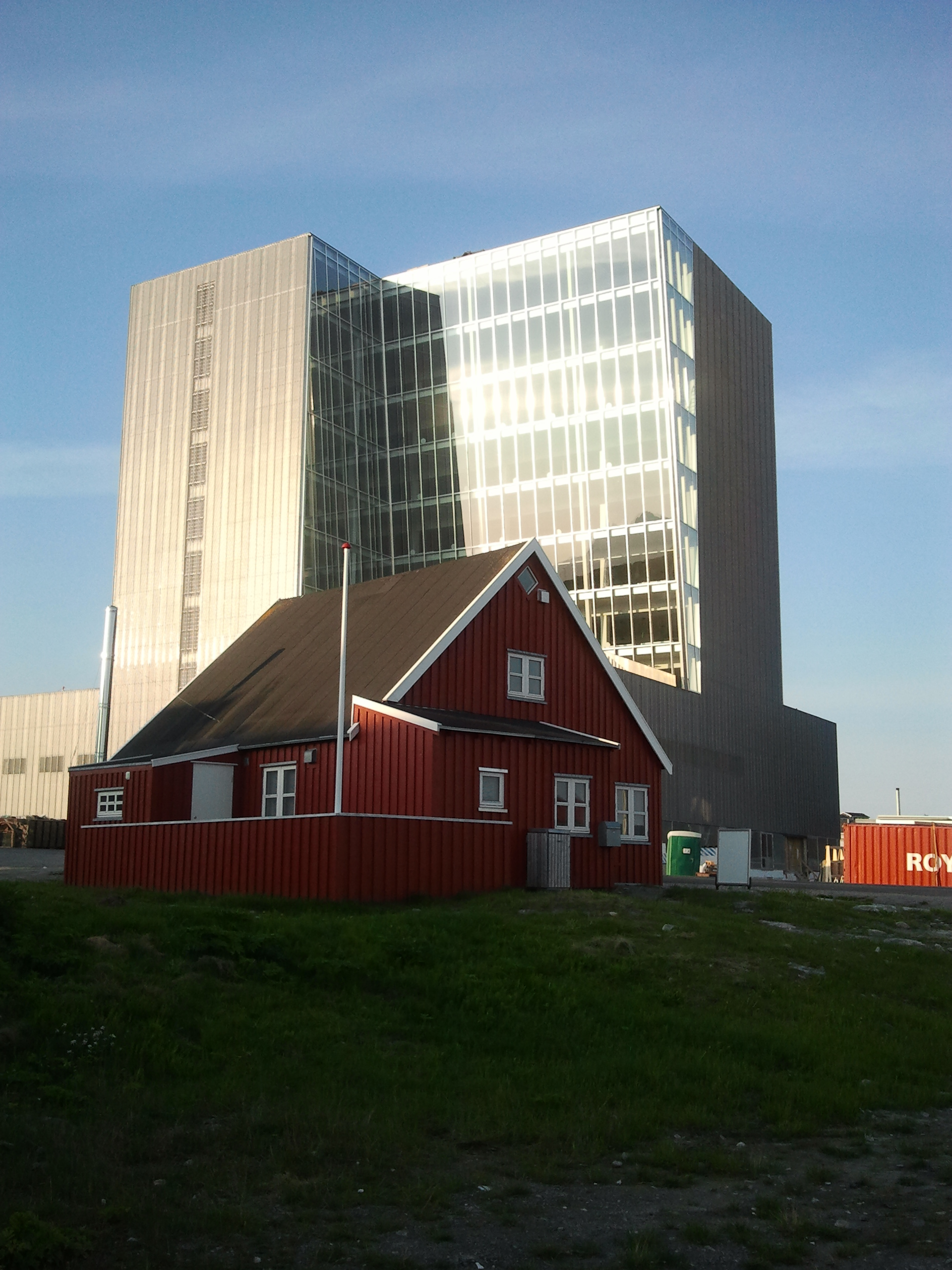
Im Hintergrund das Nuuk Center mit dem Sitz der grönländischen Regierung. Im Vordergrund das Kirchengebäude der Neuapostolischen Kirche in Nuuk.

Grönland ist ebenso wie das Kernland Dänemark und die Färöer ein autonomer Bestandteil des Königreichs Dänemark und bildet zusammen mit den anderen beiden Ländern die Rigsfællesskab („Reichsgemeinschaft“). Die drei Länder haben eine enge Zusammenarbeit, die in den vergangenen Jahren intensiviert wurde, aber aufgrund politischer Spannungen auch mehr und mehr herausgefordert wird. Im Außenverhältnis dieser Reichsgemeinschaft ist Grönland Teil internationaler Verträge und Abkommen mit Dänemark, beispielsweise ist es Mitglied der NATO, allerdings nicht der EU (mit der Grönland aber als eines der Überseeischen Länder und Hoheitsgebiete assoziiert ist). Die grönländische Verfassung ist das 1953 beschlossene dänische Grundgesetz (Danmarks Riges Grundlov), was in dessen § 1 festgeschrieben ist.
Grönland ist laut Kapitel 1 des Selvstyregesetzes (Gesetz Nr. 473) eine Demokratie mit einer dreigeteilten Staatsgewalt. Die seit 2009 gültige Regierungsform heißt Selvstyre („Selbstverwaltung“) und ersetzte die ab 1979 gültige Hjemmestyre („Heimverwaltung“). Beide Autonomiestufen haben die Möglichkeit geschaffen, dass Grönland den Großteil der Regierungsaufgaben vom dänischen Staat übernehmen kann (vgl. Kapitel 2 des Selvstyregesetzes). Ausgeschlossen sind davon die Verteidigungspolitik und die Außenpolitik. Laut Kapitel 8 obliegt die Entscheidung über die grönländische Unabhängigkeit einzig dem (nicht eindeutig definierten) grönländischen Volk im Rahmen einer Volksabstimmung.
Da das Königreich Dänemark eine konstitutionelle Monarchie ist, ist Grönlands Staatsoberhaupt ebenso der dänische König Frederik X., wobei die Königsfamilie in Grönland große Popularität genießt. Das Staatsoberhaupt wird seit 2022 von Reichsombudsfrau Julie Præst Wilche vertreten. Das Amt des Reichsombudsmanns entstand 1979 aus dem des Landshøvdings, dessen Vorgänger für die Verwaltung des kolonialen Grönlands zuständig waren. Der Reichsombudsmann dient als Bindeglied zwischen der grönländischen Autonomieregierung und dem dänischen Staat und nimmt vor allem organisatorische und koordinatorische Aufgaben wahr.

### Regierung
Die grönländische Exekutive ist das Naalakkersuisut, die Regierung. Sie besteht aus meist etwa sieben bis zehn Ministern, die offiziell den Titel Naalakkersuisoq („Der schafft, was Folge zu leisten ist“) tragen. Der Name Naalakkersuisut ist das entsprechende Pluralwort. Unter ihnen ist der Regierungschef, der den offiziellen Titel Naalakkersuisut Siulittaasuat („Vorsitzender des Naalakkersuisut“) trägt. Aktueller Regierungschef seit dem 7. April 2025 ist Jens Frederik Nielsen, der derzeit das Kabinett Nielsen anführt.
Der gesetzliche Rahmen für das Naalakkersuisut wird in Kapitel 3 des Gesetzes über Inatsisartut und Naalakkersuisut (Gesetz Nr. 26/2010) geregelt. Die Regierung wird vom Parlament gewählt und kontrolliert. Die Minister sind häufig, aber nicht zwangsläufig Mitglieder des Parlaments. Es ist üblich, dass diese mit Ausnahme des Regierungschefs während der Tätigkeit als Minister von den Parlamentsaufgaben beurlaubt sind.
Die Regierung wird üblicherweise mit Koalitionen gebildet, die die Parlamentsmehrheit ausmachen. Lediglich von 1988 bis 1991 und von 2018 bis 2020 waren Minderheitsregierungen an der Macht. Die Koalitionsregierungen decken häufig ein breites politisches Spektrum ab, sind aber auch meist instabil, sodass es regelmäßig zu Koalitionswechseln und Neuwahlen kommt.

### Parlament

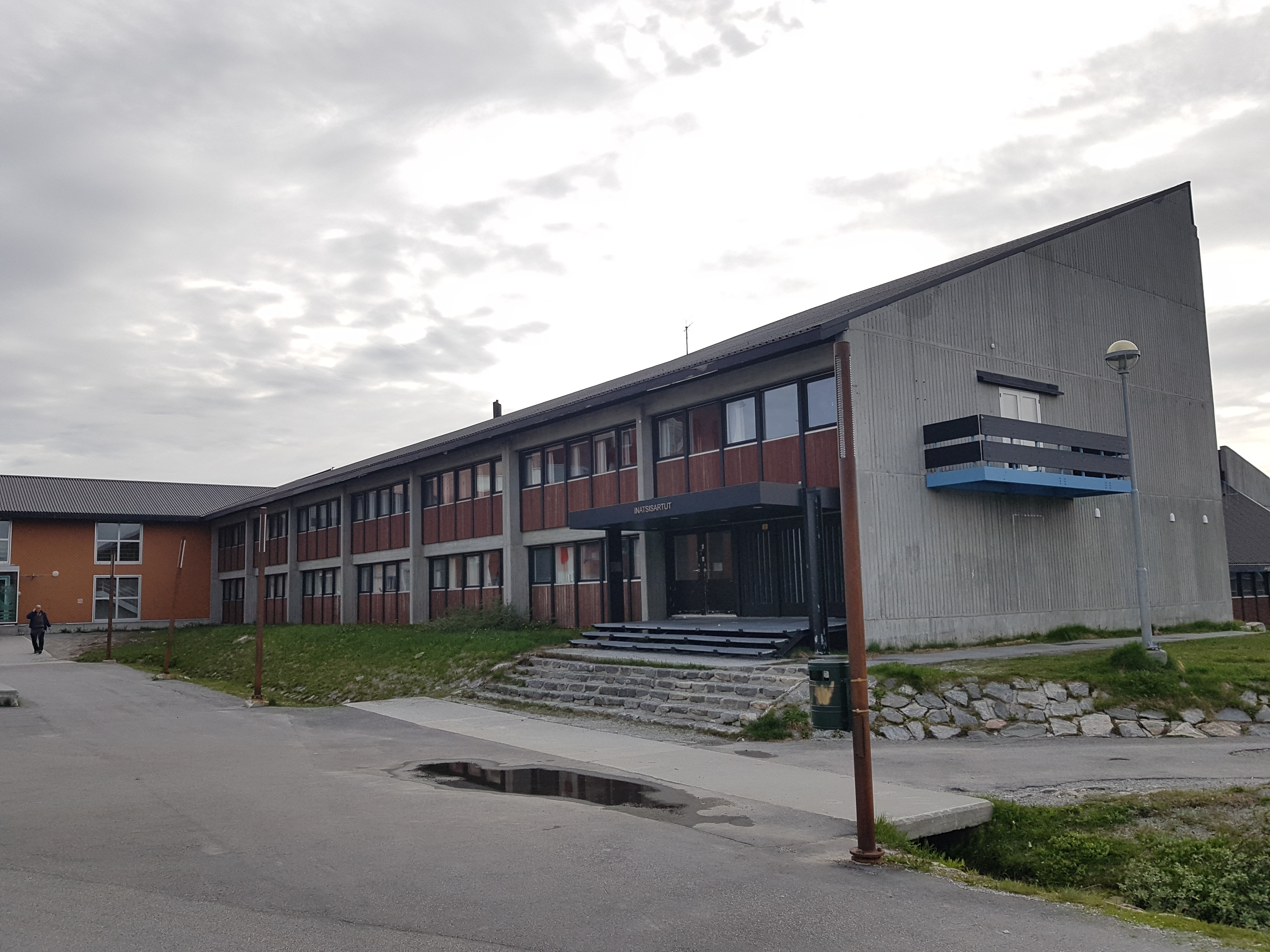
Das Parlamentsgebäude in Nuuk (2022)

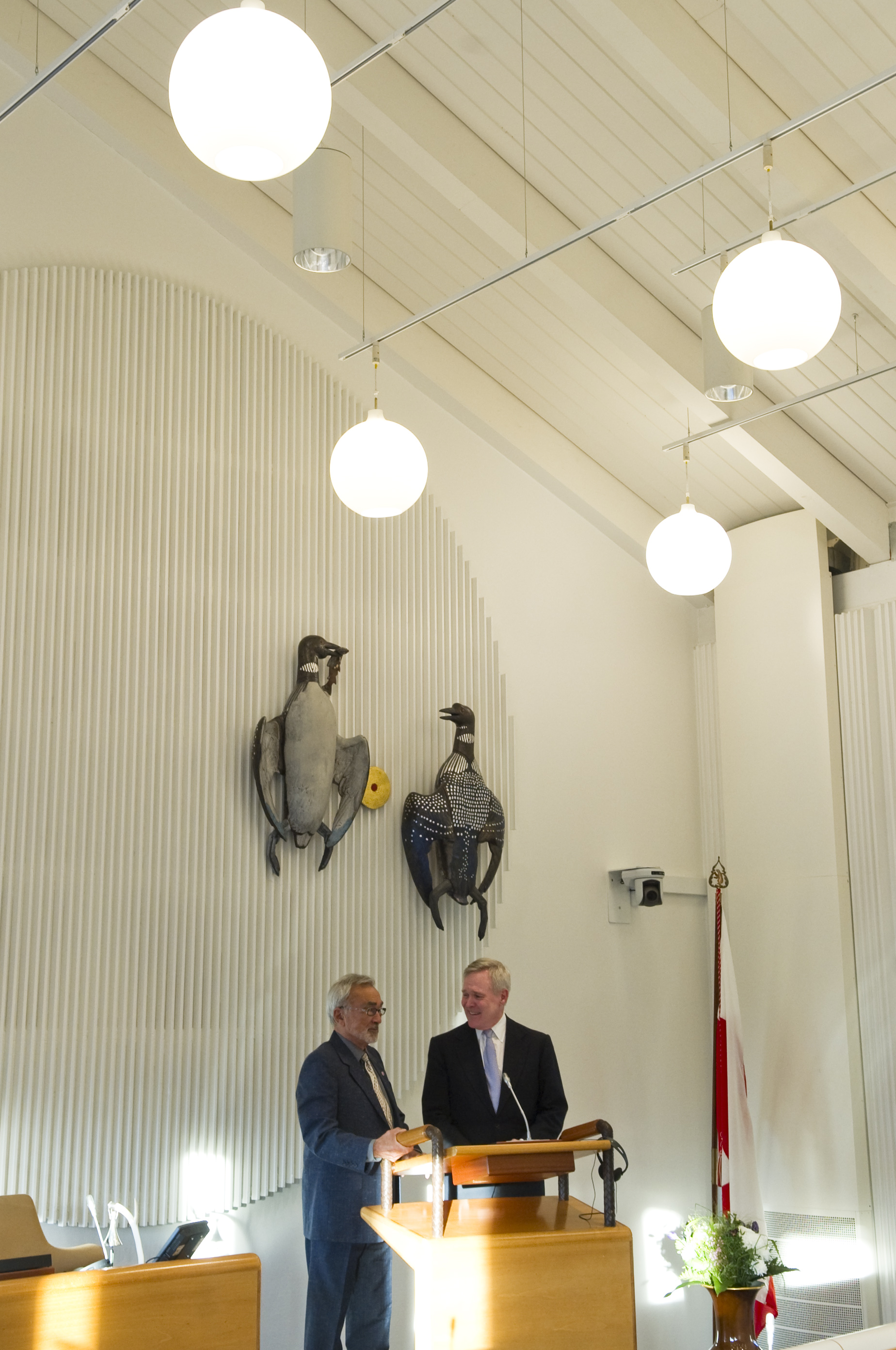
Parlamentspräsident Josef Motzfeldt zusammen mit dem US-amerikanischen Marinestaatssekretär Ray Mabus im Inatsisartut (2010)

Die grönländische Legislative ist das Inatsisartut („Die Befehlenden“), das Parlament. Es besteht aus 31 Abgeordneten (Inatsisartunut Ilaasortat „Mitglieder des Inatsisartut“), die maximal alle vier Jahre neu gewählt werden. Dem Parlament steht ein Parlamentspräsidium aus dem Parlamentspräsidenten und vier Parlamentsvizepräsidenten vor. Aktueller Parlamentspräsident ist seit 2025 Kim Kielsen, der dem 15. Inatsisartut vorsteht.
Der gesetzliche Rahmen für das Inatsisartut wird in Kapitel 2 des Gesetzes über Inatsisartut und Naalakkersuisut (Gesetz Nr. 26/2010) geregelt. Das Parlament ist für die Gesetzgebung zuständig, genehmigt den jährlichen Haushaltsplan und ist für die Kontrolle der Regierung zuständig.
Das Inatsisartut wählt einen Ombudsmann (derzeit Gedion Jeremiassen), der für die Kontrolle der Verwaltungsaufgaben von Regierung und Kommunen zuständig ist.
Neben dem eigenen Parlament entsendet Grönland wie die Färöer gemäß § 28 des dänischen Grundgesetzes auch zwei Abgeordnete ins Folketing, die die grönländischen Interessen in dänischen Parlamentsangelegenheiten wahrnehmen sollen.
Im grönländischen Parlament sind üblicherweise rund fünf Parteien vertreten, seit 1979 waren es minimal zwei und maximal sieben. Die bedeutendsten Parteien sind heutzutage die Siumut und die Inuit Ataqatigiit. Die Atassut war ursprünglich eine der beiden Volksparteien, hat ihre Wählerschaft seit 2002 vor allem an die Demokraatit verloren. Die Naleraq konnte seit ihrer Gründung 2014 ebenfalls dauerhaft Wähler an sich binden. Daneben gab es häufig kleinere Parteien, die meist nur eine bis zwei Legislaturperioden überlebten. Die Einordnung im politischen Spektrum ist kompliziert und kann nur durch ein zweidimensionales Modell dargestellt werden, da neben Liberalität die Einstellung zur Unabhängigkeitsfrage als zweiter Faktor hinzukommt. Die Inuit Ataqatigiit ist tendenziell sozialistisch ausgerichtet, während Demokraatit und Atassut liberale Politik vertreten. Die Siumut ist sozialdemokratisch, deckt aber ein breites Meinungsspektrum ab. Auf der Unabhängigkeitsachse stehen sich die Naleraq als separatistisch und die Atassut als unionistisch gegenüber, während die übrigen drei Parteien pragmatische Haltungen vertreten, die eine Unabhängigkeit in ferner Zukunft anstreben.

### Polizei- und Rechtswesen

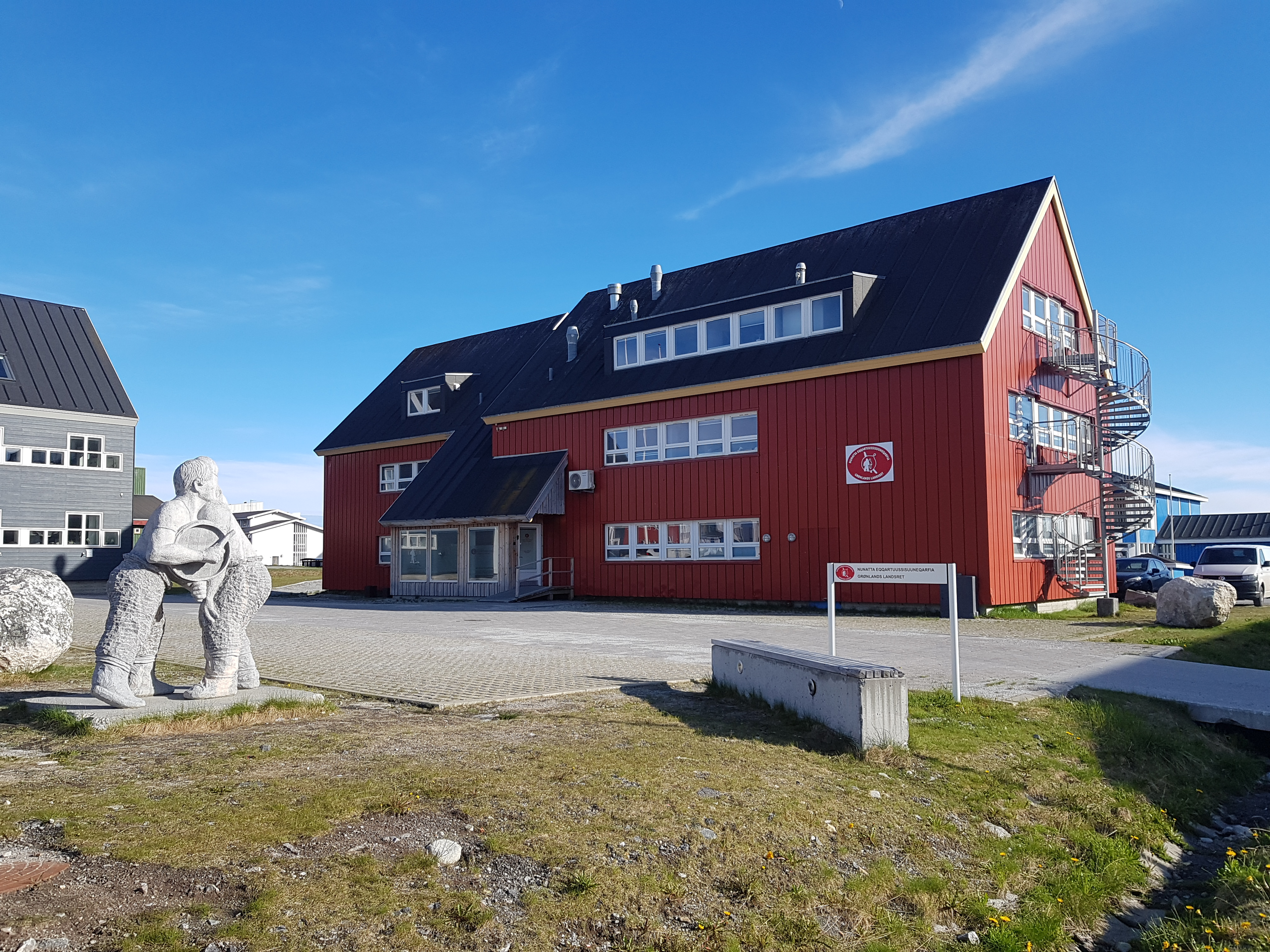
Grønlands Landsret in Nuuk (2022)

Obwohl es einen grönländischen Justizminister gibt, ist die grönländische Judikative aus verfassungsmäßigen Gründen ein Teil des dänischen Rechtssystems. Grundpfeiler bilden die vier Kreisgerichte und das Retten i Grønland („Gericht in Grönland“). Die Kreisgerichte dienen als Strafgerichte, Familiengerichte, Nachlassgerichte und Vollstreckungsgerichte und sind mit einem Kreisrichter ohne juristische Ausbildung und zwei Schöffen besetzt. Das Retten i Grønland fungiert als Zivilgericht und Insolvenzgericht und ist mit ausgebildeten Juristen besetzt. Höchste grönländische Instanz ist Grønlands Landsret („Grönlands Landesgericht“), das mit einem Landesrichter und zwei Schöffen besetzt ist und nur als Berufungsgericht fungiert. Dem Landsret ist das Højesteret als oberste Instanz übergeordnet, das in besonderen Fällen angerufen werden kann. Aktuelle Landesrichterin ist seit 2017 Kirsten Thomassen. Daneben fungiert Finn Meinel seit 2017 als Landesverteidiger.
Die grönländischen Gerichte entscheiden auf Basis der gültigen Gesetzgebung, die teils aus dänischen und teils aus grönländischen Gesetzen besteht. Im Rahmen des Selvstyrelovens kann Grönland eigene Gesetze anstelle der dänischen einführen.
Das Polizeiwesen in Grönland ist als exekutiver Teil des grönländischen Rechtswesens ebenfalls dem dänischen Polizeiwesen unterstellt und bildet einen Polizeikreis, dem ein Polizeimeister vorsteht. Die grönländische Polizei fungiert als Staatsanwaltschaft und nimmt daneben die Sicherstellung der öffentlichen Sicherheit wahr sowie behördliche Aufgaben wie die Ausstellung von Ausweisen, Führerscheinen und anderen Genehmigungen. Hierfür gibt es 18 Polizeistationen in den Städten. In den Dörfern wird die Polizei durch Gemeindevögte – Ansässige ohne polizeiliche Ausbildung – vertreten, die dort für Ordnung sorgen und gewisse Polizeiaufgaben übernehmen.
Die Strafvollzugsbehörde (Kriminalforsorgen, wörtlich „Kriminalfürsorge“) ist für die Durchsetzung von vor Gericht beschlossenen Strafen zuständig. Sie ist unabhängig von der gleichnamigen dänischen Institution. Historisch verzichtete man in Grönland auf Gefängnisse und nutzte stattdessen Anstalten für offenen Vollzug, die die Resozialisierung erleichtern sollten. Obwohl 2019 in Nuuk eine geschlossene Anstalt eröffnet wurde, um bisher in Dänemark untergebrachte Schwerverbrecher in Grönland inhaftieren zu können, und die meisten übrigen Anstalten ebenfalls nur selten Freigang erlauben, ist das dänische Wort fængsel („Gefängnis“) in Grönland ungebräuchlich. Die Anzahl an Personen im Strafvollzug in Grönland proportional zur Bevölkerung übersteigt das skandinavische Niveau deutlich.

### Außen- und Verteidigungspolitik
Die Außen- und Verteidigungspolitik Grönlands obliegt dem dänischen Staat. Dennoch verfügt Grönland über einen Außenminister und ein Mitspracherecht in allen Angelegenheiten, die Grönland selbst betreffen. Dieses Mitspracherecht wächst seit der Jahrtausendwende stetig.
Grönland verfügt als Teil der Rigsfællesskab über keine Botschaften in anderen Ländern. Allerdings hat das Land diplomatische Vertreter in Dänemark, in Island, in den Vereinigten Staaten, in China und bei der Europäischen Union. In Grönland gibt es ein isländisches und ein US-amerikanisches Konsulat sowie mehrere Honorarkonsulate. Für 2026 ist zudem die Eröffnung eines französischenn Konsulats geplant.
Grönland ist weder Teil der Europäischen Union noch des Schengen-Raums. Die grönländische Mitgliedschaft in der Europäischen Union wurde 1982 durch ein Referendum beendet. Grönland arbeitet mit Island und den Färöern im Westnordischen Rat zusammen (seit 1985/1997). Weiterhin ist es als Teil der dänischen Delegation seit 1983 Mitglied im Nordischen Rat. Am 5. September 2007 wurde das Ålandsdokument beschlossen, das den Autonomiegebieten Åland, den Färöern und Grönland die gleichwertige Mitgliedschaft im Nordischen Rat ermöglicht.
Die Verteidigung Grönlands obliegt dem dänischen Militär und wird von dessen Arktisk Kommando (zuvor von der Vorgängerorganisation Grønlands Kommando) übernommen. De facto übernehmen die Vereinigten Staaten jedoch ebenfalls Verteidigungsaufgaben in Grönland über ihre Präsenz auf der Pituffik Space Base.

## Wirtschaft

### Allgemeines
Das grönländische Bruttoinlandsprodukt betrug 2023 rund 3,33 Mrd. US-Dollar. Das Bruttoinlandsprodukt pro Kopf beträgt rund 58.765 US-Dollar. Nach letzterem Wert befindet sich Grönland knapp vor Österreich und rund 15 % hinter dem Mutterland Dänemark. Grönlands Handelsdefizit erreichte 2011 2,71 Mrd. Dänische Kronen (507 Mio. US-Dollar), lag 2024 aber nur noch bei 1,58 Mrd. Dänischen Kronen (229 Mio. US-Dollar). Die grönländische Wirtschaft ist stark vom jährlichen inflationsregulierten Bloktilskud („Blockzuschuss“) abhängig, durch den Grönland 2023 4.141,5 Mio. Dänische Kronen (601 Mio. US-Dollar) vom dänischen Staat erhielt. Ein Großteil des Außenhandels läuft über Dänemark. 2003 wurden 95 % der Produkte nach Dänemark exportiert und 60 % aus Dänemark importiert.
Grönlands Arbeitslosenquote erreichte 2014 den Höchststand von 10,3 %, sank bis 2023 aber auf 2,9 %. Allerdings waren 2019 25,7 % der Personen im arbeitsfähigen Alter kein Teil des Arbeitsmarkts. Zwei Drittel waren in Frührente, wegen Behinderung arbeitsunfähig oder in Mutterschaftsurlaub, während ein Drittel vor allem junge sozial schwache Personen waren, die sich nicht als arbeitslos registriert haben.
Die grönländische Wirtschaft ist wenig diversifiziert. Nach Wirtschaftssektoren machte der Primäre Sektor 2015 12 % in Städten und 32 % in Dörfern aus. Der Sekundäre Sektor machte 9 % in Städten und 2 % in Dörfern aus. Der Tertiäre Sektor lässt sich in Dienstleistungen (37 % in Städten, 34 % in Dörfern) und Öffentliche Verwaltung aufteilen (40 % in Städten, 32 % in Dörfern). 2019 gab es knapp 27000 Arbeitnehmer und 4000 Unternehmen in Grönland, von denen etwa die Hälfte selbstständige Fischer und Jäger in Einzelunternehmen waren. 2020 waren 42,2 % in der Öffentlichen Verwaltung angestellt, 18,7 % im Jagd- und Fischereisektor, 10,9 % im Handel, 8,0 % im Dienstleistungssektor, 7,3 % im Bausektor, 7,2 % im Logistiksektor, 1,6 % in der Energie- und Wasserversorgung, 0,3 % in der Landwirtschaft und 3,8 % in sonstigen Bereichen.
Durch die großen Abstände und die geringe Bevölkerung des Landes ist in vielen Bereichen eine freie Marktwirtschaft mit Problemen verbunden, da hohe Kosten und geringe Nachfrage zu hohen Preisen führen würden. Die geringe Einwohnerzahl verhindert zudem wirtschaftliche Konkurrenz, sodass für viele Produkte nur ein monopolistischer Anbieter existiert. Zahlreiche gesellschaftlich wichtige Wirtschaftsaufgaben (Versorgung, Transport etc.) werden staatlich subventioniert oder direkt von den 14 Staatsunternehmen (Stand 2023) übernommen, von denen die fünf größten 2021 einen Umsatz von rund 11,2 Mrd. Dänischen Kronen erwirtschafteten. In Europa werden die meisten dieser wirtschaftlichen Zweige von Privatunternehmen dominiert.

### Jagd, Fischerei und Landwirtschaft

#### Jagd

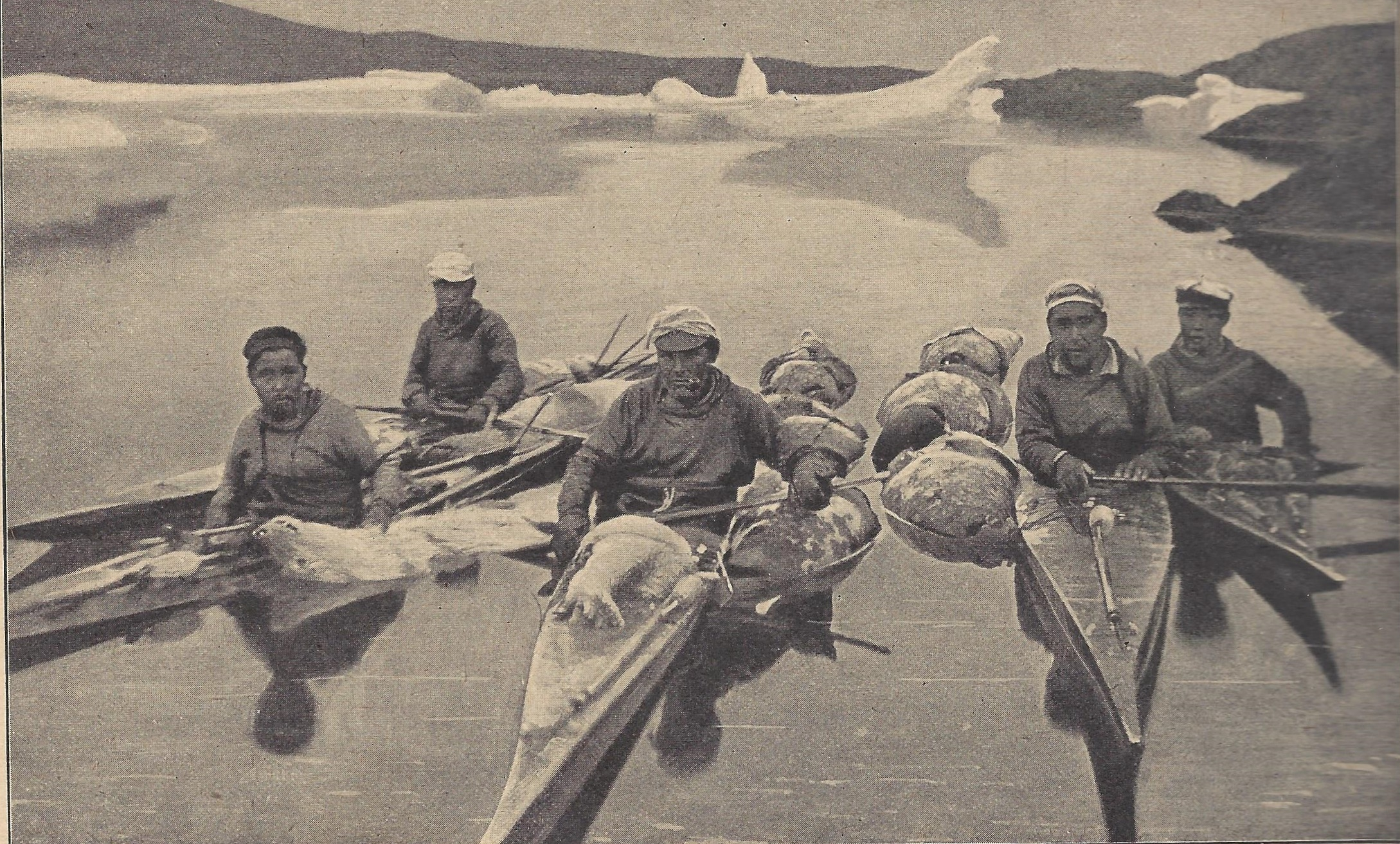
Robben- und Eisbärenjagd ist der traditionelle Erwerb der Inuit (Bild um 1900)

Die Jagd war früher die einzige Möglichkeit für das Überleben der Inuit. Zu den traditionellen Beutetieren gehören Robben, Wale, Eisbären, Rentiere, Füchse, Hasen und Vögel. Die Jagd ist weiterhin ein bedeutender Teil der grönländischen Kultur und dient vor allem in den Dörfern sowie besonders in Nord- und Ostgrönland als wichtiger Teil der Versorgung. Etwa 1900 Personen sind Berufsjäger, weitere 5000 Freizeitjäger. Die Jagd ist auf Grundlage biologischer Expertise durch Jagdquoten gesetzlich reguliert, um eine nachhaltige Ressourcennutzung zu gewährleisten. Dies führt häufig zu Konflikten, da Berufsjäger ein geringes Einkommen haben und somit oft nicht noch zusätzlich finanziell durch Regulierungen eingeschränkt werden können.

#### Fischerei

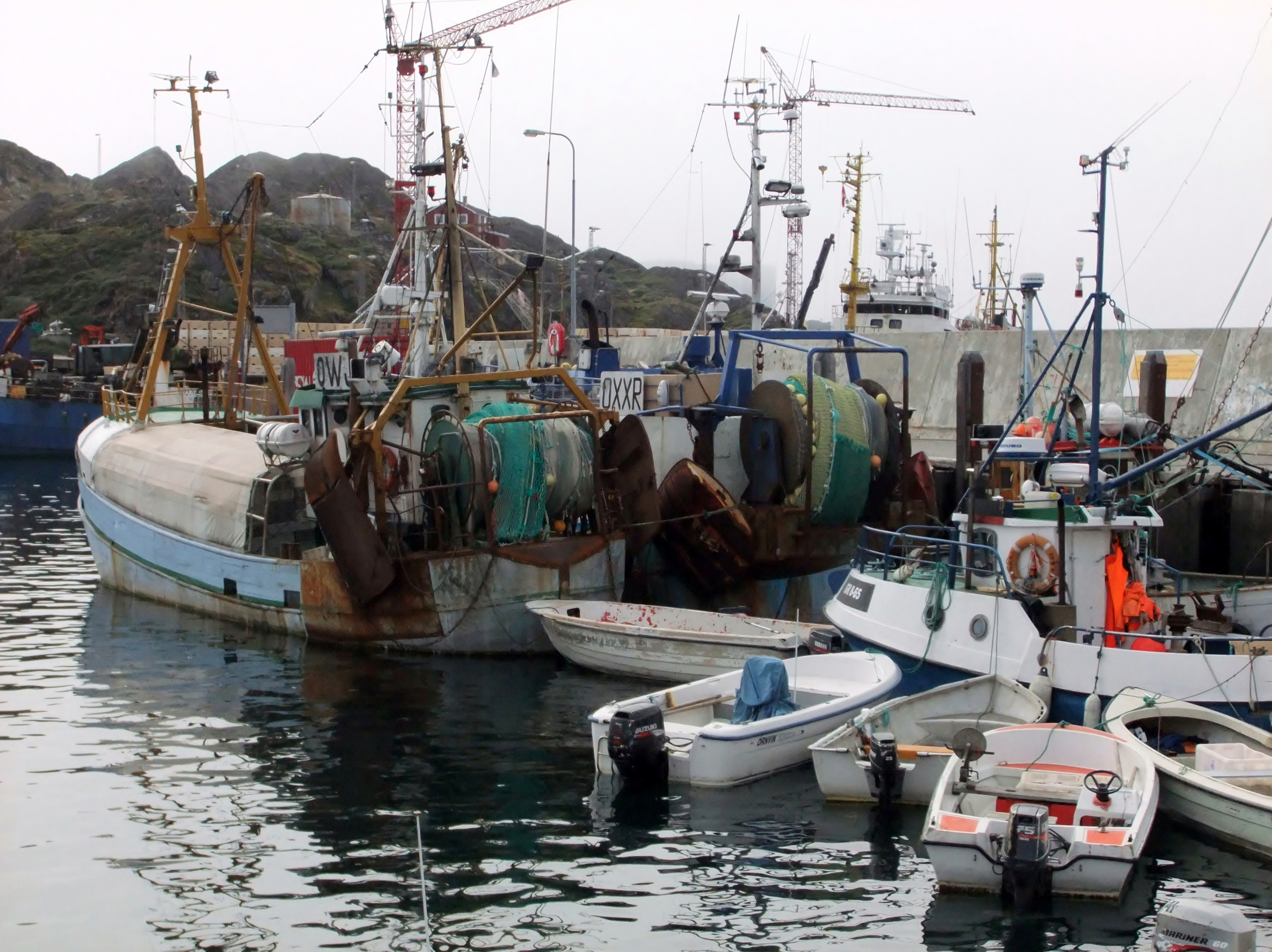
Fischerboote in Sisimiut (2010)

Die Fischerei wurde von den Inuit traditionell weniger getätigt. Während die Kolonialwirtschaft die ersten knapp 200 Jahre auf Basis der Jagd fungiert hatte, fasste die Fischereiwirtschaft erst zu Beginn des 20. Jahrhunderts Fuß in Grönland. Besonders die Dorschfischerei war bedeutend und konnte ab den 1930er Jahren die rückläufigen Robbenbestände wirtschaftlich aufwiegen. Der Dorschfang führte in Grönland zu Wohlstand, brach aber um 1970 zusammen. Damit begann die Phase der Krabbenfischerei, die bis heute andauert und die Hauptgrundlage für den grönländischen Export bildet. Daneben macht die Heilbuttfischerei einen bedeutenden Teil der Fischereiwirtschaft aus. Der Sektor wird vom Staatsunternehmen Royal Greenland und dem konkurrierenden Privatunternehmen Polar Seafood dominiert. Etwa 4400 Personen waren 2019 im Fischereisektor beschäftigt. Die Fischerei macht heute 95 % der Exporte Grönlands aus, was die wirtschaftliche Lage extrem abhängig von Beständen und Preisen macht.

#### Landwirtschaft

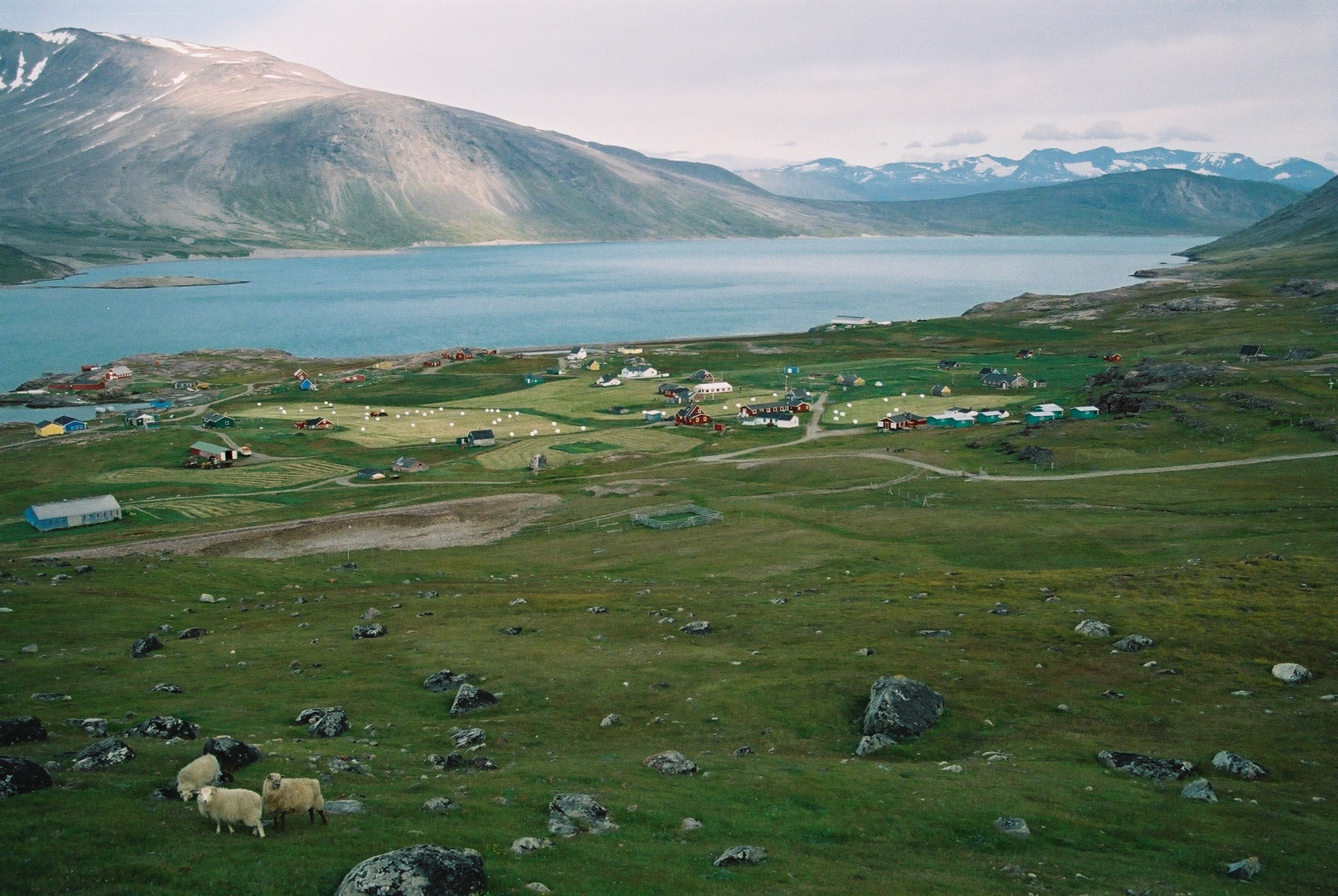
Igaliku, Grönlands ältester Ort mit Landwirtschaft (2008)

Im 18. Jahrhundert begann Anders Olsen mit der Rinderhaltung in Igaliku, aber sie endete nach einigen Generationen. Zu Beginn des 20. Jahrhunderts leitete Jens Chemnitz in Narsarmijit mit der Schafhaltung die moderne grönländischen Tierhaltung ein. In den folgenden Jahrzehnten breitete sich die Schafzucht mit Unterstützung von Grønlands Styrelse über ganz Südgrönland aus. 1927 gab es 5.000 Mutterschafe, aber die Anzahl erreichte 1966 mit 48.000 Tieren einen Höchststand, bevor ein besonders harter Winter die Bestände mehr als halbierte. Die Tiere werden in den Schäfersiedlungen, einzeln stehenden Bauernhöfen vor allem im Distrikt Narsaq gehalten. Seit 1980 gibt es konstant etwa 20.000 Mutterschafe in Grönland sowie insgesamt 50.000 lebende Schafe im Sommer. Etwa 20.000 Lämmer werden pro Jahr geschlachtet, welche 2019 39 Schafzüchtern gehörten. Daneben gibt es in Grönland heute 300 Rinder, die vier Bauern gehören. Zwei Rentierzüchter halten etwa 1600 Rentiere. 242.000 Hektar dienen als Weideflächen. 2014 gab es etwa 1000 Hektar landwirtschaftlich genutztes Land, von denen 99 % für den Anbau von Futtergras genutzt wurden. Seit etwa 2000 werden in Grönland in kleinem Rahmen Kartoffeln und anderes Gemüse auf den restlichen 1 % angebaut. Durchschnittlich kommen pro Jahr etwa 100 Tonnen Kartoffeln in den Handel, die von rund fünf bis sechs Bauern angebaut werden. Zu den übrigen Anbauprodukten gehören Mairüben, Rhabarber, Kohl, Radieschen und Salat. Eine entscheidende Rolle in der grönländischen Agrarwirtschaft spielt die Versuchsstation in Upernaviarsuk. Zum aktuellen Zeitpunkt ist die Landwirtschaft in Grönland jedoch ein Verlustgeschäft. Problematisch ist die geringe Bodenqualität, die Einfluss auf den Inhalt von Nährstoffen und die Fähigkeit zur Wasserspeicherung hat, weswegen in hohem Maße Kunstdünger und künstliche Bewässerung angewendet werden müssen.
Von den Wikingern ist bekannt, dass sie während einer wärmeren Periode auch Viehhaltung betrieben.

### Bergbau

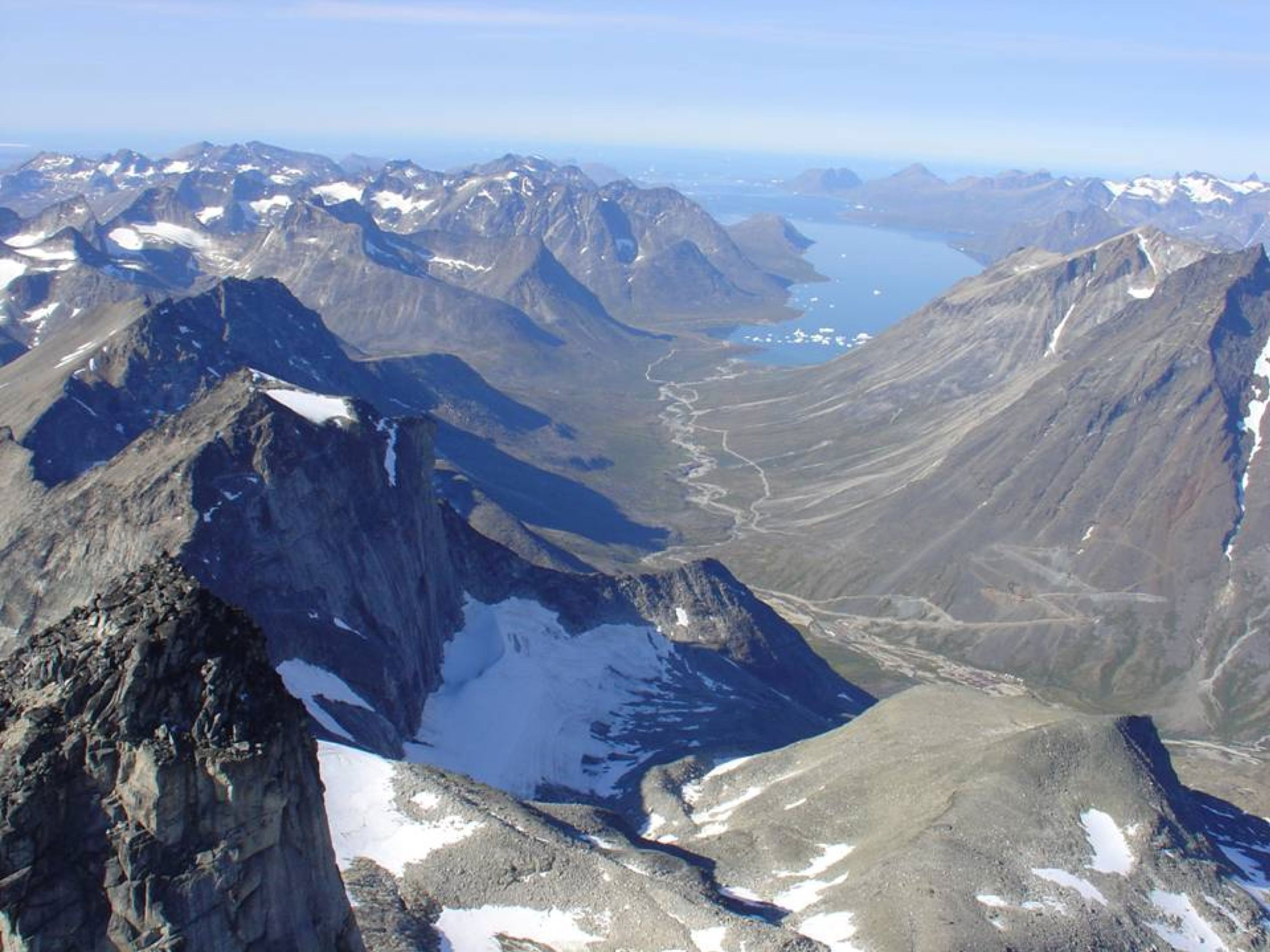
Die Goldmine Nalunaq in Südgrönland

Grönland ist reich an Rohstoffen. An der Küste befinden sich größere Vorkommen von Gold, Platin, Kupfer, Zink, Nickel, Molybdän und Eisen. Daneben gibt es auch Rubine und Diamanten. Dennoch waren 2019 unter 100 Personen im Bergbau beschäftigt, da der Weltmarkt, fehlende Infrastruktur und die damit verbundenen hohen Abbaukosten sowie inner- und geopolitische Konflikte den Ausbau des Bergbausektors in Grönland erschweren.
Mit dem Abbau von Kohle in der Diskobucht (Ritenbenk Kulbrud) wurde im kolonialen Grönland 1782 erstmals Bergbau betrieben. Die Vorkommen dienten aber eher zur lokalen Versorgung. Mitte des 19. Jahrhunderts begann der industrielle Bergbau in Grönland mit Grafitabbau in Nordgrönland und Kupferbergbau in Südgrönland. Fast zeitgleich eröffnete die Kryolithmine in Ivittuut, die 130 Jahre aktiv war. Der Kohlebergbau wurde ab etwa 1900 industrialisiert, zuerst in Qaarsuarsuk, dann in Qullissat. Qullissat wurde im 20. Jahrhundert zu einer der bedeutendsten Städte des Landes, bis sie in den 1970er Jahren, als die Vorkommen aufgebraucht waren, gegen den Willen der Bevölkerung aufgegeben wurde. In den 1970er und 1980er Jahren war die Blei- und Zinkmine in Maamorilik von Bedeutung, wo zuvor bereits Marmor abgebaut worden war. Seit der Jahrtausendwende gibt es mehrere Versuche in Nalunaq Gold abzubauen. Seit 1969 wurde vor der grönländischen Küste Erdöl gesucht. Die entdeckten Vorkommen wurden aber bisher jedes Mal als unrentabel eingestuft. 2021 wurde beschlossen, die Suche nach Erdölvorkommen aus Umweltschutzgründen einzustellen, weswegen das staatliche Unternehmen Nunaoil in NunaGreen umgewandelt wurde.
Bei Narsaq befinden sich am Berg Kuannersuit bedeutende Vorkommen von Uran und Seltenen Erden. Diese haben vor allem seit 2010 mehrfach zu politischen Debatten geführt. Die Vorkommen sind so groß, dass erwartet wird, dass sie die Dominanz Chinas auf dem Weltmarkt brechen und die wirtschaftliche und finanzielle Situation Grönlands verbessern könnten. Der potentielle Abbau war während der Regierungszeit von Kuupik Kleist (Inuit Ataqatigiit) interessant geworden, wurde aber durch die Nulltoleranzpolitik verhindert, nach der in Grönland keine radioaktiven Stoffe wie Uran abgebaut werden dürfen. 2013 übernahm die Siumut wieder die Macht und schaffte das Abbauverbot mit knapper Mehrheit ab. Daraufhin formierte sich in der Bevölkerung Widerstand, da man die Zerstörung der Umwelt befürchtet. Vor allem erwartet man durch die Minenaktivität eine radioaktive Verseuchung von Gewässern in Grönlands einzigem landwirtschaftlich nutzbaren Gebiet. 2021 verlor die Siumut erneut die Macht an die Inuit Ataqatigiit, die versprochen hatte, das Kuannersuit-Projekt zu stoppen.

### Tourismus

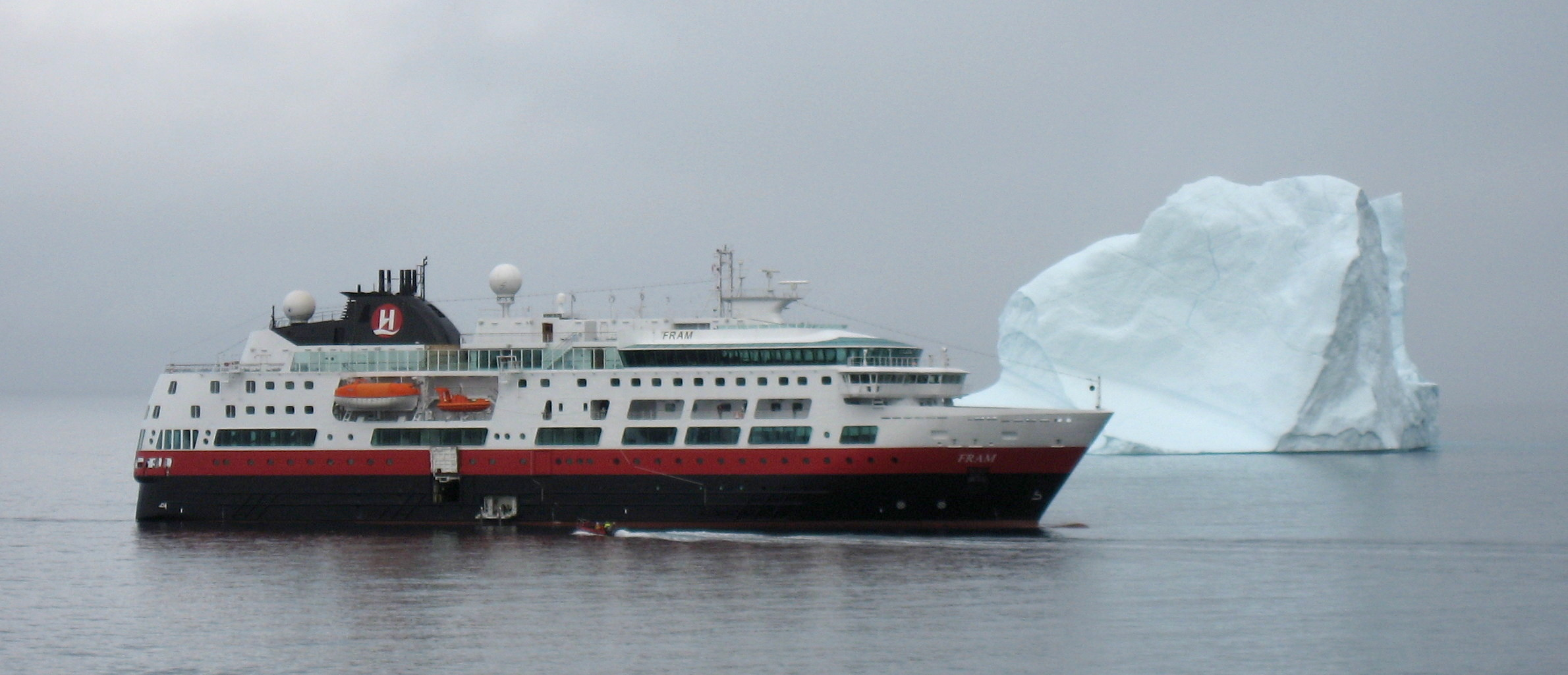
Ein Kreuzfahrtschiff in Grönland (2007)

Der Tourismus spielt eine bedeutende Rolle in der grönländischen Wirtschaft. Das staatliche Tourismusunternehmen Visit Greenland wirbt mit der arktischen Natur, beispielsweise mit Eisbergen, Polarlichtern und der Tierwelt. Es werden Wander- und Skitouren, Bergbesteigungen sowie Kajak- und Hundeschlittentouren angeboten. Daneben präsentiert man die grönländische Kultur, die in den Städten und traditionelleren Dörfern erlebt werden kann.
2019 gab es rund 87.000 Flugpassagiere die aus dem Ausland einreisten, wobei die Anzahl tendenziell ansteigt. Von diesen sind etwa die Hälfte Arbeitnehmer, die andere Hälfte Touristen. Von den Reisenden wohnt knapp die Hälfte in Dänemark, bedeutende Herkunftsländer von Touristen sind daneben vor allem Deutschland, die USA und Kanada. Etwa 260.000 Übernachtungen in grönländischen Hotels gab es 2019, die sich etwa zu gleichen Teilen auf Grönländer und Ausländer verteilten. Hochsaison für den Tourismus sind die Sommermonate Juli und August. Der bedeutendste Tourismuszweig in Grönland ist die Kreuzfahrtschifffahrt, die sich durch die Senkung der Kreuzfahrtgebühren 2016 bis 2019 nahezu verdoppelt hat. Von den knapp 50.000 Kreuzfahrttouristen stammen knapp die Hälfte aus Deutschland und den Vereinigten Staaten. Bedeutendste Anlaufhäfen sind Qaqortoq, Nuuk, Ilulissat, Nanortalik und Sisimiut. Probleme für den Tourismus bieten in Grönland die hohen Flugpreise und mangelnde Übernachtungsmöglichkeiten. Etwa 800 Personen sind im Hotel- und Restaurantbereich angestellt.
Mit dem Ilulissat-Eisfjord (seit 2004), der südgrönländischen Kulturlandschaft Kujataa (seit 2017) und der Kulturlandschaft Aasivissuit – Nipisat (seit 2018) hat Grönland drei UNESCO-Welterbestätten. In Grönland befinden sich rund 20 Museen.

## Infrastruktur

### Verkehr

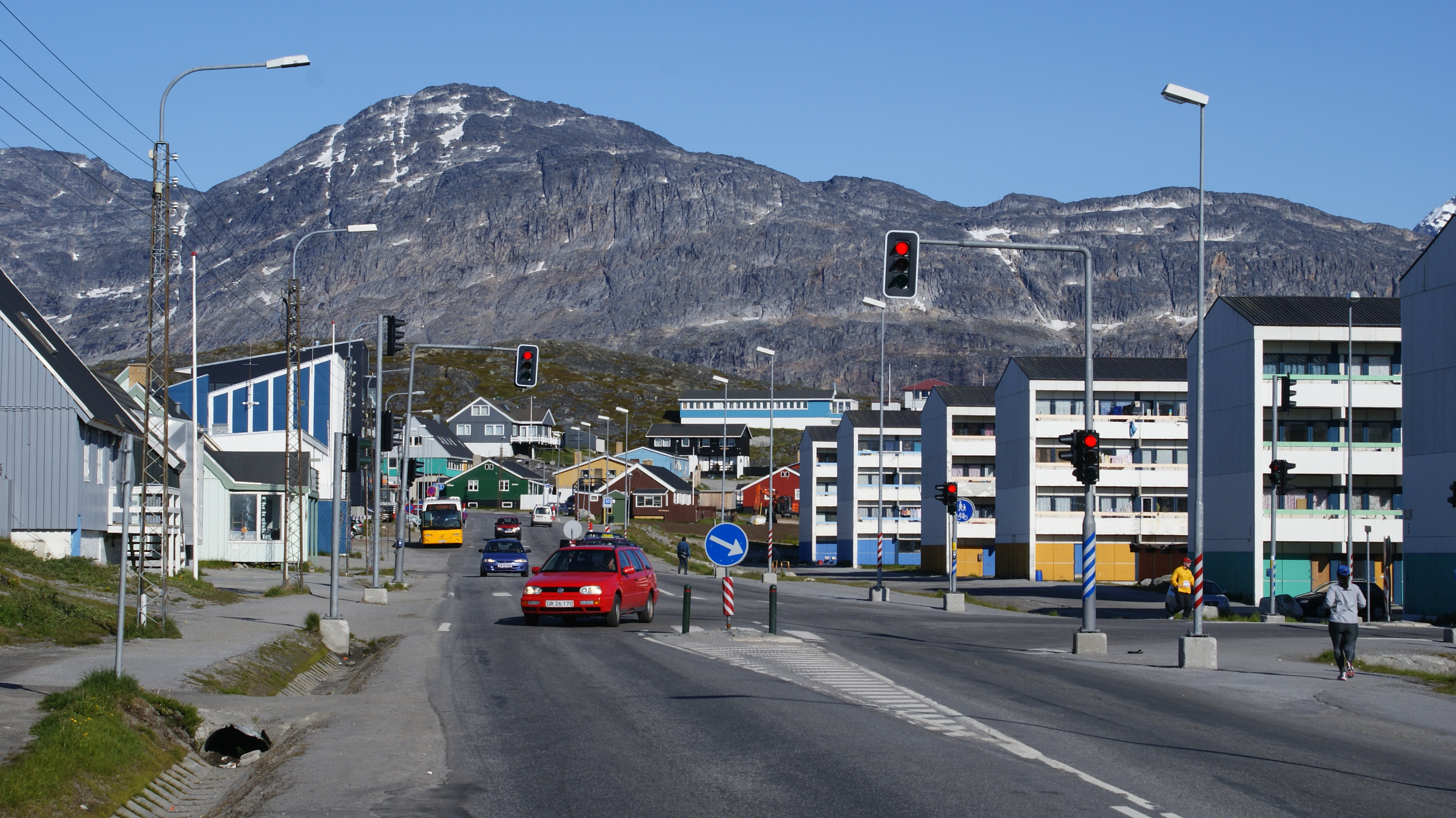
Eine von zwei Ampelanlagen Grönlands in Nuuk

Das grönländische Verkehrswesen ist aufgrund der geografischen Verhältnisse mit einigen Schwierigkeiten versehen. Wegen der häufig bis zu hundert Kilometer großen Entfernungen zwischen den Siedlungen und der von Inseln, Fjorden und Gebirgen geprägten Landschaft ist in Grönland kein Straßennetz möglich. Derzeit gibt es quasi keine bewohnten Orte, die durch eine Straße miteinander verbunden sind, lediglich einige Schäfersiedlungen in Südgrönland sind mit Schotterwegen verbunden. Innerhalb der Städte gibt es Straßen, während in Dörfern meist maximal Wege vorhanden sind. Von größerer Bedeutung sind Hundeschlitten und Schneemobile.

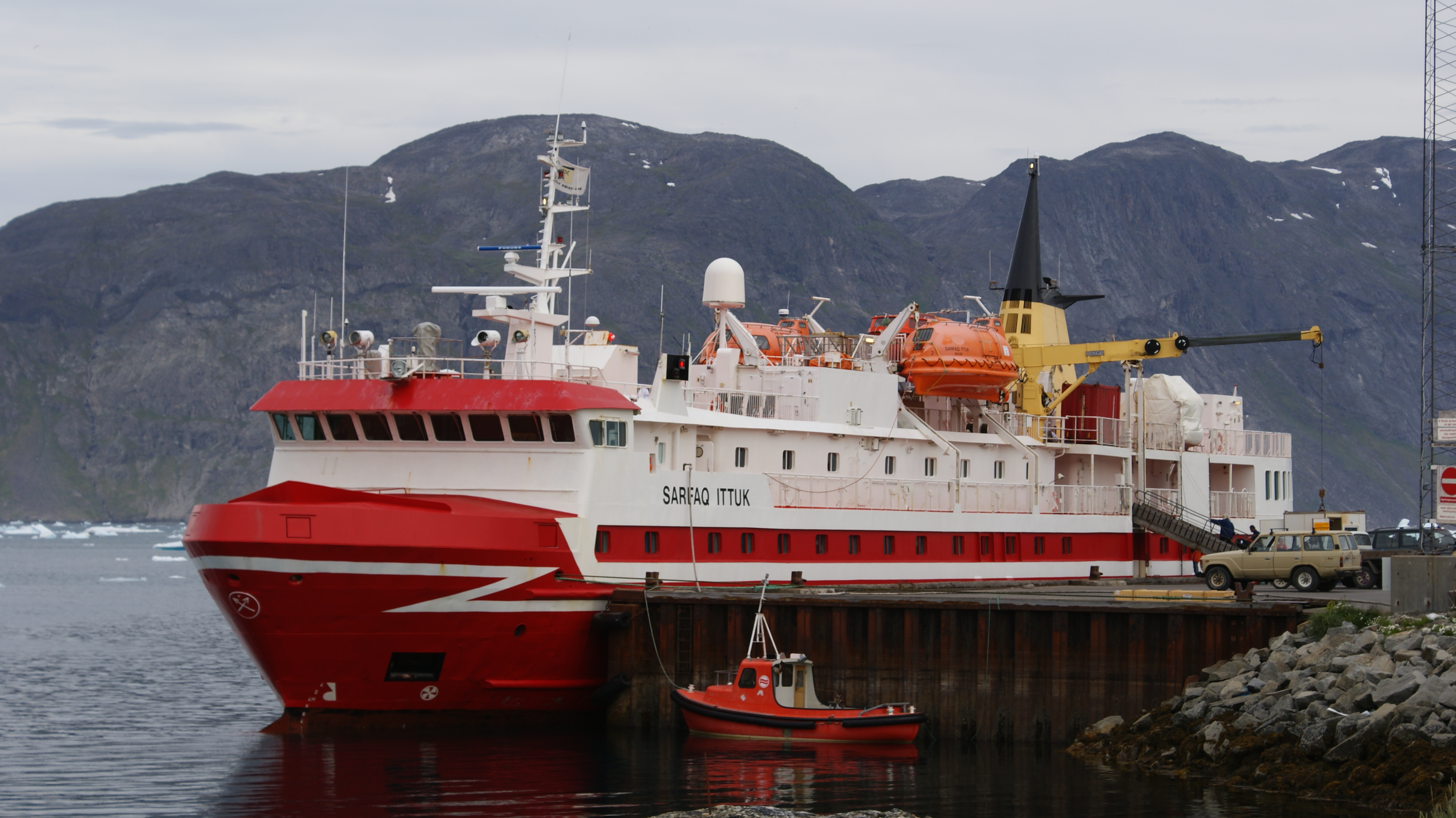
Personenschifffahrt ist die zweitwichtigste Art des Passagiertransports

Eine große Rolle spielt der Schiffsverkehr. Alle Orte in Grönland liegen am Wasser und nahezu alle verfügen über eine Hafenanlage. Der Gütertransport für die Lebensmittelversorgung läuft hauptsächlich über den Seeweg ab. Diese Lebensmittel werden hauptsächlich vom dänischen Aarhus aus an verschiedene Städte in Grönland verschifft, von wo aus sie an kleinere Häfen und Dörfer verteilt werden. Zudem werden Schiffe und Boote für den Personentransport benutzt. Die Eisverhältnisse erschweren oder verhindern zu bestimmten Jahreszeiten in verschiedenen Landesteilen den Schiffsverkehr. Der Gütertransport wird von der Royal Arctic Line durchgeführt, während die Arctic Umiaq Line und die Disko Line für den Personenverkehr zuständig sind.

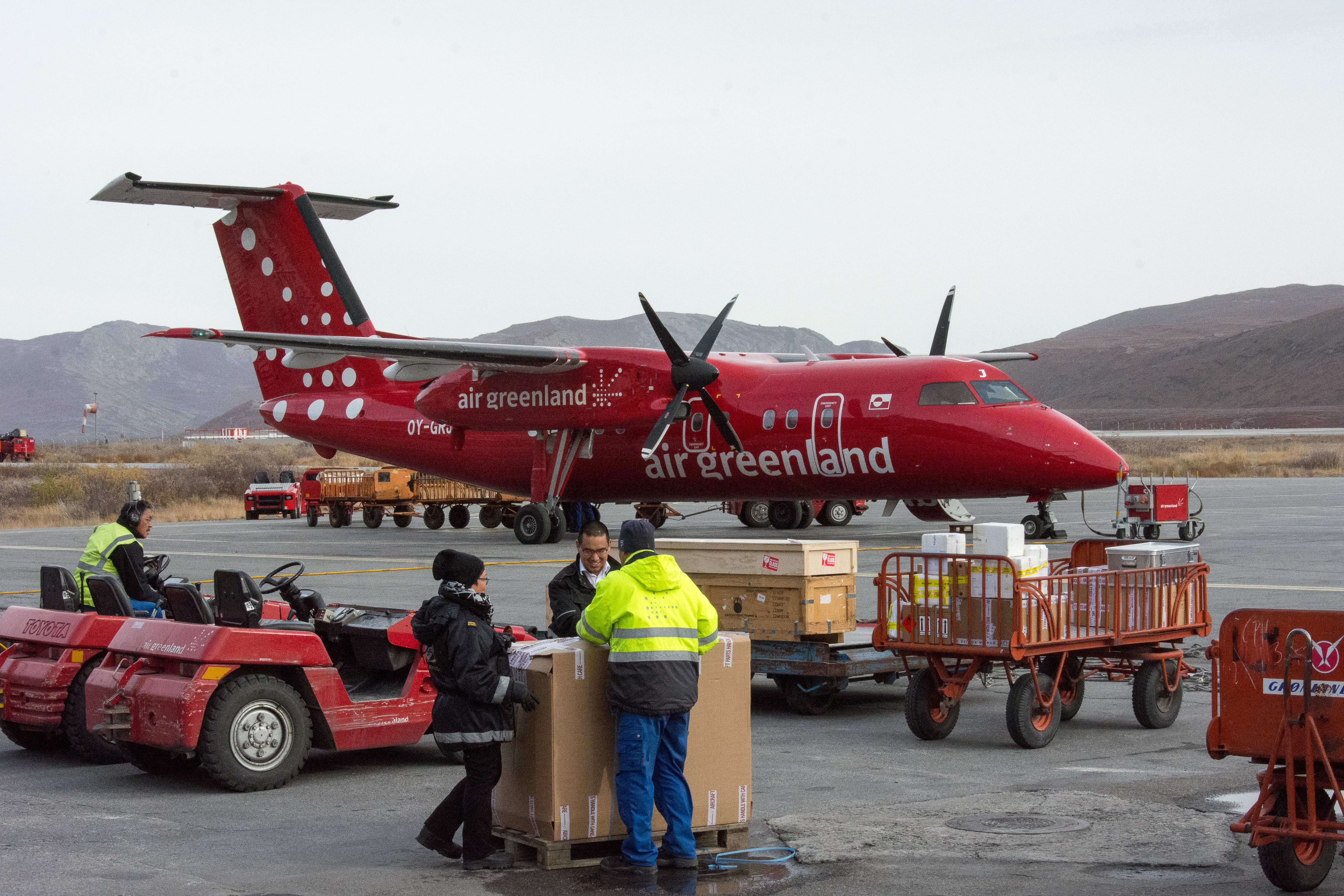
Typisch ist der Luftverkehr mit kleinen Flugzeugen

Die größte Rolle für den Personentransport spielt aber der Luftverkehr. In Grönland gibt es 14 aktive Flughäfen sowie knapp 50 Hubschrauberlandeplätze. Ursprünglich wurden die Flughäfen in Kangerlussuaq, Narsarsuaq, Kulusuk und Pituffik für militärische Zwecke gebaut, weswegen sie außerhalb der Städte liegen. Um 1980 wurden in Nuuk und Ilulissat die ersten Stadtflughäfen errichtet. Um die Jahrtausendwende wurden sechs weitere Flughäfen in Qaanaaq, Upernavik, Qaarsut (für Uummannaq), Aasiaat, Sisimiut, Maniitsoq und etwas später auch in Paamiut eröffnet. Dazu kommt der im unbewohnten Gelände liegende ursprünglich private Flughafen Nerlerit Inaat (für Ittoqqortoormiit). Die Flughäfen werden von Mittarfeqarfiit betrieben, während Pilersuisoq für den Betrieb der Hubschrauberlandeplätze zuständig ist. Air Greenland und regional Disko Line sind für den Transport zuständig. Grönland verfügt international über eine Flugverbindung zwischen Kopenhagen und Nuuk sowie von geringerer Bedeutung Flugverbindungen zwischen einigen grönländischen und isländischen Flughäfen, die von isländischen Fluggesellschaften durchgeführt werden. Von Nuuk aus werden zahlreiche Städte angeflogen, teilweise nur mit Zwischenlandung. Helikopterverbindungen führen von den Städten zu den einzelnen Dörfern. In den 2020er Jahren wurde der internationale Flughafen Kangerlussuaq durch den Flughafen Nuuk und den Flughafen Ilulissat ersetzt.
Der öffentliche Flug- und Schiffsverkehr ist wirtschaftlich nicht rentabel und kann nur durch Staatssubventionen aufrechterhalten werden.

### Versorgung
Die Stromversorgung, Wärmeversorgung und Wasserversorgung wird durch Nukissiorfiit gewährleistet.
2018 wurden 67 % des grönländischen Stromverbrauchs durch Wasserkraft aus fünf Wasserkraftwerken gedeckt. Das Wasserkraftwerk Bukse Fjord, das Nuuk versorgt, verfügt über die längste freihängende Hochspannungsleitung der Welt. Die übrigen Städte, die nicht an Wasserkraftwerke angebunden sind, sowie alle Dörfer werden durch lokale Dieselgeneratoren mit Strom versorgt.
Die Wärmeversorgung erfolgt in den meisten Städten durch Restwärme von der Stromerzeugung, während in den Dörfern Ölheizungen vorherrschen.
Die Wasserversorgung erfolgt dank der aus dem Inlandseis stammenden nahezu unendlichen Trinkwasserressourcen aus lokalen Gewässern, die anschließend in lokalen Wasserwerken aufbereitet werden. In den Städten gibt es größtenteils Wasserrohre, die zu den einzelnen Haushalten führen, während in den Dörfern üblicherweise das Wasser aus zentralen Wassertanks abgezapft wird. Da viele Wasserquellen im Winter, vor allem in Nordgrönland, zufrieren, erfolgt die Wasserversorgung alternativ durch Meerwasserentsalzung oder das Abschmelzen von Eisschollen. Die geringe Verfügbarkeit von Trinkwasser kann zu Hygieneproblemen führen und macht zudem häufig eine lokale Fischverarbeitung unmöglich.
Die meisten Städte sind zumindest teilweise an eine Kanalisation angeschlossen. Der Rest hat entweder Abwassertanks oder Trockentoiletten. Es gibt keine Klärwerke in Grönland, sodass Abwasser üblicherweise direkt ins Meer geleitet wird oder an Land versickert, was teilweise zu Verunreinigungen in lokalen Gewässern führt.
Die Müllentsorgung, die ebenso wie die Abwasserentsorgung eine kommunale Aufgabe ist, erfolgt durch Deponierung auf lokalen Müllhalden, die mehr oder weniger regelmäßig abgebrannt werden, teilweise wird der Müll aber auch durch Wetter und Tiere verteilt oder entzündet sich von selbst und löst so umweltmäßige und gesundheitliche Probleme aus.
Tusass ist für die Versorgung der Bevölkerung mit Mobilfunk und Internet zuständig. Hierfür existieren Seekabel nach Kanada und Island. In Grönland existiert zudem ein Radionetzwerk, das ganz Westgrönland abdeckt. Lediglich Nord- und Ostgrönland werden über Satelliten versorgt.

## Gesellschaft

### Bildung

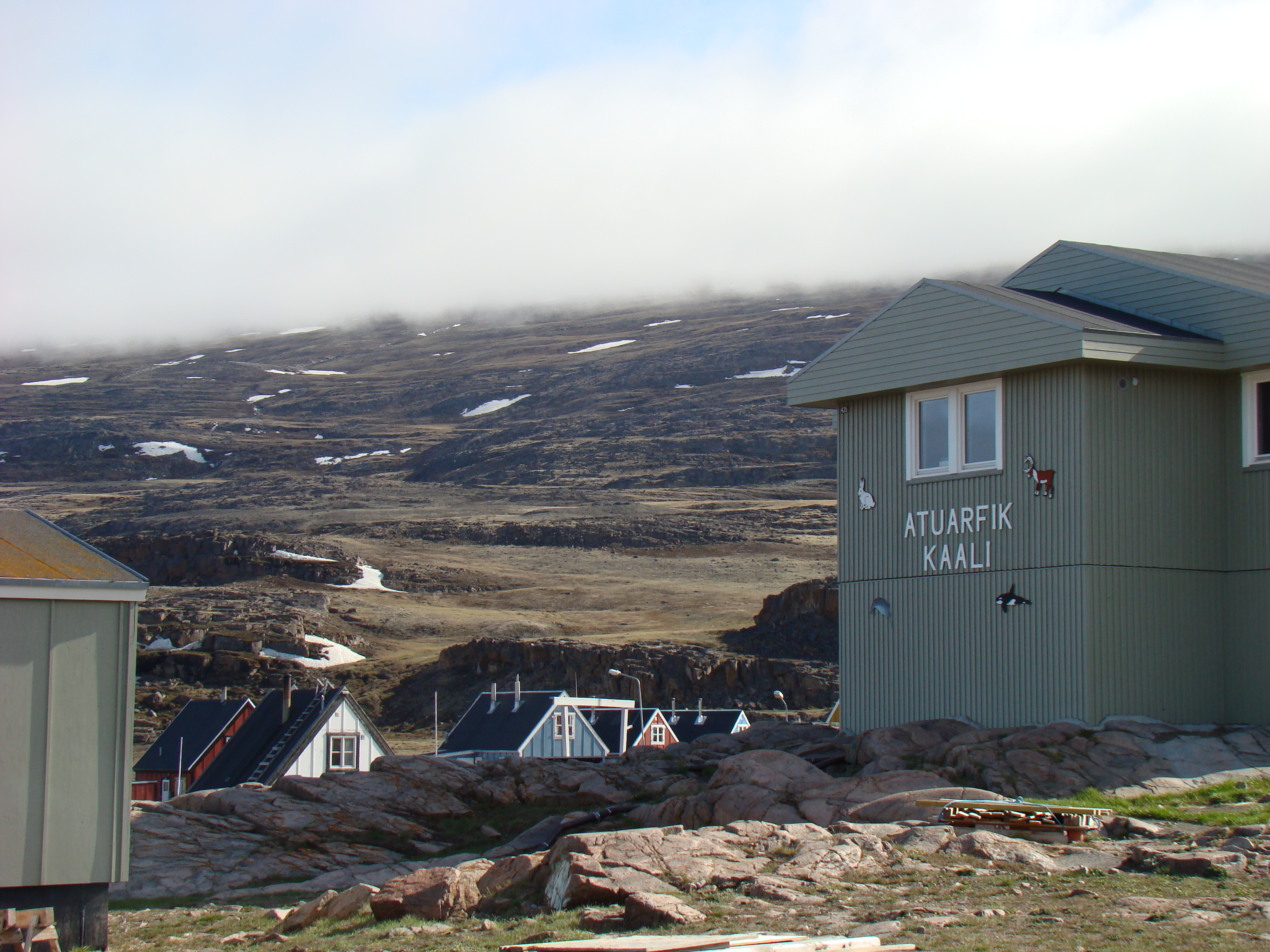
Die Folkeskole von Qaarsut, eine typische Dorfschule (2011)

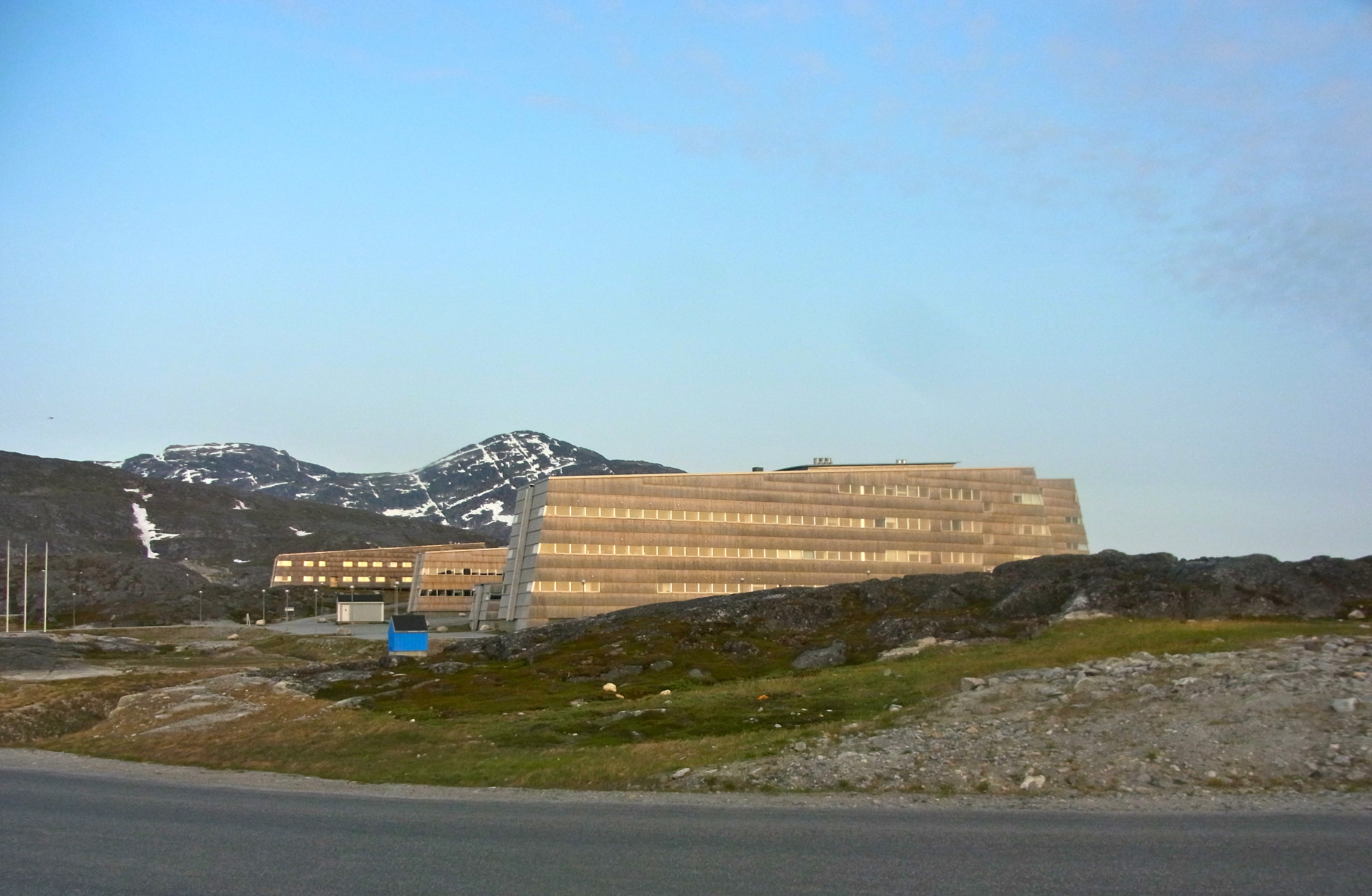
Die Universität von Grönland in Nuuk (2012)

Das grönländische Bildungssystem ist vom dänischen Bildungssystem geprägt. Es besteht eine zehnjährige Schulpflicht, die in der Folkeskole absolviert wird. Jedes Dorf hat eine Schule, Städte häufig mehrere, insgesamt gibt es 23 Stadtschulen und 52 Dorfschulen. Durch die geringen Einwohnerzahlen wird an vielen Dorfschulen nur eine einstellige Zahl an Schülern aus allen Jahrgängen gemeinsam unterrichtet. Alle bis auf drei Dorfschulen unterrichten allerdings nur bis zur sechsten bis achten Klasse, woraufhin die Schulkinder in die nächstgelegene Stadt ziehen müssen. Es herrscht generell Lehrermangel und zahlreiche Lehrer haben keine Lehrerausbildung. Nach dem Abschluss der Folkeskole kann eine von 67 Berufsausbildungen oder eine Gymnasialausbildung an einem von vier Gymnasien wahrgenommen werden. Letztere berechtigt zum Besuch der Universität von Grönland (Ilisimatusarfik) oder einer ausländischen Universität. Bis in die 1970er Jahre war die in den 1840er Jahren gegründete Lehrerausbildung am Ilinniarfissuaq (Grønlands Seminarium) die höchste durchführbare Ausbildung in Grönland.
Durch die dänische Missionstätigkeit wurden im kolonialen Grönland ab dem 18. Jahrhundert quasi alle grönländischen Kinder unter anderem im Lesen und Schreiben unterrichtet. Der Schulunterricht war und ist typischerweise grönländischsprachig. In der postkolonialen Phase von den 1950er bis zu den 1970er Jahren wurde jedoch verstärkt auf Dänischsprachigkeit gesetzt und viele grönländische Kinder zeitweise zum Schulbesuch nach Dänemark geschickt.
Das Bildungsniveau in Grönland ist generell recht niedrig und etwa 60 % der Bevölkerung haben lediglich einen Folkeskoleabschluss ohne Berufsausbildung, was an der großen Bedeutung von Jagd und Fischerei liegt, die keiner Ausbildung bedürfen. Über die Hälfte der Gymnasialschüler brechen ihre Gymnasialausbildung ab. Aufgeteilt nach Geschlecht hatten 2021 von den 25- bis 64-Jährigen 55 % (Männer) bzw. 45 % (Frauen) einen Folkeskoleabschluss, 7 % bzw. 11 % einen Gymnasialabschluss oder sonstige Hochschulreife, 26 % bzw. 22 % eine Berufsausbildung und 12 % bzw. 22 % eine Hochschulausbildung.

### Medien
Medien sind als Informations- und Kommunikationsquellen für Grönland wegen der großen physischen Abstände zwischen der Bevölkerung von großer Bedeutung. Bereits 1861 bekam Grönland mit der Atuagagdliutit seine erste Zeitung. Sie war in Landessprache verfasst und diente anfangs nicht als Nachrichtenwerk. Vielmehr handelte es sich um eine Fortsetzungsgeschichtensammlung und später um ein Debattenforum. Die Atuagagdliutit gilt als eine Keimzelle eines gesamtgrönländischen Identitätsgefühls. Ab 1952 erschien die Atuagagdliutit als Atuagagdliutit/Grønlandsposten (AG) zweisprachig.
Heute wird das Zeitungswesen vom Medienverlag Sermitsiaq.AG dominiert, der neben der Atuagagdliutit auch die landesweite Zeitung Sermitsiaq herausgibt. Historisch waren in Grönland Lokalzeitungen von großer Bedeutung. 1980 gab es noch 21 Lokalzeitungen, 2018 waren es nur noch vier, die größtenteils privat verfasst werden und hauptsächlich aus Werbeanzeigen bestehen. Daneben gibt es einige Magazine und Zeitschriften in Grönland.
Ab den 1920er Jahren gab es in Grönland vereinzelt Radiosendungen. 1958 wurde die landesweite Rundfunkanstalt Kalaallit Nunaata Radioa (KNR) gegründet, die seit 1982 auch ein Fernsehprogramm anbietet. Während die Zeitungen und Onlinenachrichten überwiegend zweisprachig sind, ist das Fernseh- und Radioprogramm fast vollständig grönländischsprachig. Neben KNR gibt es einige lokale und private Rundfunk- und Fernsehsender. Dänische Fernsehsender können aber auch in Grönland empfangen werden.
Die grönländische Medienlandschaft wird von Sermitsiaq.AG und KNR dominiert. Die übrigen Anbieter spielen kaum eine Rolle. Die grönländische Medienlandschaft wird häufig für ihre schlechte Qualität kritisiert, die daraus resultiert, dass es im ganzen Land nur rund 35 bis 40 Journalisten gibt, von denen rund die Hälfte kein Grönländisch spricht, was die Produktion grönländischer Nachrichtensendungen oder ausführlicher Zeitungsartikel auf Basis von hochwertigem und ausgewogenem Journalismus stark erschwert.
Das Internet spielt ebenfalls eine große Rolle in Grönland. 2017 benutzten etwa 50 % der Bevölkerung täglich das Internet. Der Preis pro Megabyte ist zwischen 2007 und 2015 um 95 % gesunken, was zu einer größeren Verbreitung geführt hat. Das Datenvolumen im Festnetz-Internet hat sich zwischen 2007 und 2017 auf das 145fache gesteigert, das Mobildatenvolumen zwischen 2009 und 2018 sogar auf das 600fache. Grönland gehört zu den Ländern mit der höchsten Verbreitung von Facebook. Rund zwei Drittel der Bewohner nutzen Facebook täglich und eine Untersuchung von Juli 2018 hat ergeben, dass Grönland die weltweite Rangliste der meisten Facebook-Kommentare pro Monat pro Kopf anführt.

### Soziales und Gesundheit

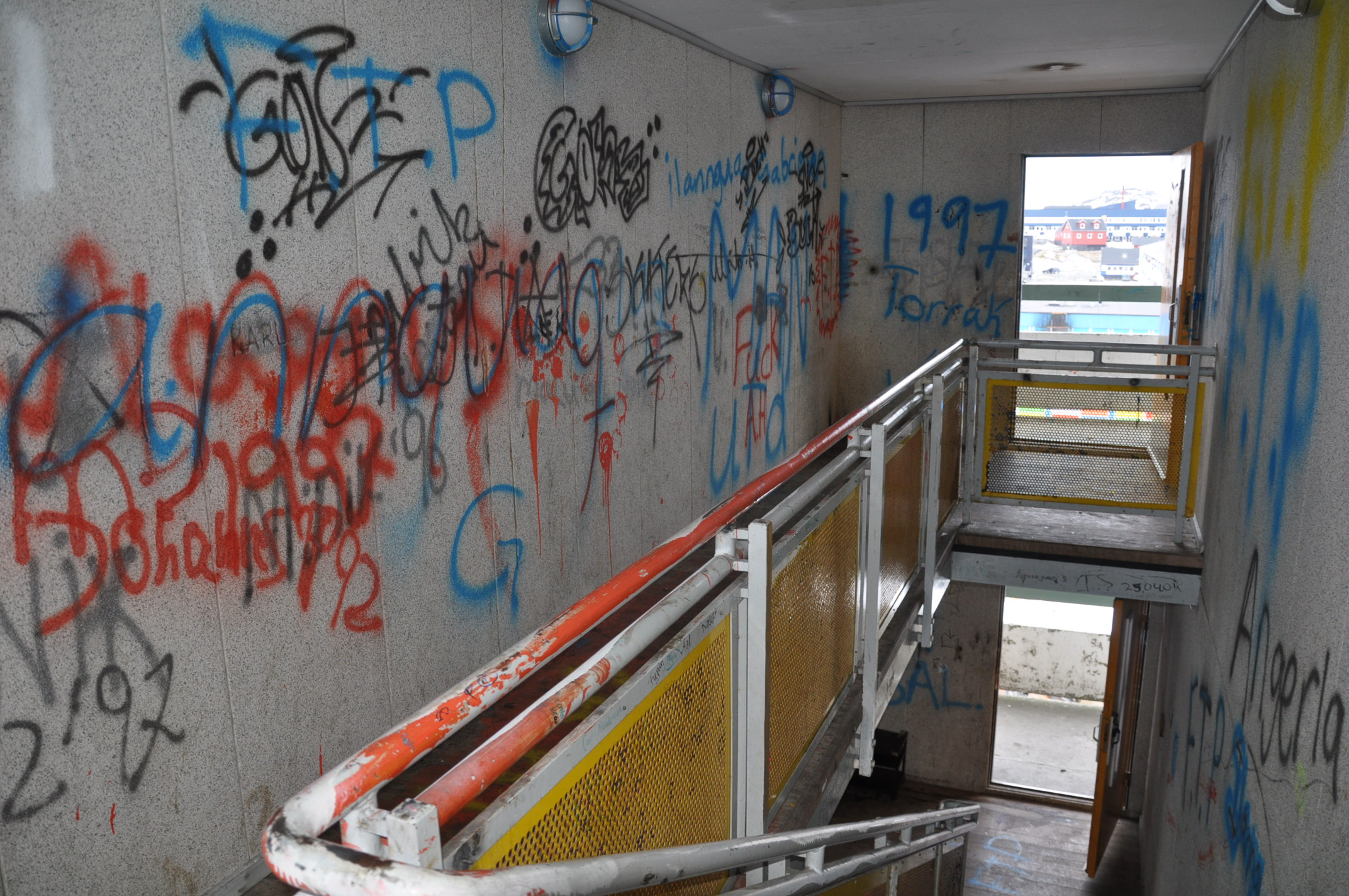
Wohnblöcke wie der Blok P gelten als sinnbildlich für die postkoloniale Politik der 1960er Jahre und die daraus entstandenen sozialen Probleme.

Im kolonialen Grönland wurde das traditionelle Sozial- und Gesellschaftssystem der Inuit von einem kolonial gesteuerten Sozialsystem abgelöst, vor allem mit Einführung der Forstanderskaber (Treuhänder) ab etwa 1860. Die postkoloniale Entwicklungspolitik der 1950er und 1960er Jahre wird üblicherweise als Ursache für soziale Probleme in der grönländischen Gesellschaft gesehen, bei der innerhalb von zwei Jahrzehnten die kolonialisierte von Jagd und Fischerei geprägte Gesellschaft in einen industrialisierten Staat umgekrempelt wurde, der dänischen Ansprüchen genügen sollte und von Urbanisierung und einem daraus resultierenden Kulturverlust geprägt war.
Grönland hat deswegen mit einem komplexen Konstrukt sozialer Probleme zu kämpfen. Alkoholmissbrauch ist weitverbreitet und führt häufig zu häuslicher Gewalt und anderen Straftaten sowie Vernachlässigung von Kindern. Diese führt häufig zu weiteren psychischen Problemen, die unter der jungen Bevölkerung regelmäßig in Suizid enden. Grönland hat mit rund 100 Selbstmorden pro 100.000 Einwohner die mit Abstand höchste Suizidrate der Welt (vgl. Suizid in Grönland). Bei einer Untersuchung zwischen 2005 und 2010 gaben rund 35 % an, in ihrem Leben bereits grobe Gewalt erfahren zu haben, 6 % innerhalb des letzten Jahres. Rund 10 % der Frauen, die nach der Dekolonisierung geboren wurden, gaben an, als Erwachsene Opfer von sexuellem Missbrauch geworden zu sein. Daneben hat die Untersuchung ergeben, dass von den ab 1970 Geborenen rund 35 % der Frauen und 15 % der Männer als Kind sexuell missbraucht worden sind sowie 20 % der Frauen und 4 % der Männer als Jugendliche. Die Generation der in den 1970er und 1980er Jahren Geborenen ist zu rund 70 % in Familien mit Alkoholmissbrauch aufgewachsen, in der Generation ab 1995 hat sich dieser Wert halbiert. Etwa 4,5 % aller Kinder dürfen wegen behördlichem Beschluss nicht bei ihren Eltern aufwachsen, wobei die Hälfte in Pflegefamilien, die andere Hälfte in Kinderheimen lebt. Die Kriminalität in Grönland übersteigt die in Skandinavien um ein Vielfaches, wobei die Zahlen für insbesondere Sexualverbrechen in den letzten Jahren vermutlich aufgrund von Informationskampagnen stark angestiegen sind. Insgesamt gab es 2020 89,6 Strafanzeigen pro 1000 Einwohner, davon 13,1 für Sexualverbrechen. Die Zahlen für Einbrüche und Diebstähle sind hingegen rückläufig.

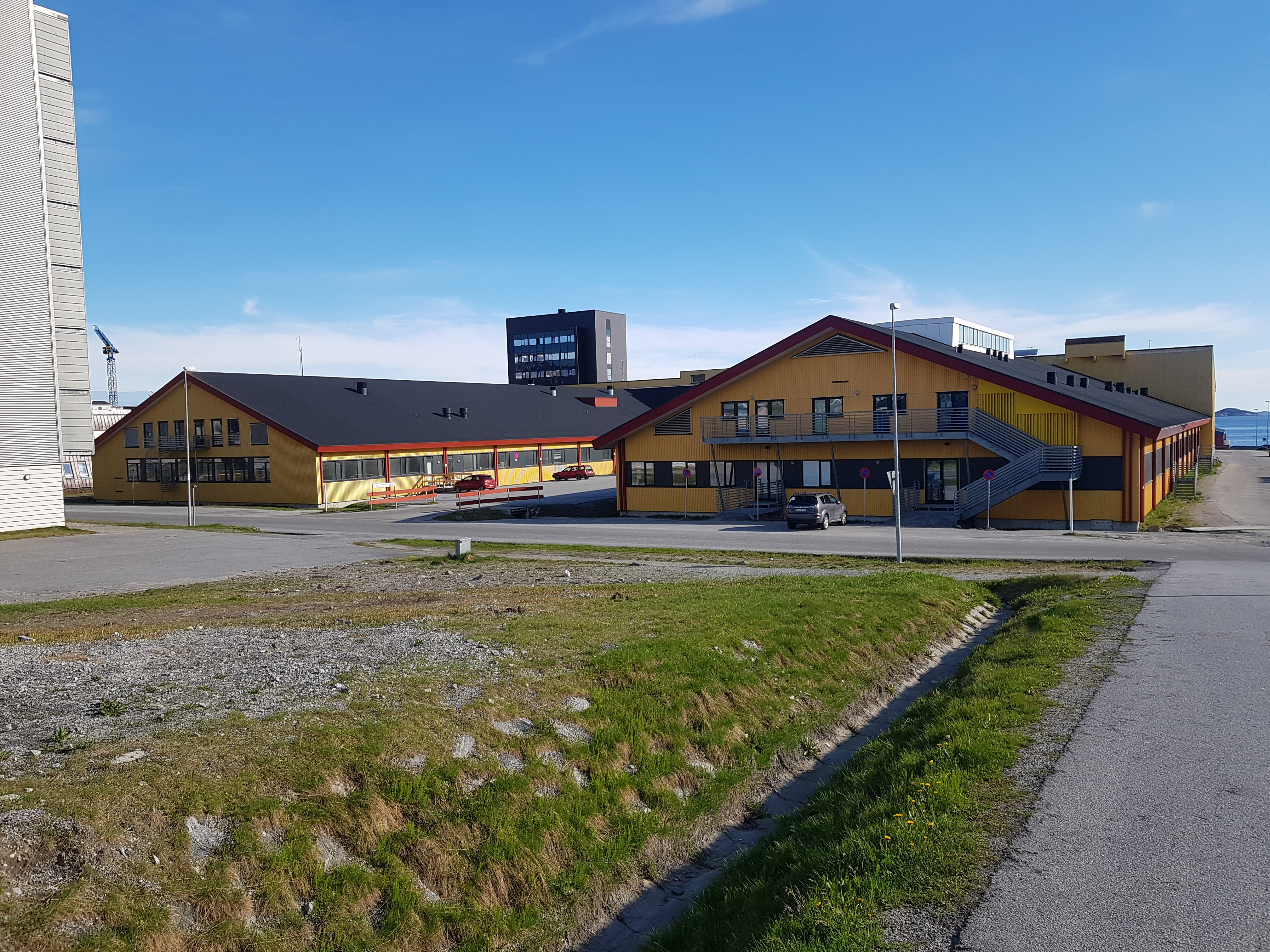
Das Dronning Ingrids Hospital, größtes Krankenhaus des Landes (2022)

Die durchschnittliche Lebenserwartung bei der Geburt betrug 2021 73,7 Jahre – 76,6 Jahre bei Frauen und 71,0 Jahre bei Männern. Damit belegte Grönland in der Rangliste aller Staaten und Territorien der Welt lediglich den 145. Platz (von 227). In Dänemark und auf den Färöern liegt die Lebenserwartung jeweils bei über 81 Jahren. The World Factbook weist Grönland als das Land mit der höchsten Kapazität an Krankenhausbetten pro Kopf aus (14 Betten pro 1000 Einwohner). Mit 1,87 Ärzten pro 1000 Einwohnern befindet sich Grönland hingegen deutlich unter europäischem Niveau. Es gibt fünf Regionskrankenhäuser in den fünf größten Städten, wobei das Dronning Ingrids Hospital in Nuuk zugleich als Landeskrankenhaus fungiert. In den übrigen Städten gibt es kleinere Krankenhäuser und in den Dörfern Krankenstationen, die aber höchstens mit einer Krankenschwester besetzt sind. Telemedizin spielt eine große Rolle. Grönland hat einen starken Ärztemangel, da es trotz der geringen Bevölkerung überproportional viele Gesundheitseinrichtungen gibt. Bei 120 Arztstellen und rund 300 Krankenschwesterstellen wurden 2019 trotz 1400 im Gesundheitswesen Beschäftigten ebenso viele neu angestellt.
Je nach Definition litten einer Untersuchung von 2007 zufolge 9 % bzw. 18 % der grönländischen Kinder unter Kinderarmut. Über die Hälfte der Bevölkerung raucht. Während früher Infektionskrankheiten die häufigste Todesursache waren, sind es heute Zivilisationskrankheiten wie Krebs, Herz-Kreislauf-Erkrankungen und Suizid, wobei erstere meist aus einem ungesunden Lebensstil resultieren. 77 % der über 55-Jährigen galten 2018 als chronisch krank.

### Postkolonialismus und Ethnonationalismus

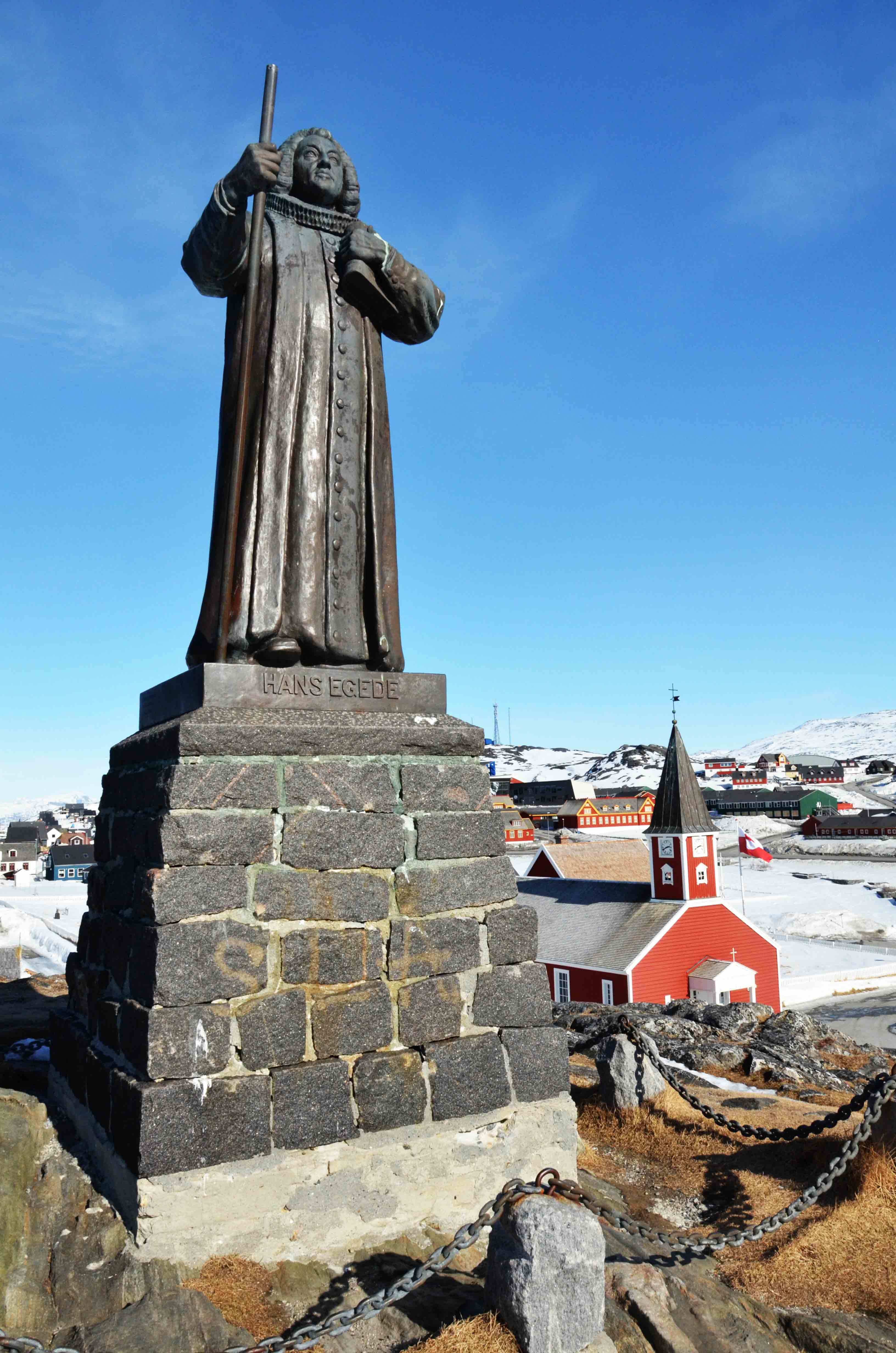
Die Statue Hans Egedes in Nuuk gilt als Sinnbild für die koloniale Vergangenheit Grönlands und ist deswegen häufig Ziel von antikolonialistisch motiviertem Vandalismus.

In der grönländischen Gesellschaft spielen Postkolonialismus und Ethnonationalismus eine große Rolle. Die Frage nach einer Grönlandisierung der Gesellschaft und stetig wachsender Autonomie bis hin zur Unabhängigkeit ist spätestens seit Mitte des 20. Jahrhunderts politisch zentral. Dabei stehen jedoch gesellschaftliches Interesse und politisches Interesse häufig in Kontrast. Bis 1953 war Grönland dänische Kolonie und bis 1979 Teil Dänemarks, seit 1979 autonom mit Hjemmestyre und seit 2009 mit Selvstyre. Seither herrscht die Überzeugung, dass der nächste und einzige übrigbleibende Schritt die staatliche Unabhängigkeit ist, was die politische und gesellschaftliche Debatte im 21. Jahrhundert verschärft hat. Diese wachsende Debatte muss zudem im globalen Kontext politischer Bewegungen für mehr Rechte für indigene Völker und (mentaler) Dekolonisierung gesehen werden.
Grundsätzlich ist in Grönland die Meinung verbreitet, dass die Unabhängigkeit das Ziel ist, auf das hingearbeitet werden sollte. Es herrscht jedoch Uneinigkeit darüber, wann dies geschehen sollte: Einer Studie von 2018 zufolge würde je ein Drittel der sofortigen Unabhängigkeit zustimmen, sie ablehnen oder sich nicht sicher sein. Der häufigste Kritikpunkt ist, dass die Unabhängigkeit zu großen wirtschaftlichen Problemen führen würde, da Dänemark derzeit einen großen Teil der grönländischen Ausgaben durch direkte Zahlungen (Bloktilskud) oder Übernahme von Aufgaben abfedert. Dies zeigt sich auch darin, dass Grönland seit 2009 kaum Aufgaben im Zuge der Selvstyre von Dänemark übernommen hat, da dies zu höheren Kosten führen würde. Im Falle der Unabhängigkeit wird zudem von vielen eine neue und noch größere wirtschaftlichere Abhängigkeit von den USA oder China befürchtet. Deswegen zeigte eine andere Studie, dass nur 11 % eine sofortige Unabhängigkeit im Falle wirtschaftlicher Nachteile unterstützen würden, 12 % nur bei leichten Nachteilen, 44 % jedoch gar nicht.
Dennoch herrschen ambivalente Haltungen zum Verhältnis zu Dänemark in der Gesellschaft: In Kunst und Kultur zeigt sich häufig starke ethnisch basierte Abgrenzung. In der Politik werden häufig Schuldvorwürfe gegenüber Dänemark laut, die die politische Zusammenarbeit auf die Probe stellen. Besonders für die junge Generation spielt der Aufstand und Aktivismus gegen die immer noch bestehenden postkolonialen Machtkonstrukte zwischen Grönländern und Dänen bzw. Grönland und Dänemark in der Gesellschaft eine große Rolle.

## Kultur

### Kunst

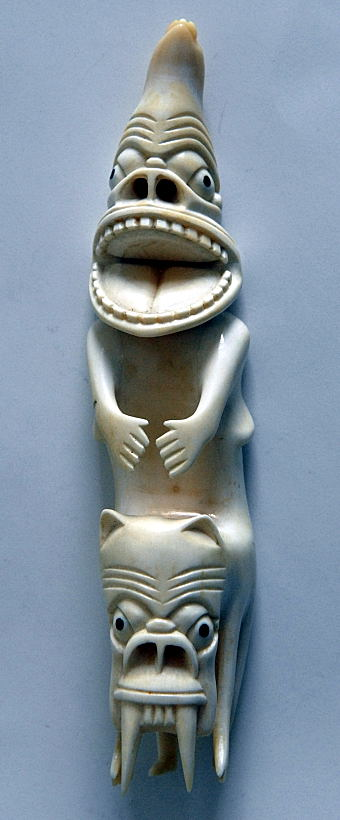
Ein typischer Tupilak

Die Inuit kannten keine Kunst im westlichen Sinne. Präkoloniale Werke wie Schnitzereien und Tätowierungen dienten einem höheren Zweck innerhalb des Glaubens oder der Dekoration von Gebrauchsgegenständen. Ein eigentlicher Kunstbegriff entstand erst durch europäische Einflüsse. Mathias Ferslew Dalager, Sohn eines Kolonialverwalters, war Ende des 18. Jahrhunderts der erste Grönländer mit einer Kunstausbildung. Eine eigene grönländische Kunst entwickelte sich jedoch erst Mitte des 19. Jahrhunderts, geprägt von Personen wie Aron von Kangeq und Jens Kreutzmann, die aufgefordert von Hinrich Johannes Rink als Illustratoren tätig waren, die mit naivem Stil grönländische Alltagssituationen und Sagen und Mythen wiedergaben. Ende des 19. Jahrhunderts entstand das grönländische Kunsthandwerk, anfangs vor allem geprägt von Johannes Kreutzmann. Neben der Weiterentwicklung des Kunsthandwerks entstand Anfang des 20. Jahrhunderts die Landschaftsmalerei, deren bekannteste Vertreter Lars und Stephen Møller sowie Otto und Peter Rosing waren. Der nächsten Generation gehörten Hans Lynge, Jens Rosing, Kâle Rosing und später Thue Christiansen und Kristian Olsen an, die vor allem die Grafik revolutionierten. Ab den 1960er Jahren entstand eine neue Kunstrichtung, die vom Postkolonialismus geprägt das traditionelle Grönländische in der Kunst darzustellen versucht und sich auf künstlerische Weise politisch und gesellschaftskritisch mit der Vergangenheit und Gegenwart auseinandersetzen will. In dieser Zeit begannen Frauen zu den Hauptrepräsentantinnen der grönländischen Kunst zu werden. Die wohl bekannteste zeitgenössische grönländische Künstlerin ist Aka Høegh. Sie wurde wie viele andere ihrer Generation von der Dänin Bodil Kaalund geprägt, die die Kunstszene in Grönland entscheidend gefördert hat. Insgesamt sind heutzutage rund 25 Grönländer hauptberuflich als Künstler aktiv.
Der Tupilak ist ein typisch grönländisches Kunstwerk. Es handelt sich um eine aus Knochen, Elfenbein, Stein oder Holz geschnitzte groteske Figur, die ursprünglich eine Rolle innerhalb des inuitischen Schamanismus innehatte, ab 1905 jedoch von Ostgrönland ausgehend zum reinen Kunstobjekt und heutigen Souvenir geworden ist.
Neben grönländischen Künstlern war Grönland ein wichtiges Motiv für zahlreiche vor allem dänische Künstler, die sich während der Kolonialzeit in Grönland aufhielten. Zu diesen Grönlandsmalern (dänisch Grønlandsmalere) gehörten beispielsweise Aage Gitz-Johansen, Jens Erik Carl Rasmussen und Emanuel A. Petersen.
In Nuuk gibt es eine Kunstschule, die bedeutend für die grönländische Kunst ist. Daneben gibt es mit dem Nuuk-Kunstmuseum und dem Ilulissat-Kunstmuseum zwei Kunstmuseen im Land. Daneben sind auch Werke im Kulturhaus Katuaq in Nuuk ausgestellt. Grönländische Kunst wird zudem regelmäßig in Dänemark, bspw. in De Grønlandske Huse präsentiert.

### Kleidung

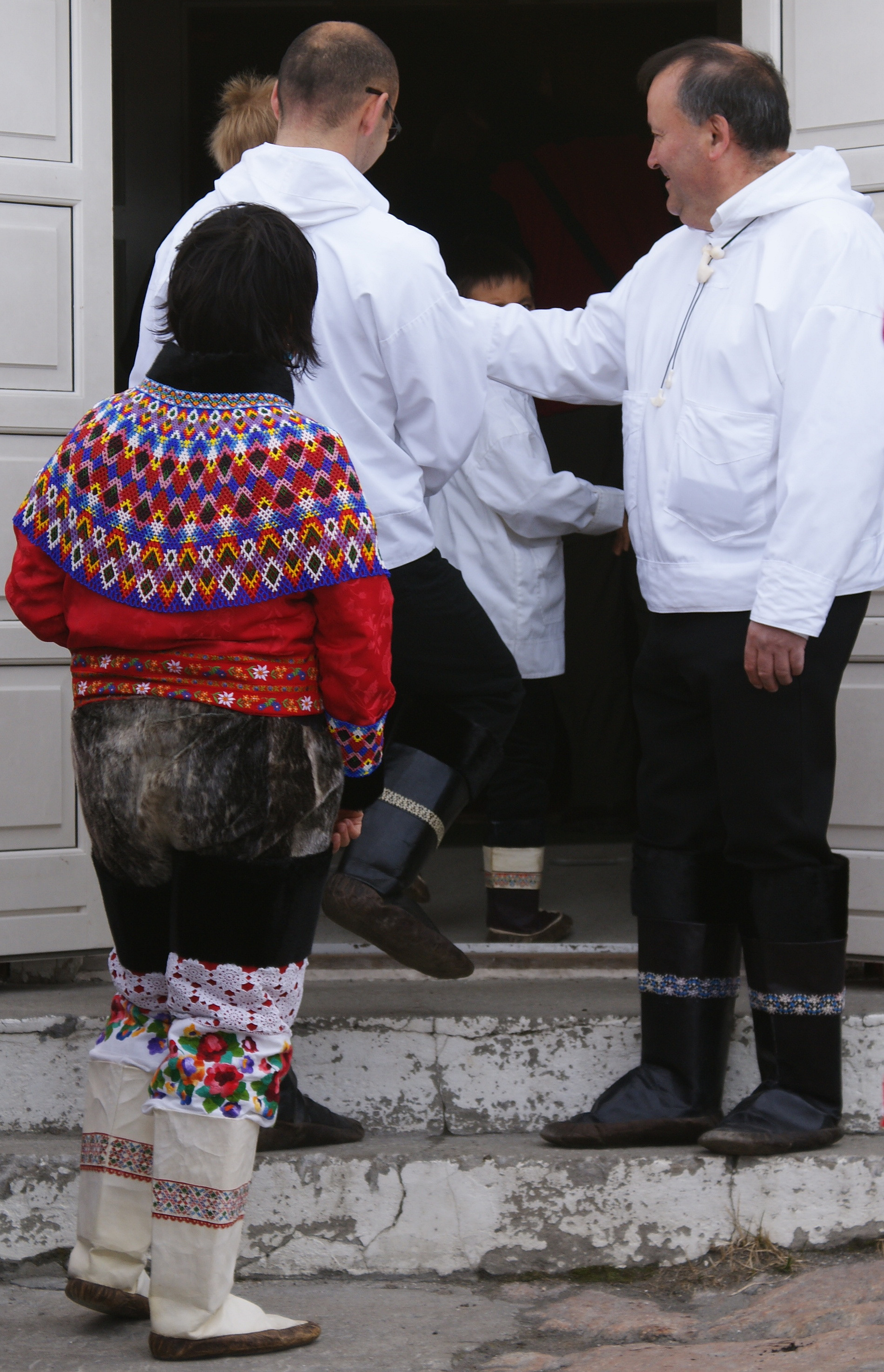
Die typische Männer- und Frauentracht, hier getragen anlässlich des ersten Jahrestags der Einführung der Selvstyre (2010). Rechts im Bild der damalige Bürgermeister Hermann Berthelsen.

Bevor die Inuit Kontakt mit Europäern hatten, bestand ihre Kleidung aus den Fellen der erlegten Tiere und diente dazu, die eisigen arktischen Temperaturen zu überleben. Bereits vor Beginn der Kolonialisierung durch Dänemark erhielten die Grönländer durch Tauschhandel mit Walfängern Zugang zu europäischen Materialien wie Stoffen und Perlen, die verstärkt in die eigene Kleidung integriert wurden. Während der Kolonialzeit stieg die Verfügbarkeit dieser weiter an und der Gebrauch resultierte in der Kreierung der typischen westgrönländischen Tracht. Männer tragen einen weißen Anorak, schwarze Stoffhosen und schwarze Schuhe oder Kamiit. Die Frauentracht ist deutlich auffälliger und besteht aus bunt gemusterten Kamiit, dekorierten Hosen aus Robbenfell, einem meist roten ebenfalls verzierten Anorak und einem aus Zehntausenden bunten Perlen bestehenden Kragen, der den halben Oberkörper bedeckt. Die traditionellen Trachten in Nord- und Ostgrönland unterscheiden sich durch ihre geringere Dekoration, da Perlen mangels Tauschhandel traditionell nicht verfügbar waren. Heute wird die Nationaltracht nur noch zu besonderen Anlässen getragen, aber die Muster und andere nationale Symbole üben einen starken Einfluss auf das Design zeitgemäßer Kleidung aus.

### Musik

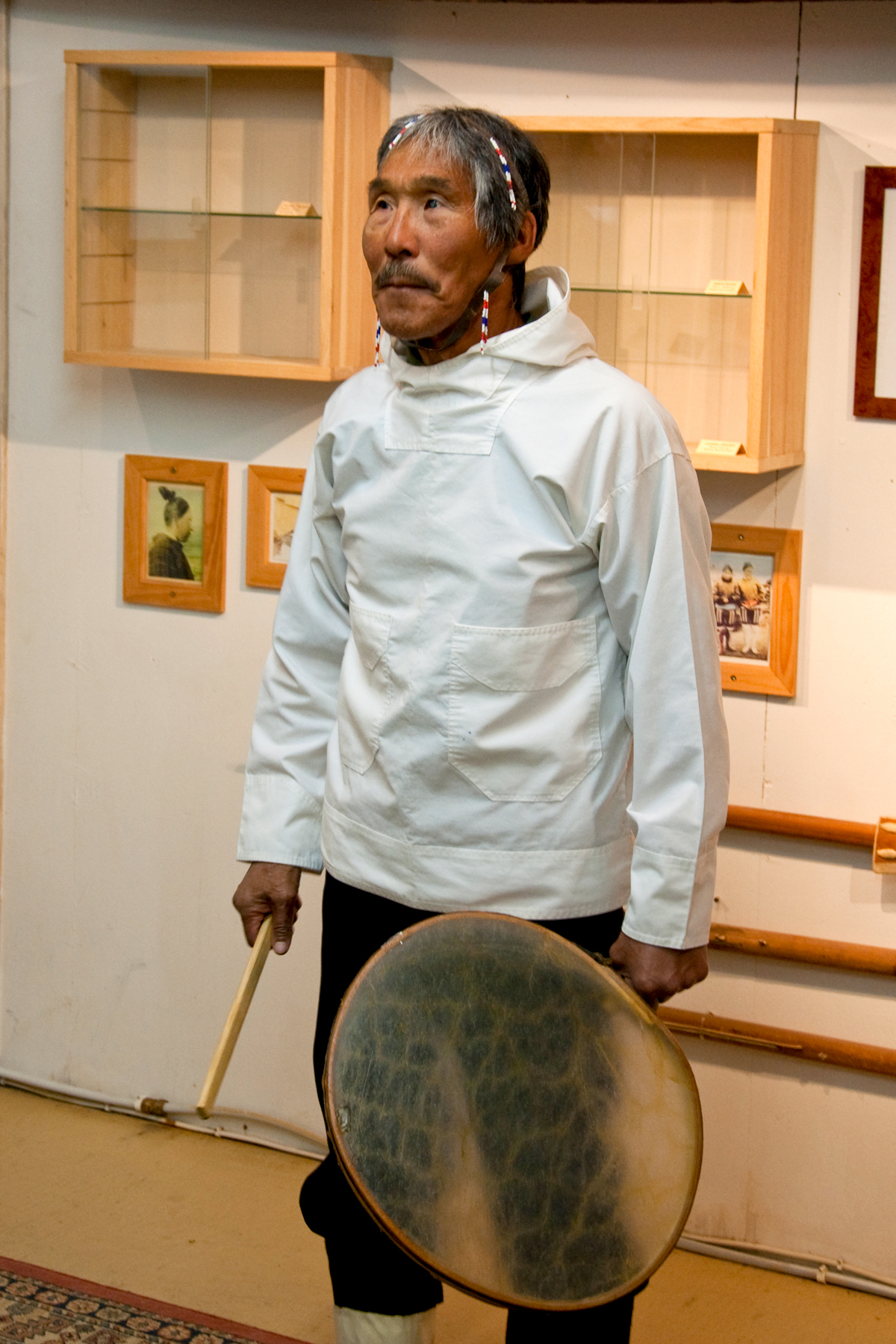
Anda Kûitse, ein Vertreter des Trommeltanzes, der in Ost- und Nordgrönland überlebt hat und noch heute Unterhaltungszwecken dient

Die grönländische Musik hat ihre Ursprünge im traditionellen Trommeltanz (Inngerutit) der Inuit. Dazu wurde eine runde Trommel (Qilaat) in Form eines mit Robben- oder Hundehaut bezogenen Rahmens aus Treibholz oder Walrossrippen benutzt. Getrommelt wurde nicht auf die Membran, sondern mit einem Stock von unten auf den Rahmen. Dazu wurden einfache Melodien gesungen. Der Trommeltanz erfüllte früher drei soziale Funktionen: Sie war einerseits das Rechtsinstrument der Inuit. Streitigkeiten wurden bei einem Gesangsduell ausgetragen und beigelegt. Dabei versuchte man, den Anderen so lächerlich wie möglich zu machen. Die Zuschauer drückten durch ihr Lachen aus, wer der Gewinner und wer somit der Schuldige ist. Die Trommel konnte auch von Schamanen für rituelle Geisterbeschwörungen eingesetzt werden. Daneben hatte der Trommeltanz auch eine reine Unterhaltungsfunktion.
Nach der Ankunft der Missionare im 18. Jahrhundert wurde der Trommeltanz als heidnisch-schamanistisch verboten und durch mehrstimmigen Gesang von Kirchenliedern (Tussiutit) verdrängt. Einen besonders starken Einfluss hatte dabei die Herrnhuter Brüdergemeine. Niederländische, deutsche und schottische Walfänger brachten ab dem 17. Jahrhundert die Fidel, das Akkordeon und die Polka (Kalattuut) nach Grönland, wo sie heute zu komplizierten Tanzschritten gespielt werden. Die grönländische Musik ist bis heute stark von religiöser Musik und Chorgesang geprägt, zu deren berühmtesten Vertretern seit dem 19. Jahrhundert Rasmus Berthelsen, Josva Kleist, Jakob II Egede und Johan Kleist gehören.
Nach dem Zweiten Weltkrieg begann sich in Grönland mit der Vaigat-Musik mit Zentrum in Qullissat eine westliche Musikkultur zu entwickeln, die anfangs vor allem von US-amerikanischer Countrymusik geprägt war und vor allem Gitarre und Akkordeon als Instrumente nutzte. In den 1960er Jahren war Rock ’n’ Roll populär. In den 1970er Jahren wurde von Per Berthelsen und Malik Høegh die Rockband Sumé gebildet, die die erste grönländische LP herausbrachten und großen politischen Einfluss auf die Autonomiebewegung hatten. Seither wird die grönländische Musikszene vor allem von Rockmusik und Hip-Hop geprägt, in geringerem Grad auch Volksmusik, Popmusik, Metal und Techno. Zu den bedeutendsten Musikern und Bands der jüngeren grönländischen Musikgeschichte gehören Rasmus Lyberth, Juaaka Lyberth, Ulf Fleischer, Ole Kristiansen, Nuuk Posse, Nanook und Josef Tarrak-Petrussen. Daneben versuchen sich Musiker wie Angu Motzfeldt, Julie Berthelsen, Nive Nielsen und Small Time Giants durch englischsprachige Musik auch im Ausland zu vermarkten.

### Theater und Film
Schauspiel spielte in der grönländischen Kultur eine wichtige Rolle, vor allem in Form von Maskentanz. Bereits im 19. Jahrhundert wurden in Grönland europäische Theaterstücke als Amateurtheater aufgeführt. Ab den 1930er Jahren entstanden die ersten grönländischen Theaterstücke, die von Hans Lynge und Pavia Petersen verfasst wurden. 1975 wurde in Dänemark das Tuukkaq Teatret gegründet und 1984 in Grönland von dessen Mitgliedern die Theatergruppe Silamiut, aus der 2011 das Grönländische Nationaltheater hervorging. Daneben gibt es in Grönland verschiedene Amateurtheatergruppen. Die grönländische Theaterszene ist stark von der traditionellen Kultur und ihren Ausdrucksweisen geprägt. Die bedeutendste Theaterschauspielerin Grönlands ist Makka Kleist.
Im 20. Jahrhundert war Grönland wie in der Malerei auch ein beliebtes Motiv für Filmschaffende, wobei üblicherweise die Exotik der grönländischen Natur und Kultur im Zentrum stand. Bedeutende Filme aus der ersten Hälfte des 20. Jahrhunderts sind Das Eskimobaby (deutsch, 1918), Eskimo (dänisch-norwegisch, 1930) und Palos Brautfahrt (dänisch, 1934). Ersterer wurde nicht in Grönland gedreht und nutzte verkleidete europäische Darsteller, zweiterer wurde in Grönland gedreht, nutzte aber grönländische Darsteller nur für Komparsenrollen, während letzterer ausschließlich auf grönländische Laiendarsteller zurückgriff. Vor allem in der zweiten Hälfte des 20. Jahrhunderts wurden zahlreiche dänische Dokumentarfilme über Grönland gedreht, wobei der bedeutendste Regisseur hierbei Jørgen Roos war. Ab den 1980er Jahren wurden Grönländer mehr und mehr in die Filmproduktion in Grönland miteinbezogen, wodurch Filme wie Tukuma (1983) und Lysets hjerte (1998) entstanden. Nach einigen grönländischen Kurzfilmen entstanden erst 2009 mit Hinnarik Sinnattunilu und Nuummioq die beiden ersten rein grönländischen Spielfilme von Bedeutung. Seither erscheint in Grönland etwa ein Spielfilm pro Jahr, wobei vermehrt auf nationalkulturellen Fokus verzichtet wird. Es wird versucht, die grönländische Filmindustrie zu professionalisieren.

### Küche

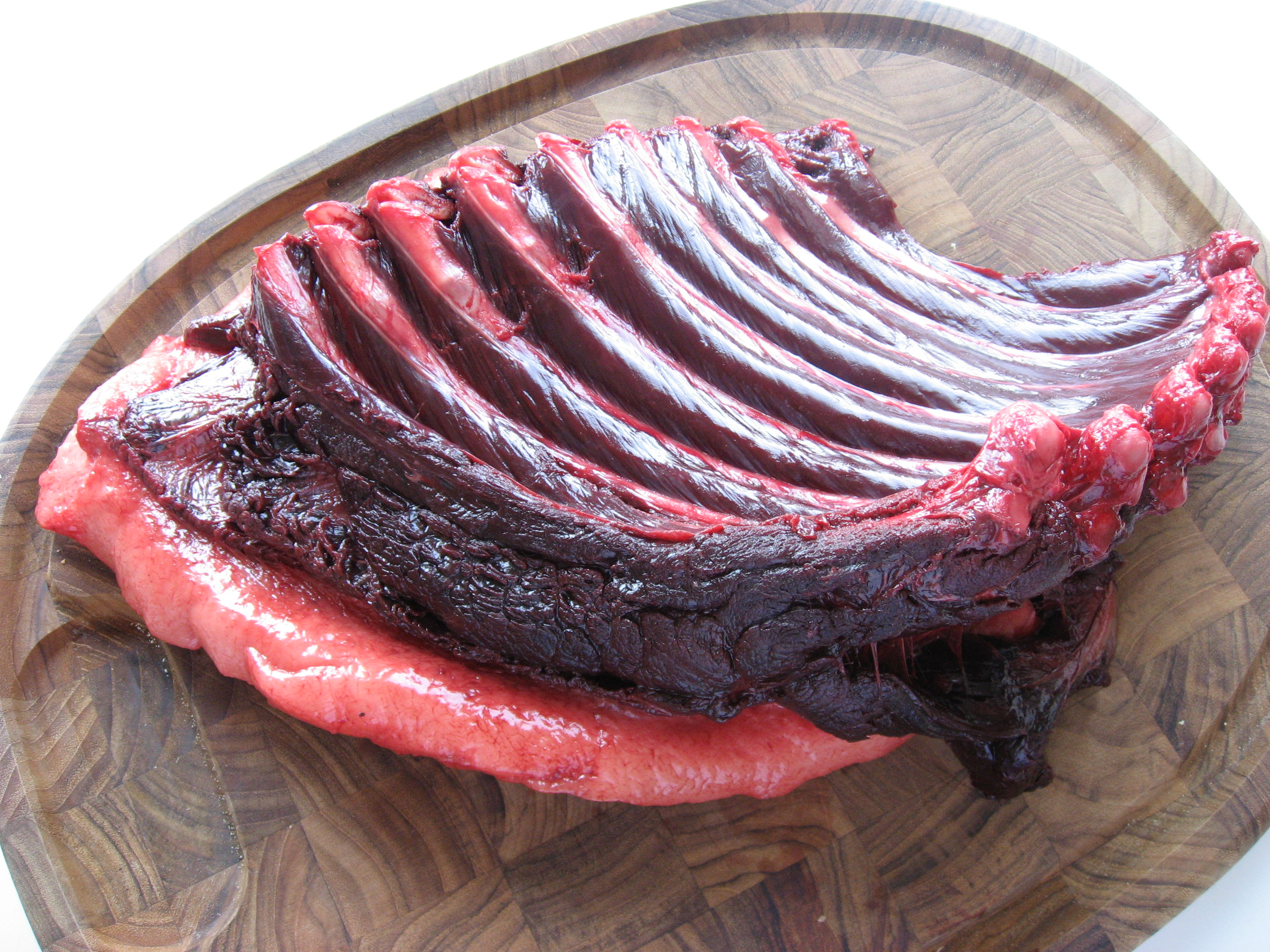
Robbenfleisch gehört zu den traditionellen grönländischen Nahrungsmitteln

Bei den Inuit war Fleisch nahezu die einzige verfügbare Nahrungsquelle, was sich noch heute in der grönländischen Küche widerspiegelt. Die meisten in Grönland lebenden Tiere fungieren auch heute noch als Nahrungsmittel. Zu den bedeutendsten Fleischlieferanten gehören Robbenfleisch, Rentier, Moschusochse, Lammfleisch, Walfleisch, Vogelfleisch und aus dem Meer Garnelen und zahlreiche Speisefische wie Forelle, Lachs, Rotbarsch und Heilbutt. Sowohl Fleisch als auch Fisch werden häufig zu Trockenfleisch und Trockenfisch getrocknet. Typisch grönländisch ist Mattak, meist roh gegessene Walhaut mit Speckschicht. In Grönland wachsen einige essbare Pflanzen. Vor allem Schwarze Krähenbeeren und Rauschbeeren sowie Arznei-Engelwurz. Daneben werden Rhabarber, Kartoffeln und verschiedene Rüben in Grönland angebaut und gegessen. Als Grönländisches Nationalgericht gilt Suaasat, eine Suppe auf Graupen- oder Reisbasis mit beliebigem Fleisch, meist Robbe, Rentier oder Lamm, und Zwiebeln.
Grönländisches Essen wird als Kalaalimerngit/Kalaalimernit bezeichnet und meist selbst gejagt oder von Jägern auf lokalen Märkten (auf Dänisch Brættet „Brett“, auf Grönländisch Kalaalimineerniarfik „Wo Kalaalimerngit verkauft werden“) verkauft. Im Handel sind europäische Lebensmittel wie Gemüse oder Rind- und Schweinefleisch verfügbar, die aber aufgrund von Importkosten und Zöllen deutlich teurer sind. Das Preisniveau für Lebensmittel liegt durchschnittlich etwa 50 % über dem dänischen.
Es ist üblich Kaffemiks zu veranstalten, wo jeder anlässlich eines Familienereignisses zum Essen vorbeikommen kann. Hierbei werden meist Kaffee und grönländischer Kuchen, aber auch Hauptgerichte serviert.

### Architektur

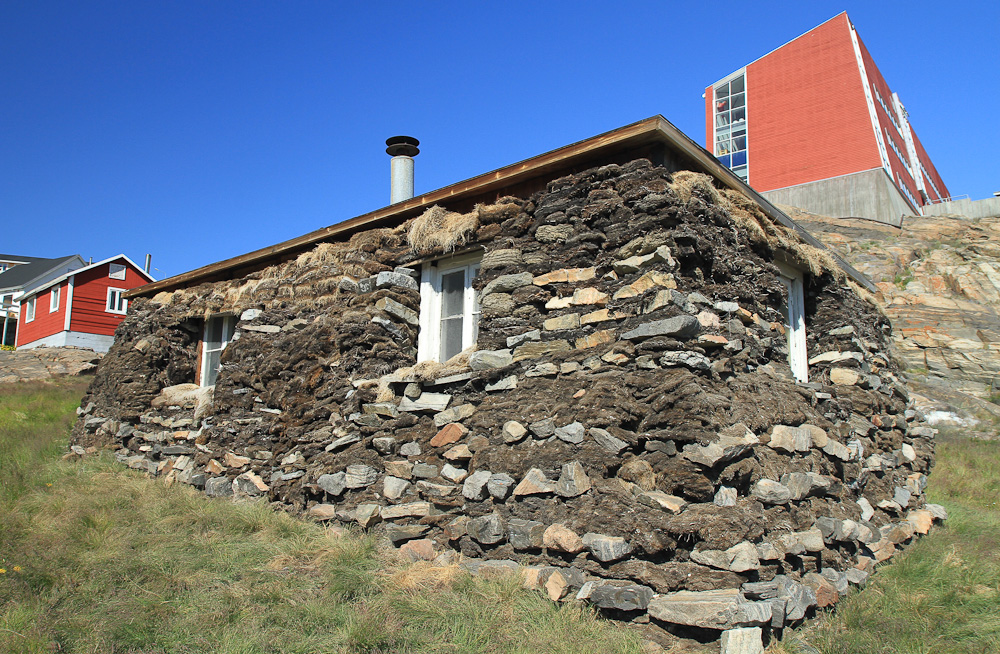
Ein grönländisch-dänisches Torfmauerhaus in Uummannaq

Die grönländische Architektur hat sich in den letzten Jahrhunderten mehrfach radikal verändert. Verschiedene archäologisch überlieferte steinzeitliche Haustypen waren in Grönland zu Beginn der Kolonialzeit im 18. Jahrhundert überliefert. Es handelte sich um Torfmauerhäuser, flache kleine Steingebäude für eine oder mehrere Familien, deren Wände mit Torf versiegelt waren und deren Dach meist aus Treibholz und Robbenfell bestand, das dann ebenfalls mit Steinen und Torf abgedeckt wurde.

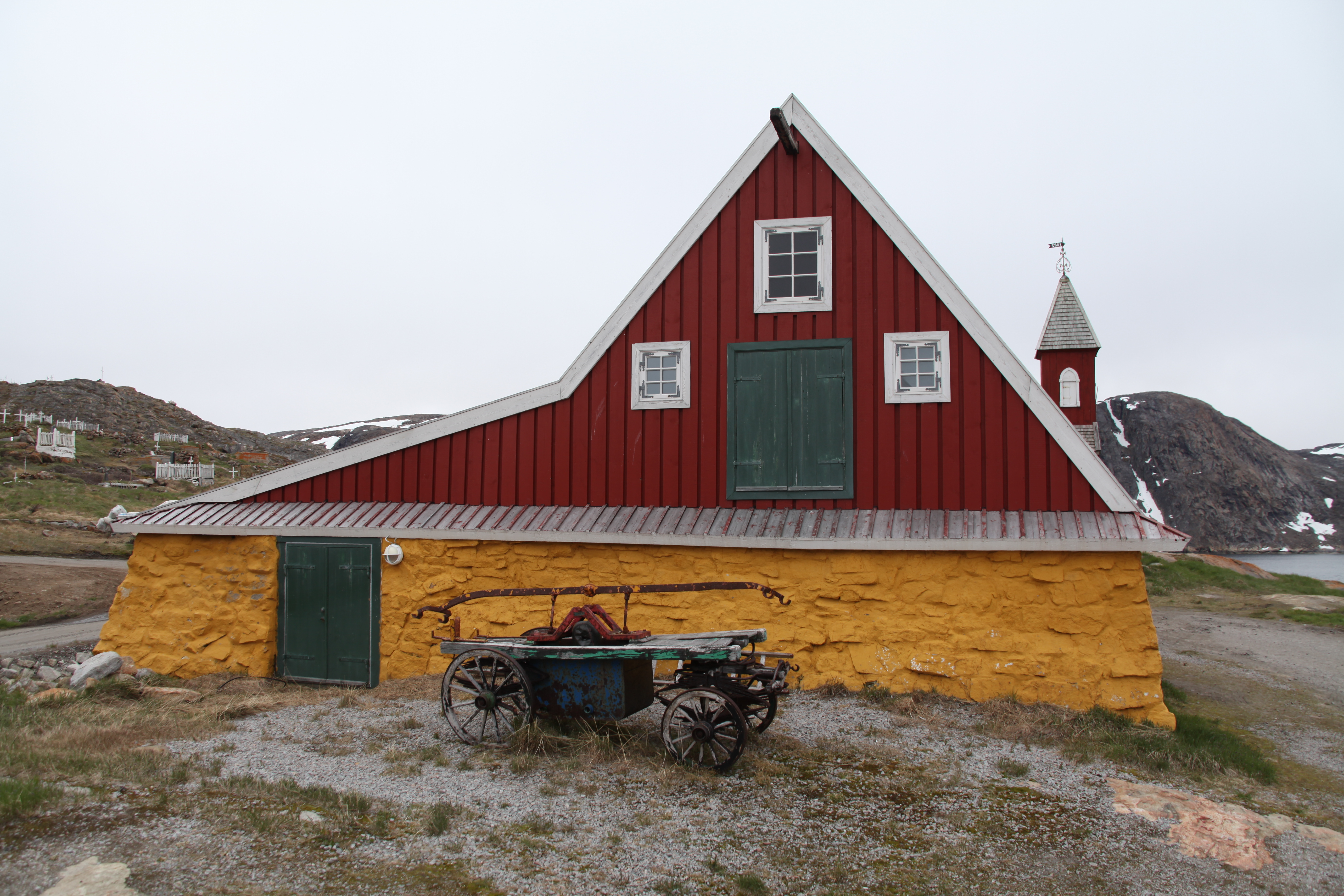
Ein teils als Stein-, teils als Holzhaus konzipiertes Handelsgebäude in Upernavik

Die Europäer errichteten in den Kolonien Holzhäuser nach norwegischem Vorbild, die anfangs als Stockwerkhaus, ab dem 19. Jahrhundert als Fachwerkhaus errichtet wurden. Sie dienten als Wohnhäuser für die Angestellten und beispielsweise als Kirchengebäude. Die europäische Baukultur hatte auch starken Einfluss auf die grönländischen Torfmauerhäuser, sodass sich ein Mischtyp bildete, bei dem das Innere der Gebäude sowie das Dach mit Holz verkleidet wurden und lediglich die Außenwände weiterhin aus Torfmauern bestanden. Eine weitere Weiterentwicklung war der Gebrauch nur von Stein, der in großen Steinhäusern resultierte, die für Handelszwecke, vor allem als Lager benutzt wurden.

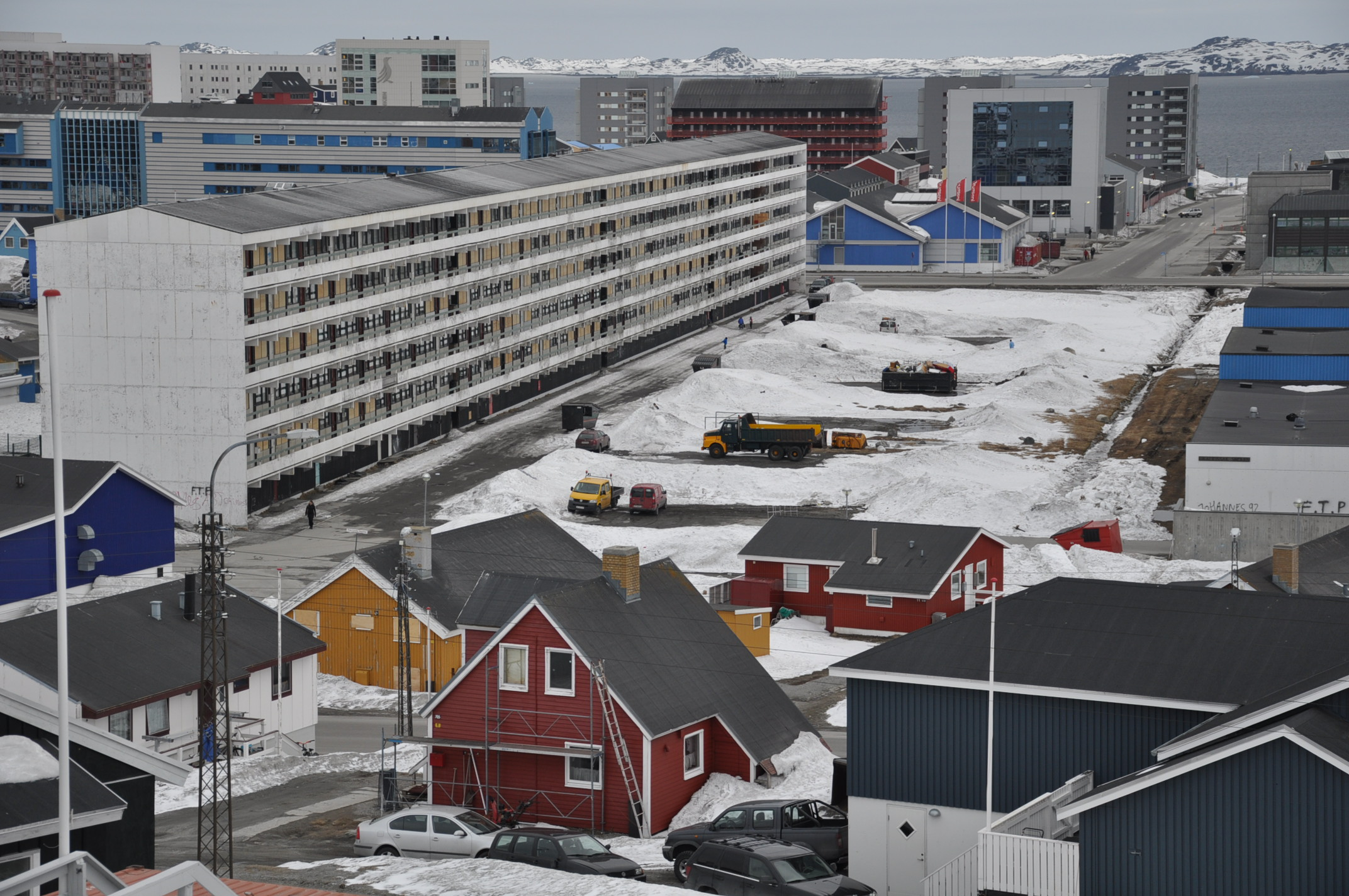
Wohnblocks und typische Einfamilienhäuser in Nuuk

Bis ins 20. Jahrhundert lebte die grönländische Bevölkerung zu großen Teilen in Torfmauerhäusern, bevor diese im Zuge der Modernisierung außer Gebrauch gerieten. Ab der Mitte des 20. Jahrhunderts entwickelten sich zwei Architekturrichtungen: Die Selbstbauerhäuser sind Holzhäuser, die mit geringem architektonischem Geschick als Einzelstücke von den Bewohnern selbst errichtet wurden. Auf der anderen Seite stand das Architekturbüro von Grønlands Tekniske Organisation für die Massenproduktion von Typhäusern, wodurch in vielen Städten ganze Straßenzüge aus gleichartigen Häusern entstanden. Ab den 1960er Jahren entstanden in vielen Städten Reihenhäuser und Wohnblöcke wie Blok P, um den rasant wachsenden Wohnungsbedarf der mehr und mehr urbanisierten Bevölkerung zu decken. Im 21. Jahrhundert werden in Nuuk primär Hochhäuser errichtet, um den explodierenden Wohnungsbedarf der Hauptstadt zu decken. Viele Stadtwohnungen sind in kommunalem Besitz, da die Mobilität groß ist und die Bevölkerung somit meist nur wenige Jahre an einem Ort wohnen bleibt, jährlich ziehen 40 % um. Ein großer Teil der älteren Einfamilienhäuser und Wohnblocks, vor allem der kommunalen, ist stark renovierungsbedürftig.

### Sport

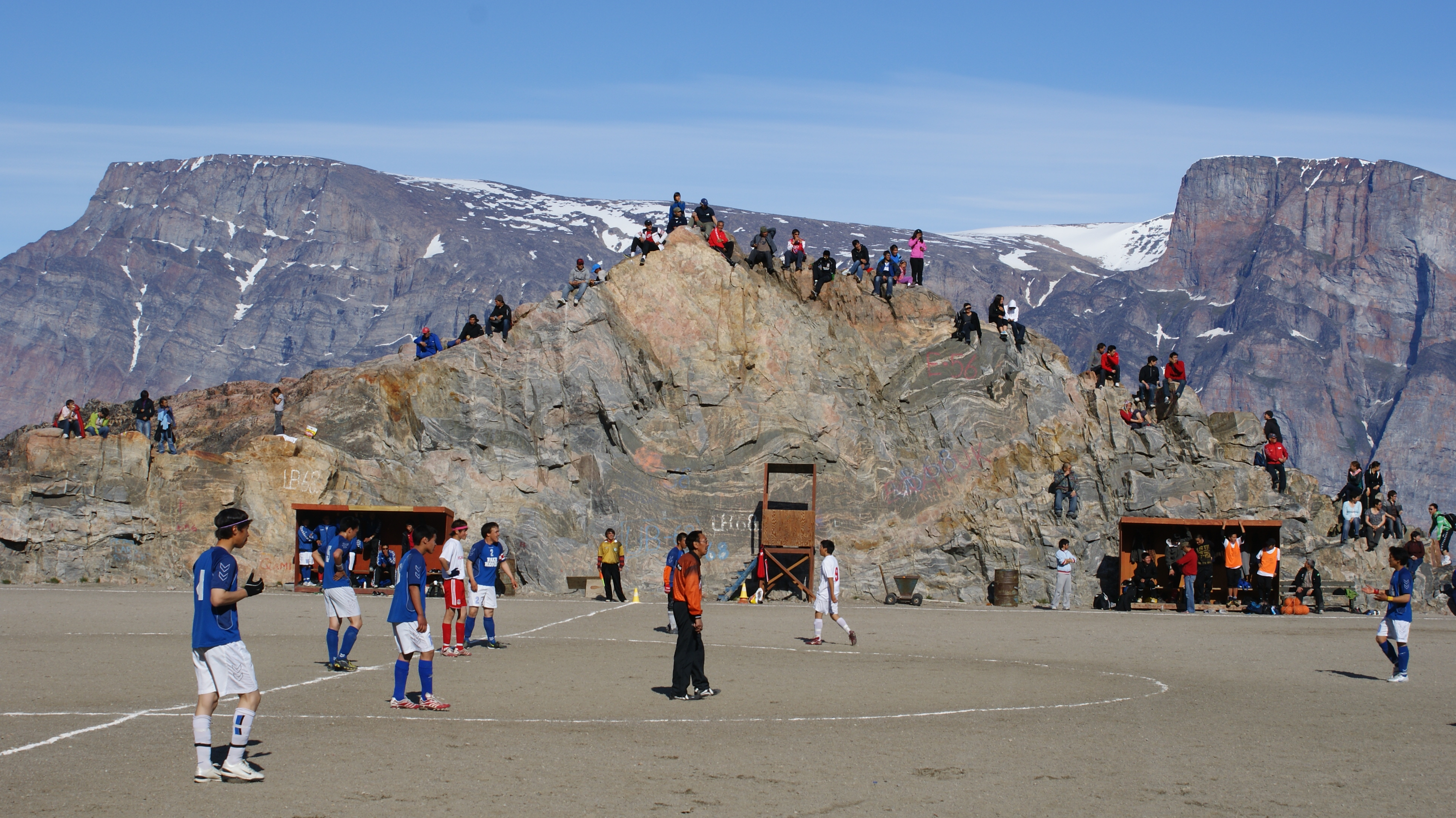
Ein Fußballspiel in Uummannaq (2009)

Ab 1933 entwickelte sich das grönländische Sportwesen mit der Gründung von ersten Sportvereinen. 1953 wurde mit Grønlands Idrætsforbund (GIF) der grönländische Sportverband gegründet, der heutzutage über 9000 aktive Mitglieder hat, die in rund 130 Vereinen in neun Unterverbänden organisiert sind. Grönland hat sich zum Ziel gesetzt, 2030 das sportlich aktivste Land der Welt zu sein.
Zu den beliebtesten Sportarten in Grönland gehören Fußball, Handball, Badminton, Tischtennis, Skisport und Kampfsport. Dazu kommen als typisch arktische Sportarten Hundeschlittensport, Kajaksport und traditionelle Inuitwettkämpfe, die häufig auf Stärke und Geschicklichkeit basieren. In Grönland gibt es mehrere Marathons und Extremsportwettbewerbe. Der bekannteste in Grönland ausgetragene Wettbewerb ist das Arctic Circle Race.
Grönland nimmt regelmäßig an den Island Games und den Arctic Winter Games teil. Dazu konnten sich grönländische Handballnationalmannschaften mehrfach für Weltmeisterschaften qualifizieren. In vielen Sportarten wie Fußball oder Badminton ist Grönland kein unabhängiger Verband, sondern als Teil Dänemarks in internationalen Wettbewerben nicht teilnahmeberechtigt. Mehrere grönländische Sportler haben für Dänemark an den Olympischen Spielen (vor allem den Winterspielen) teilgenommen.

### Historische Landesbeschreibungen
- David Cranz: Historie von Grönland. Heinrich Detlef Ebers, Barby 1765 (Digitalisierte Version).
- Hinrich Johannes Rink: Grönland geographisch und statistisch beschrieben. J. G. Cotta’scher Verlag, Stuttgart 1860 (Digitalisierte Version in der Google-Buchsuche).
- Georg Carl Amdrup, Louis Bobé, Adolf Severin Jensen, Hans Peder Steensby (Hrsg.): Grønland i tohundredeaaret for Hans Egedes landing (= Meddelelser om Grønland. Band 60/61). C. A. Reitzel, Kopenhagen 1921 (Erster Band, Zweiter Band).
- Niels Nielsen, Peter Skautrup, Christian Vibe (Hrsg.): Grønland (= Trap Danmark. Femte Udgave. Band XIV). G. E. C. Gads Forlag, Kopenhagen 1970, ISBN 87-12-88316-6.

### Moderne Übersichtswerke
- Bjarne Holm Jakobsen: Topografisk Atlas Grønland (= Atlas over Danmark. Band 6). C. A. Reitzels Forlag, Kopenhagen 2000, ISBN 87-87945-44-4.
- Axel Kjær Sørensen: Denmark-Greenland in the twentieth century (= Meddelelser om Grønland. Band 341). Museum Tusculanum Press, Kopenhagen 2007, ISBN 978-87-635-3070-5 (Online [PDF]).
- Hans Christian Gulløv (Hrsg.): Grønland. Den arktiske koloni (= Danmark og kolonierne). Gads Forlag, Kopenhagen 2017, ISBN 978-87-12-04955-5.
- Niels Elers Koch (Hrsg.): Grønland (= Trap Grønland [Trap Danmark]. 6. Udgave. Band 36). Trap Danmark / Gads Forlag, Hørsholm/Kopenhagen 2022, ISBN 978-87-7181-505-4.
- Sabine Barth: Grönland. DuMont Reiseverlag, Ostfildern 2017, ISBN 978-3-7701-7398-3.
- Lothar Burchardt: Amerikas langer Arm. Kontroverse um die Nutzung im Zweiten Weltkrieg, Peter Lang Verlag, Lausanne 2017